# Benoît XVI
Pour les articles homonymes, voir Benoît et Ratzinger.
Joseph Aloisius Ratzinger (en allemand : [ˈjoːzɛf ˈalɔʏzjʊs ˈʁatsɪŋɐ]), né le 16 avril 1927 à Marktl (Bavière, Allemagne) et mort le 31 décembre 2022 au Vatican, est un prélat et théologien catholique allemand, élu pape le 19 avril 2005 sous le nom de Benoît XVI (en latin : Benedictus Decimus Sextus ; en italien : Benedetto Sedicesimo ; en allemand : Benedikt der Sechzehnte). En qualité d'évêque de Rome, il est le 265e pape de l'Église catholique ainsi que le chef d'État du Vatican jusqu’à sa renonciation le 28 février 2013.
Fils de parents opposés au nazisme, il est enrôlé par obligation, à l'âge de quatorze ans, dans les jeunesses hitlériennes. En 1944, il refuse d'intégrer la Waffen-SS en faisant valoir son intention d'entrer au séminaire. Libéré en 1945 du camp de prisonniers de guerre de Bad Aibling où il a été interné après avoir déserté la Wehrmacht lors de son service militaire, il commence sa formation de prêtre puis est ordonné en 1951 par le cardinal Michael von Faulhaber.
Théologien reconnu, docteur et professeur à l'université, Joseph Ratzinger participe comme peritus au concile Vatican II, où il est considéré comme réformateur et œuvre à la réforme du Saint-Office. En 1977, il est nommé par le pape Paul VI successivement archevêque de Munich et Freising et cardinal-prêtre de Santa Maria Consolatrice al Tiburtino. Le pape Jean-Paul II en fait en 1981 son préfet de la Congrégation pour la doctrine de la foi, à la tête de laquelle il reste 23 ans. Il en réforme les procédures en favorisant l'échange, mais affirme de plus en plus une ligne doctrinale conservatrice, s'opposant par exemple fermement à la théologie de la libération.
Cette réputation de théologien conservateur d'expérience, proche de la pensée de Jean-Paul II, en fait le favori pour sa succession. Le cardinal Ratzinger est élu au conclave de 2005 pour lui succéder. Il devient ainsi le premier pape allemand depuis Victor II au XIe siècle. La priorité à laquelle il consacre son pontificat est la mise en œuvre du concile Vatican II dans la continuité de la tradition de l'Église, voyant dans le concile un renouveau dans la continuité et non une rupture. Cette vision s'exprime dans la réconciliation interne de l'Église sur la liturgie, pour lui d'une importance essentielle, à laquelle il œuvre avec son motu proprio Summorum Pontificum, qui déclare que la messe selon le missel romain de 1962 (pré-concile) et celle selon le missel de 1970 (post-concile) sont un seul et même rite ayant deux expressions, ordinaire et extraordinaire. Cette position conciliatrice résout en partie mais pas complètement la crise des traditionalistes et sera rejetée par son successeur, qui, en 2021, déclare : « Les livres liturgiques promulgués par les Saints Pontifes Paul VI et Jean-Paul II, conformément aux décrets du Concile Vatican II, sont la seule expression de la lex orandi du Rite romain ».
Pape théologien, Benoît XVI souhaite recentrer l'Église sur les vertus théologales, et consacre ses trois encycliques à deux d'entre elles : l'espérance et la charité. Sa troisième encyclique est sociale : il y affirme le lien étroit entre l’intelligence et la charité pour le développement humain intégral, en réponse aux défis de l'époque, en particulier économiques et écologiques.
Il maintient la position ferme de l'Église sur la famille, fondée sur le mariage hétérosexuel et ouverte à la vie, prônant la fidélité et l'abstinence (notamment comme méthode de prévention du sida qu'il pense plus efficace que le préservatif), ce qui engendre de vifs débats et critiques. Pendant son pontificat, l'Église est agitée par la révélation d'abus sexuels sur mineurs contre lesquels il prend des mesures. Il poursuit aussi le dialogue interreligieux engagé par Paul VI et Jean-Paul II, ainsi que le dialogue œcuménique avec l'Église orthodoxe.
En 2013, après un pontificat de près de huit ans, il annonce qu'il renonce à ses fonctions, ce qui constitue la première renonciation d'un pape depuis celle de Grégoire XII en 1415. Devenu pape émérite, il se retire au monastère Mater Ecclesiae où il mène une vie de silence et de prière jusqu’à sa mort en 2022.

## Origines et jeunesse

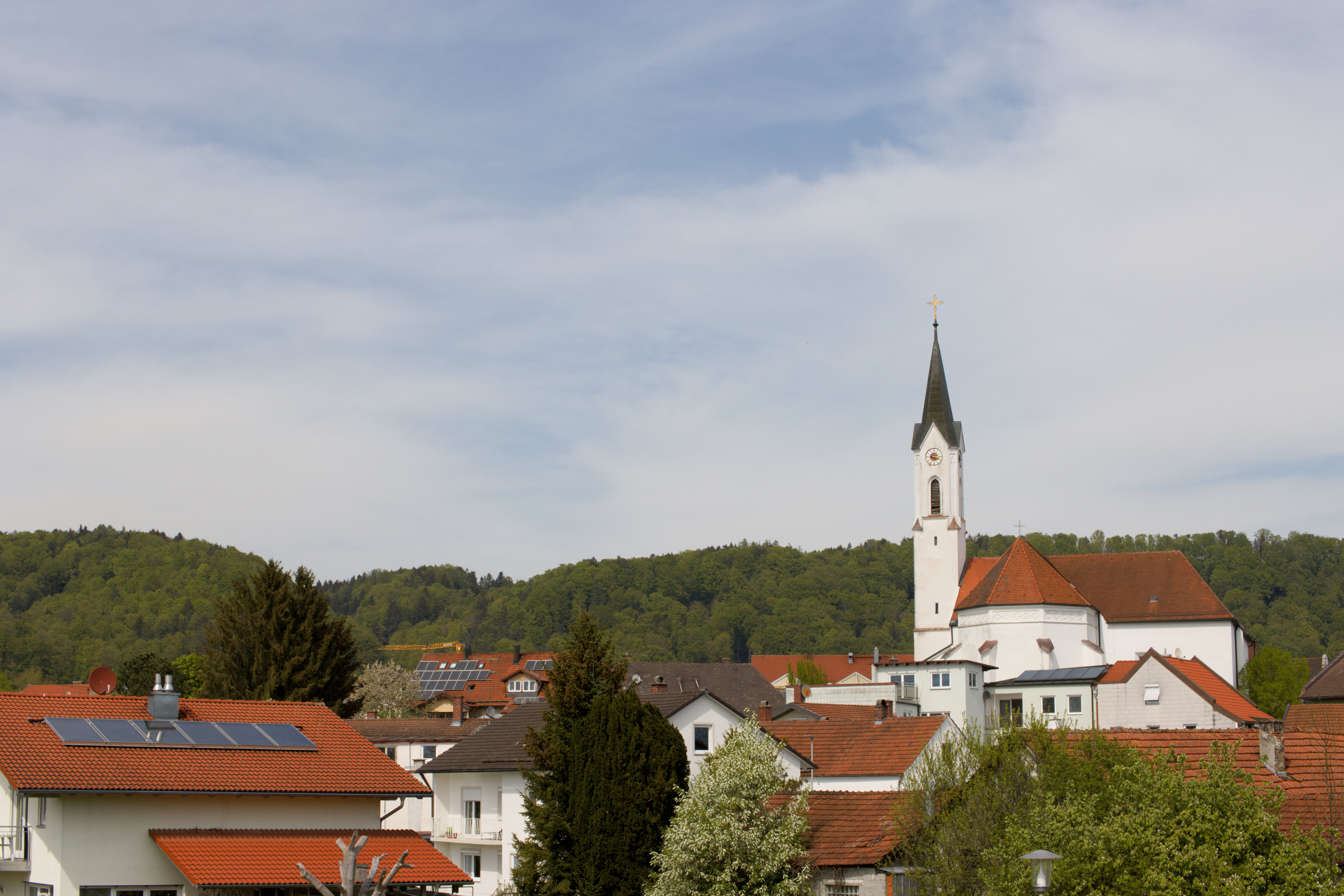
L'église Saint-Oswald de Marktl où le futur Benoît XVI a été baptisé.

Joseph Ratzinger naît le 16 avril 1927 à quatre heures et quart du matin, la veille de la fête de Pâques, au numéro 11 de la Schulstraße à Marktl (ou Marktl am Inn), village de Haute-Bavière, non loin de la frontière autrichienne. Il est le troisième et dernier enfant de Joseph Ratzinger (1877-1959) et de Maria Peintner (1884-1963), après Maria (1921-1991) et Georg (1924-2020). Il est également le petit-neveu de l'homme politique et prêtre catholique Georg Ratzinger (1844-1899). Son baptême, où il reçoit le nom de « Joseph Aloisius », a lieu quelques heures après sa naissance, à huit heures du matin du Samedi saint : comme sa marraine, Anna Ratzinger, n'a pas pu être avertie assez vite, une religieuse nommée Adelma Rohrhirsch la remplace.
L'enfance de Joseph Ratzinger est marquée par son père officier de gendarmerie et fervent pratiquant catholique, viscéralement hostile aux nazis qu'il considérait comme des « criminels »,. En 1929, la famille déménage à Tittmoning et en 1932, à Aschau am Inn. En mars 1937, son père prend sa retraite et la famille s'installe dans une maison aux abords de Traunstein. Joseph Ratzinger entre au Gymnasium (collège et lycée) de cette ville, et y apprend le latin, le grec, l'histoire et la littérature. Cette éducation a pour effet, selon Joseph Ratzinger, de « créer une attitude mentale qui résistait à la séduction d'une idéologie totalitaire ». Il entre ensuite au petit séminaire de Traunstein en 1939, où étudiait déjà son frère Georg.

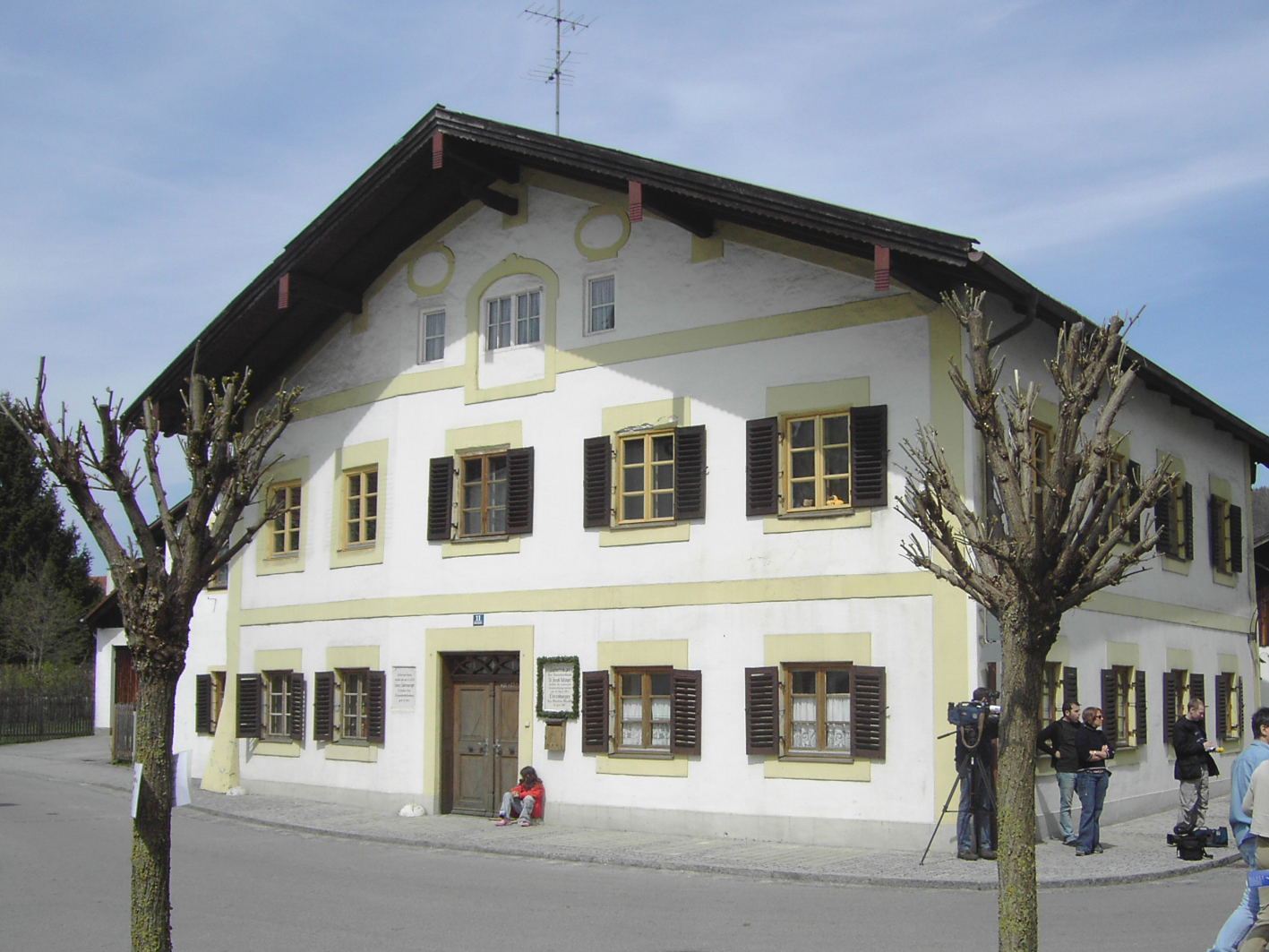
Sa maison natale à Marktl dans le sud de la Bavière en Allemagne.

## Jeunesses hitlériennes
Pendant la Seconde Guerre mondiale, il est enrôlé contre sa volonté dès son quatorzième anniversaire dans les jeunesses hitlériennes, passage devenu obligatoire depuis décembre 1936 pour tous les jeunes Allemands non juifs. À l'âge de 16 ans, en août 1943, il est incorporé, avec tous ses confrères du séminaire de Traunstein, dans la lutte antiaérienne (DCA) allemande. Joseph Ratzinger se retrouve dans la section des télécommunications et participe à la défense d'une usine Bayerische Motoren Werke AG (BMW) des environs de Munich.
En septembre 1944, il est affecté au service du travail obligatoire. Il refuse d'entrer dans la Waffen-SS, malgré les pressions, en faisant valoir son intention de devenir prêtre. En septembre 1944, il atteint l'âge du service militaire, et en décembre 1944, il est affecté à la Wehrmacht, dans une unité chargée de creuser des fossés antichars à la frontière austro-hongroise. Placé sous les ordres de la Légion autrichienne, il qualifie dans ses écrits ses instructeurs de « vieux nazis » et d'« idéologues fanatiques qui [les] tyrannisaient ». Apprenant le suicide d'Hitler, il déserte quelques jours avant la reddition allemande. Il est ensuite interné jusqu'au 19 juin 1945 dans un camp de prisonniers de guerre à Bad Aibling, où un autre prisonnier, Günter Grass, indique qu'il pourrait bien être le Joseph, pétri de foi, qui avait été son ami et avait joué aux dés avec lui. Il est libéré après six semaines d'internement et rentre à pied chez lui.

## Formation à la prêtrise
Après sa libération, il commence sa formation de prêtre. C'est à cette époque que Joseph Ratzinger commence à lire les écrivains catholiques français, Paul Claudel, Georges Bernanos, François Mauriac, dont il est resté un fervent admirateur. Il poursuit des études de philosophie et de théologie à l'université de Munich, puis à l'École supérieure de Freising. Il étudie les ouvrages de Martin Heidegger, Karl Jaspers, Friedrich Nietzsche, Martin Buber, Henri Bergson, ainsi que la pensée d'Augustin d'Hippone qui l'avait « frappé par la puissance de toute sa passion et de sa profondeur humaine ». Entre autres professeurs, Gottlieb Söhngen et Joseph Pascher exercent sur lui une influence notable.
Au cours de sa formation, il découvre de nombreux penseurs chrétiens, comme Thomas d'Aquin, qui lui fut présenté, durant son enseignement, d'une manière qu'il qualifiera de « rigide, néo scolastique », dont il décrira qu'elle était « simplement trop éloignée de mes propres questionnements ». Au cours de ses études, il se spécialisera dans deux aspects théologiques qui auront un impact sur sa propre théologie. Le premier est l'étude de la Bible. Il considère que le « Nouveau Testament n'est rien d'autre qu'une interprétation de "la Loi, des Prophètes et des Écritures" puisée dans l'histoire de Jésus ou contenue en elle ». Cette théorie n'est pas nouvelle. Blaise Pascal, par exemple, défend dans les Pensées que l'Ancien Testament est la « figure » du Nouveau Testament.
Tout événement vétéro-testamentaire prépare, préfigure un événement néo-testamentaire correspondant. Cette conception de l'unité de la Bible sera, selon son affirmation, « le centre de sa théologie ». Le deuxième aspect est l'étude de la liturgie, qu'il considère comme l'élément vivant du Nouveau Testament, le Nouveau Testament étant selon Joseph Ratzinger « l'âme de toute théologie ». Cette conception de la Liturgie aura un impact pendant le Concile Vatican II au cours duquel il soutiendra la réforme de la Liturgie.
Le 29 juin 1951, il est ordonné prêtre, en même temps que son frère Georg, dans la cathédrale de Freising, par le cardinal Michael von Faulhaber. Il célèbre sa première messe solennelle le 8 juillet 1951 en l'église Saint-Oswald de Traunstein. Après une année de ministère paroissial en la paroisse du Précieux Sang, à Munich, il est nommé professeur au séminaire de Freising, avec des missions annexes d'aumônier auprès des jeunes et du service liturgique à la cathédrale.

## Poursuite de ses études
Il termine sa thèse de doctorat en juillet 1953. Elle porte sur Le Peuple et la maison de Dieu dans la doctrine ecclésiale de saint Augustin. Joseph Ratzinger devient alors docteur en théologie et prépare sa thèse d'habilitation afin de devenir professeur d'université. Sous l'influence de Gottlieb Söhngen, il fait une thèse sur les Pères de l'Église au Moyen Âge, et particulièrement sur saint Augustin et saint Bonaventure. Dans ce travail, il développe l'idée que la révélation est « un acte dans lequel Dieu se montre », mais cette révélation ne peut se réduire aux propositions qui découlent des penseurs néo scolastiques. En effet, pour Joseph Ratzinger, la révélation a une dimension subjective ou personnelle parce qu'elle n'existe que s'il y a quelqu'un pour la recevoir : « là où il n'y a personne pour percevoir « une révélation », il ne s'est produit aucune révélation, parce qu'aucun voile n'a été ôté ».
Une partie de sa conception de la révélation est alors vivement critiquée par Michael Schmaus, théologien de l'Université qui codirigeait la thèse de Joseph Ratzinger. Cette attitude est sans doute due aux rumeurs avançant que cette thèse aspirait à la modernisation de l'enseignement. Joseph Ratzinger doit revoir son travail, en réduisant la partie sur la révélation et en recentrant sa thèse sur la théologie de l'histoire dans l'œuvre de saint Bonaventure. Le 21 février 1957, il soutient sa thèse d'habilitation, en partie révisée, intitulée : La Théologie de l'histoire chez saint Bonaventure (Die Geschichtstheologie des Heiligen Bonaventura). Celle-ci est acceptée et Joseph Ratzinger est nommé maître de conférences à l'université de Munich,.

## Travaux de théologien
En 1958, après une année de travail paroissial durant laquelle il sillonne Munich à bicyclette, il est nommé professeur en dogmatique et théologie fondamentale à l'École supérieure de Freising. Il est l'un des plus jeunes théologiens d'Allemagne. De 1959 à 1963, il est professeur titulaire de théologie fondamentale à l'université de Bonn. Sa leçon inaugurale a pour titre Le Dieu de la foi et le Dieu des philosophes. De 1963 à 1966, il enseigne la théologie dogmatique et l'histoire des dogmes à l'université de Münster (leçon inaugurale : Révélation et tradition).

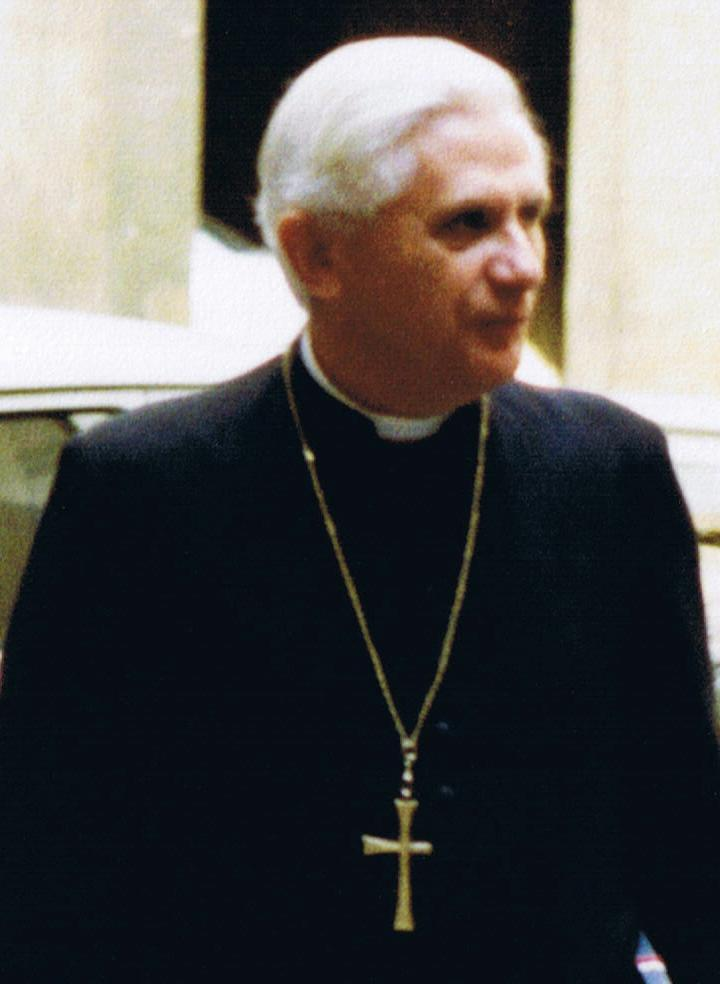
Joseph Ratzinger à Rome, le 12 octobre 1988.

Il participe au concile œcuménique Vatican II (quatre sessions de 1962 à 1965) en tant que consulteur théologique (peritus) auprès du cardinal-archevêque de Cologne Joseph Frings, qu'il aide à préparer ses interventions. L'un de ses travaux concerne la nécessité d'entreprendre une réforme du Saint-Office, qui deviendra la congrégation pour la doctrine de la foi. Le cardinal Joseph Frings fit un discours, à l'élaboration duquel Joseph Ratzinger a participé, remarqué pendant le concile Vatican II, dénonçant avec vigueur le Saint-Office en novembre 1963 affirmant que les méthodes du Saint-Office « ne sont pas en harmonie avec les temps modernes et sont une source de scandale pour le monde entier ». Joseph Ratzinger était considéré pendant le concile comme étant réformateur. Pour Joseph Ratzinger, l'Église devait revenir aux sources de la théologie catholique en remontant à la Bible et aux Pères de l'Église afin de pouvoir revivifier l'enseignement de la théologie et permettant de revitaliser la vie catholique. Cette revitalisation peut alors pour Joseph Ratzinger permettre d'effectuer l'aggiornamento, la mise à jour des pratiques, méthodes et structures de l'Église.
Selon Joseph Ratzinger, ce retour aux sources est la seule possibilité d'un dialogue authentique avec le monde moderne, l'Église étant alors « la continuation de l'histoire de la relation de Dieu avec l'homme ». La place du ressourcement ou retour aux sources vis-à-vis de l'« aggiornamento » est au cœur de la conception que se font les réformateurs du Concile Vatican II, certains ne considérant pas comme essentiel ce retour aux sources du christianisme dans la recherche de la modernité. Il soutient au cours du Concile la réforme de la Liturgie. Il voit la Liturgie comme « une question de vie ou de mort » pour l'Église. La liturgie, et principalement l'Eucharistie, est la raison de l'existence de l'Église, car elle permet aux fidèles l'adoration de Dieu.
L'importance qu'il accorde à la liturgie est pour lui essentielle à la vie de l'Église. C'est ainsi que Joseph Ratzinger a développé une véritable théologie de la liturgie, s'interrogeant notamment longuement sur la place de l'art et l'importance des notions de temps et d'espace dans la liturgie. Plus tard, il considérera que la réforme mise en place ne correspondait pas à celle que les pères réunis en concile avaient voulue. La thèse presque avortée de Ratzinger sur Bonaventure et la place de la révélation de Dieu furent en grande partie reprises par le concile Vatican II, dans la constitution Dei Verbum,, qui considère que la révélation de Dieu n'est pas une simple affirmation de Dieu, mais doit être comprise comme une rencontre de Dieu avec l'homme.
Après le concile, de 1966 à 1969, il enseigne la théologie dogmatique et l'histoire des dogmes à la faculté de théologie de l’université Eberhard Karl de Tübingen, à la demande du directeur de l'université le théologien Hans Küng,. Joseph Ratzinger enseigna des cours de dogmes et entreprit un projet de cours à l'intention de tous les étudiants de la faculté intitulé « Introduction au christianisme », qui deviendra un ouvrage de référence dans l'enseignement introductif de la théologie dans le monde catholique.
Au cours de ces années, un débat important prit part au sein des théologiens de l'université sur la place à donner aux théories marxistes. Le théologien Joseph Ratzinger considérait le marxisme comme une déviation de la foi biblique qui « prenait pour base l'espérance biblique mais l'inversait en gardant l'ardeur religieuse mais en éliminant Dieu pour le remplacer par l'activité politique de l'homme. L'espérance reste, mais le parti prend la place de Dieu et, en même temps que le parti, un totalitarisme qui pratique une sorte d'adoration athée prête à sacrifier à son faux dieu tout sentiment d'humanité ».
Participant au comité de rédaction de la revue catholique libérale Concilium qui entend prolonger les travaux de Vatican II, il a fait partie des mille trois cent soixante théologiens qui, en 1968, signent une pétition demandant une réforme du Saint-Office de façon à donner plus de droits aux théologiens suspectés d'erreur doctrinale.
Face à l'augmentation des tensions, comme la pétition de l'été 1969 demandant « Qu'est-ce que la croix de Jésus sinon l'expression d'une glorification sadomasochiste de la souffrance ? », conduisant Joseph Ratzinger à considérer que « quiconque voulait dans ce contexte continuer à être progressiste était contraint de renoncer à son intégrité », il décide donc d'enseigner dans la nouvelle université de Ratisbonne.
En 1969, il devient titulaire de la chaire de dogmatique et d'histoire des dogmes à l'université de Ratisbonne et vice-président de celle-ci. Il aura comme étudiants en doctorat plusieurs théologiens, le futur cardinal Christoph Schönborn et le jésuite Joseph Fessio.
Un mémorandum signé de neuf théologiens allemands, dont fait partie Ratzinger, et daté du 9 février 1970 signale une « situation alarmante au sein de l'Église ». Adressée aux évêques d'Allemagne, cette pétition affirme que « l'Église a l'obligation de procéder à une modification » au sujet du célibat des prêtres. On peut y lire : « Notre réflexion est centrée sur la nécessité d'examiner la question du célibat sous un jour critique pour l'Église latine en Allemagne et dans le monde ». Mettant en avant le criant manque de vocations et la difficulté pour l'Église de recruter de jeunes prêtres, les signataires demandent que soit étudiée la réelle nécessité de cette règle de discipline.
En 1972, il participe à la fondation de la revue théologique Communio, créée par plusieurs théologiens, dont Urs von Balthasar, Henri de Lubac et Jean Daniélou. Si cette revue présente comme vocation le dépassement du clivage traditionnel des théologiens entre modernistes et traditionalistes, en permettant l'émergence d'un nouveau courant qui se veut « plus ouvert » que la revue Concilium, elle est volontiers décrite comme la publication rivale de cette dernière. Le sociologue des religions Jean-Louis Schlegel explique que Communio a été créée pour défendre fermement, voire « inconditionnellement », un point de vue romain. À l'instar de son aînée libérale, cette revue donne la parole aux théologiens laïcs, et s'intéresse au domaine culturel. Il développe alors des relations avec Henri de Lubac, Jorge Medina, Louis Bouyer et Hans Urs von Balthasar.
Cette même année, il est également nommé à la commission théologique internationale par le pape Paul VI.

## Archevêque et cardinal

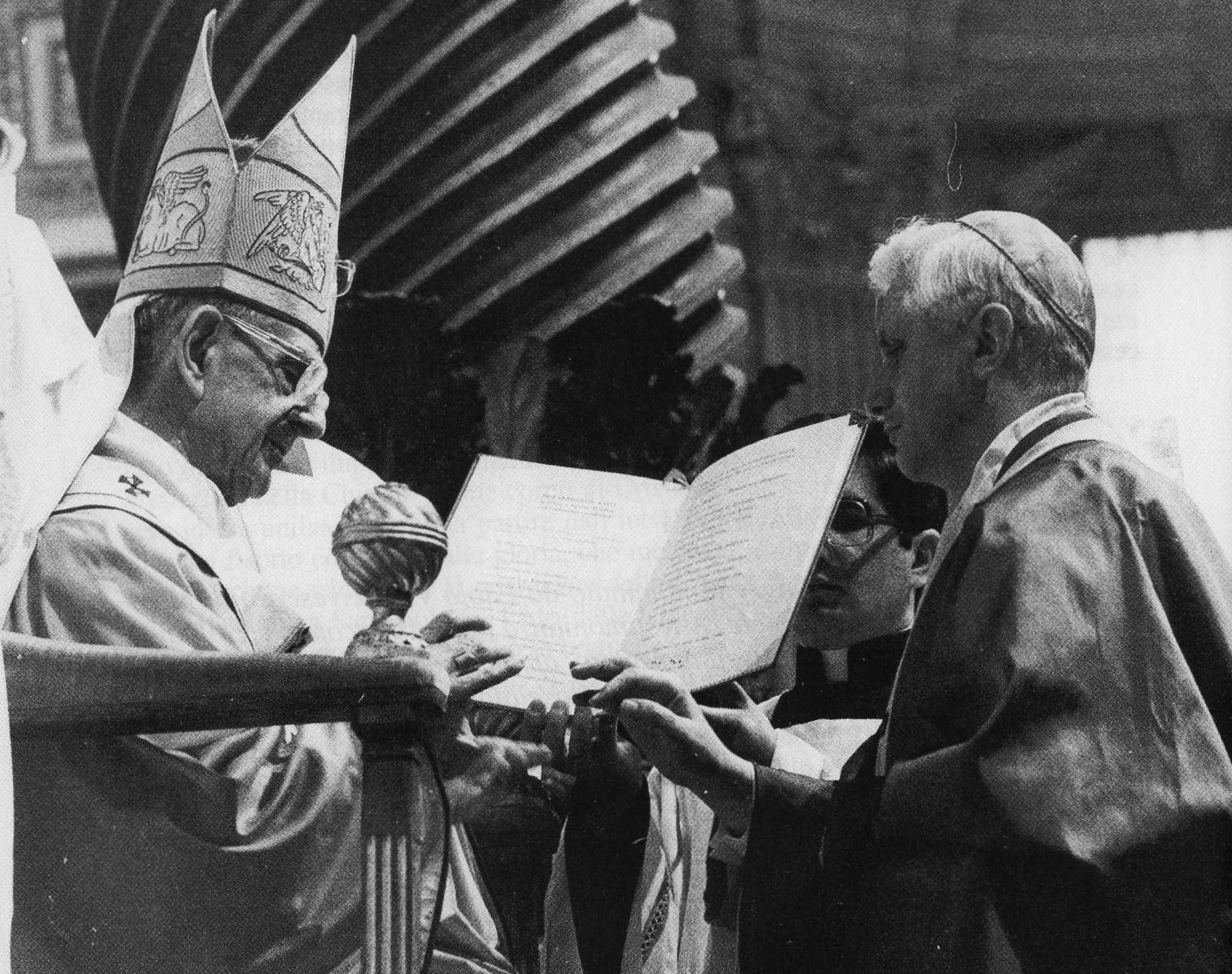
Le pape Paul VI remet l'anneau cardinalice à Joseph Ratzinger (1977).

Armoiries du cardinal Ratzinger.

Le 24 mars 1977, le pape Paul VI le nomme archevêque de Munich et Freising. Le 28 mai 1977, il est consacré archevêque par le cardinal Alfred Bengsch. Il choisit alors comme devise la citation de la Troisième épître de Jean : cooperatores veritatis (coartisans de vérité). Cette devise montre l'importance qu'il place dans la recherche de la vérité, mais aussi la façon dont il envisage sa pastorale d'évêque.
Le 27 juin, lors du dernier consistoire de Paul VI, Joseph Ratzinger est nommé cardinal-prêtre avec le titre cardinalice de Santa Maria Consolatrice al Tiburtino. À sa mort, fin 2022, il est le dernier cardinal en vie nommé par le pape Paul VI.
Lors de l'assemblée synodale sur la catéchèse de 1977, il rencontre brièvement le cardinal Karol Wojtyła avec lequel il échange depuis 1974 une correspondance et des livres, dont l'Introduction au christianisme que Karol Wojtyła utilisera pour préparer sa retraite de Carême. Le Conclave d'août 1978 leur donne, pour la première fois, l'occasion de dialoguer un peu plus longuement. Il y eut, comme le rappelle par la suite Ratzinger, « cette sympathie spontanée entre nous, et nous avons parlé (…) de ce que nous devrions faire, de la situation de l'Église ». Après l'élection de Jean-Paul Ier, celui-ci le nomme envoyé spécial au IIIe Congrès mariologique international, célébré à Guayaquil (Équateur), du 16 au 24 septembre 1978.
En 1980, il est rapporteur du Ve synode des évêques, sur le thème : « Les missions de la famille chrétienne dans le monde d'aujourd'hui ».
Nommé par Jean-Paul II, le 25 novembre 1981, préfet de la Congrégation pour la Doctrine de la foi et président de la Commission biblique pontificale ainsi que de la Commission théologique internationale, il renonce au gouvernement pastoral de l’archidiocèse de Munich et Freising, le 15 février 1982.
En 1983, Joseph Ratzinger est nommé président délégué de la VIe Assemblée générale ordinaire sur le thème de « La réconciliation et la pénitence dans la mission de l’Église ».
Le 5 avril 1993, le pape le promeut au rang de cardinal-évêque en lui confiant le diocèse suburbicaire de Velletri-Segni.
Le 6 novembre 1998, le Saint-Père approuve l’élection du cardinal Ratzinger comme vice-doyen du Collège des cardinaux, élection pendant laquelle seuls les cardinaux-évêques sont présents. En 1999, Ratzinger est nommé envoyé spécial du pape aux célébrations qui, le 3 janvier, marquent le XIIe centenaire de la création du diocèse de Paderborn, en Allemagne. Le 30 novembre 2002, le pape approuve son élection par le Collège des cardinaux, cette fois-ci en tant que doyen ; lui conférant, en plus de cette charge, le titre d'évêque suburbicaire d’Ostie.

## Préfet de la congrégation pour la doctrine de la foi

### Généralités
Le 25 novembre 1981, quatre ans et demi après leur première rencontre, Jean-Paul II nomme le cardinal Ratzinger préfet de la congrégation pour la doctrine de la foi, l'un des dicastères de la curie romaine, ce qui l'amène, le 15 février 1982, à renoncer à la charge pastorale de l'archidiocèse de Munich et de Freising.
Jean-Paul II a précisé la fonction de la congrégation pour la doctrine de la foi en 1988 par la constitution apostolique Pastor Bonus : « La tâche propre de la Congrégation pour la Doctrine de la Foi est de promouvoir et de protéger la doctrine et les mœurs conformes à la foi dans tout le monde catholique : tout ce qui, de quelque manière, concerne ce domaine relève donc de sa compétence ». D'après la constitution apostolique Pastor Bonus, la congrégation a ainsi pour mission d'aider les évêques de l'Église catholique à remplir leurs ministères d'enseignants et de docteurs de la foi. La congrégation suit les différents courants théologiques, consulte des évêques et des experts, et publie des déclarations sur des problèmes doctrinaux qui sont d'actualité dans l'Église. Elle se prononce sur les doctrines qui peuvent, selon elle, être opposées aux principes de la foi et de la morale définis par le magistère de l'Église catholique. La Congrégation est composée d'une vingtaine de membres, qui sont cardinaux et évêques.
Le poste dont Joseph Ratzinger a la charge est un des postes capitaux de la curie, mais est aussi considéré par certains comme l'un des plus impopulaires, car son titulaire passe pour un défenseur des conservateurs, un héritier de la Sainte Inquisition, un ennemi de la créativité et de l'ouverture.
Durant 23 ans, il rencontre Jean-Paul II chaque vendredi soir, pour faire le point sur le travail de la congrégation pour la doctrine de la foi. Ils se voient aussi au déjeuner du mardi, et parfois avant, pour discuter, souvent avec d'autres, des questions théologiques relatives aux documents et interventions que prépare le pape (encycliques, audience du mercredi, discours…). Des sujets comme la bioéthique, les théologies de la libération, le dialogue œcuménique sont aussi abordés. Les deux hommes ont, par ailleurs, partagé de nombreux déjeuners de travail pour préparer des documents d'enseignements. L'encyclique Veritatis Splendor, que Joseph Ratzinger considère comme le texte théologiquement le plus élaboré du pontificat de Jean Paul II, doit beaucoup à leur collaboration.

« Je dois le niveau théologique de mon pontificat uniquement au cardinal Ratzinger. »

— Jean-Paul II

### Critiques et condamnations
Ses détracteurs l'accusent d'avoir exercé sa charge d'une façon excessivement répressive au lieu de faire de la Congrégation un outil de réflexion sur la doctrine et la théologie, ou un espace de dialogue où mettre les idées nouvelles à l’épreuve et aplanir les divergences, considérant au contraire beaucoup de théologiens comme un « obstacle à l’unité nécessaire à l’accomplissement de la mission de salut de l’Église » (Joseph A. Komonchak).
De nombreux théologiens catholiques de grand renom ont ainsi été condamnés, comme Hans Küng, Edward Schillebeeckx o.p., Charles Curran, Roger Haight s.j., Andrew Fox, Eugen Drewermann, Tissa Balasuriya o.m.i., Josef Imbach, et une grande partie des théologiens de la libération comme Leonardo Boff o.f.m. et Jon Sobrino s.j. La condamnation de Jon Sobrino par la Congrégation en 2007 a causé un vif émoi et la consternation chez nombre de théologiens catholiques. « Le grand public, encouragé par les fantasmes de l'antique Inquisition volontiers réveillés par les médias, a surtout retenu les innombrables condamnations ou réprobations », note à ce sujet le journaliste Michel Kubler dans le quotidien catholique La Croix lors de l'élection de Benoît XVI.
Le cardinal Ratzinger a également pour opposant le théologien suisse Hans Küng, autre participant au concile Vatican II. Celui-ci remet en question le concile Vatican I dans ses écrits, et remet en cause le dogme de l'infaillibilité pontificale proclamé en 1870 par Pie IX. Hans Küng s'était vu retirer le titre de théologien catholique, perdant sa missio canonica en 1979, 3 ans avant l'arrivée de Joseph Ratzinger à la tête de la congrégation pour la doctrine de la foi,, son enseignement étant alors décrété non conforme à celui de l'Église. Hans Küng continuait d'enseigner à Tübingen, mais plus en tant que professeur de théologie catholique.
L'opposition de Joseph Ratzinger à la théologie de la libération repose sur le fait que, pour lui, elle est « fondamentalement une herméneutique » et « semble procéder d’une fin foncière de non-recevoir opposée à la modernité » dans une attitude qui, selon Juan Luis Segundo, lui-même figure importante de la théologie de la libération, met en cause « toute l’histoire de la théologie de ces derniers temps, celle de la période post-conciliaire ». Le Cardinal Ratzinger convoqua le 4 septembre 1984 le théologien de la libération Leonardo Boff, à la suite de la parution de son livre qui critique l'Église, la considérant comme trop hiérarchisée et comme ayant « passé un pacte colonial avec les classes dirigeantes ». L'année suivante, le cardinal publie un mandement sévère critiquant les graves déviations théologiques d'une partie de la théologie de la libération.
Celle-ci est accusée de trahir la cause des pauvres et de situer le mal exclusivement dans les structures économiques, sociales et politiques, de confondre la pauvreté évangélique avec le prolétariat de Marx. Il critique la conception d'une Église du peuple qui entre dans une logique de classe, et qui porte le danger de mener à une société totalitaire. En 1986 il publie une note affirmant les aspects positifs de la théologie de la libération. Une de ses dernières décisions à cette fonction sera de congédier Thomas J. Reese s.j., le rédacteur en chef de la revue jésuite américaine America, considérée comme progressiste, en délicatesse avec la Congrégation depuis plusieurs années.
Dans Le Ministère dans l'Église (1980, trad. Cerf, 1981), le théologien belge Edward Schillebeeckx défend l’idée que des communautés chrétiennes privées de prêtres pourraient, par exception, choisir en leur sein un président qui serait habilité à présider à la vie de ces communautés et donc à y consacrer l'Eucharistie, sans avoir pour autant reçu l'ordination sacramentelle sur un mode classique. Cette position est condamnée par le cardinal Ratzinger dans une lettre du 13 juin 1984.
Dans Plaidoyer pour le peuple de Dieu : histoire et théologie des ministères dans l'Église (1985, trad. Cerf, 1987), Schillebeekcx aborde la question de la succession apostolique (c’est-à-dire le fait que l’autorité des évêques repose sur la transmission de cette autorité, par consécration, de proche en proche depuis les apôtres). Schillebeeckx affirme qu’il y a là une donnée non essentielle pour l'exercice du ministère. Cette position est condamnée par le cardinal Ratzinger dans une notification du 15 septembre 1986.
Selon l'historien belge Jan Grootaers, spécialiste de l'histoire de l'Église catholique, du concile Vatican II et de l'œcuménisme, Joseph Ratzinger « ne supporte pas le pluralisme religieux, certainement pas à l’intérieur de l’Église (catholique), ni avec d’autres Églises chrétiennes, ni finalement avec les autres religions… », s'opposant sur certains points aux théologiens qui incarnent ce courant, à l'instar du jésuite Jacques Dupuis.

### Abus sexuels au sein de l'Église catholique

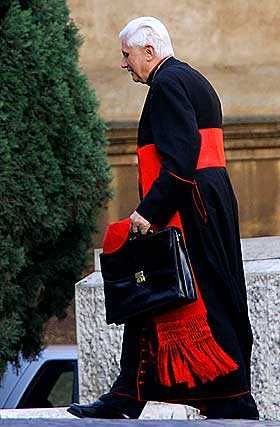
Le cardinal Ratzinger en 2005.

La fin du pontificat de Jean-Paul II est marquée par l’émergence de scandales concernant des abus sexuels commis par des prêtres sur des mineurs. Plusieurs observateurs ont relevé que le Saint-Siège avait tardé à réaliser l’étendue de ces abus,,. L'habitude de traiter ces affaires en interne, et une certaine mansuétude envers des prêtres coupables, n'ont pas favorisé la reconnaissance publique des souffrances subies par les victimes. Dans ce contexte, le cardinal Ratzinger semble avoir participé, dans les années 1980, comme la plupart des évêques, à la culture de la discrétion sur ces affaires. Il n’a pas immédiatement pris conscience de la gravité et de l’ampleur des faits. Toutefois, il semble aussi avoir été un des premiers, au sein de la curie romaine, à avoir voulu faire preuve de plus de rigueur,.
Il a proposé, d'enquêter, en 1995, sur le cardinal Hans Hermann Groër, et en 1998 sur le père Marcial Maciel, fondateur des légionnaires du Christ, tous deux soupçonnés d'abus sexuels sur des mineurs. Ces propositions n’ont pas été retenues par une partie de la curie,,,,,,,. Fin 2004, peu avant la mort de Jean-Paul II, Joseph Ratzinger obtient toutefois que l’enquête sur Marcial Maciel soit rouverte,,.
Au XXe siècle, les dossiers sur les abus commis par des prêtres étaient essentiellement traités dans les diocèses,. Pour plusieurs vaticanistes, un tournant est pris en 2001, avec le motu proprio Sacramentorum sanctitatis tutela de Jean-Paul II, décrétant que les délits les plus graves contre les mœurs, doivent nécessairement être signalés par les évêques, après enquête préliminaire, à la Congrégation pour la doctrine de la foi,,,,. En tant que préfet de celle-ci, Joseph Ratzinger envoie alors aux évêques la lettre De delictis gravioribus (Les délits les plus graves), leur imposant de faire remonter les dossiers d'abus sexuels à Rome,.
Une plus grande transparence et des condamnations plus fermes sont ainsi préconisées.
Évoquant les religieuses abusées et victimes d'agressions sexuelles, le pape François cite en exemple Benoît XVI : « Le pape Benoît XVI a eu le courage de dissoudre une congrégation féminine qui avait un certain niveau de problème parce que cet esclavage des femmes s’était installé, esclavage des femmes de la part des clercs et du fondateur. Parfois le fondateur prend la liberté, vide cette liberté à des sœurs et peut alors se produire ce genre de choses ». La congrégation évoquée par le pape est l’Institut des sœurs de Saint Jean et Saint Dominique.
En 2019, il publie dans la revue bavaroise Klerusblatt et dans le quotidien italien Corriere della Sera un document de douze pages sur L’Église et le scandale des abus sexuels. Il y analyse la crise de pédophilie qui agite l’Église contemporaine et lui voit des racines soixante-huitardes, époque d'une libération sexuelle où la pédophilie était considérée comme « permise et convenable ».
En janvier 2022, alors que les théologiens Bernhard Sven Anuth et Norbert Lüdecke lui reprochent de ne pas avoir informé le Vatican, en 1980, de l'arrivée dans son diocèse du prêtre pédophile Peter Hullermann, Benoît XVI adresse, selon le journal allemand Bild, un document en défense aux avocats qui enquêtent sur les allégations de dissimulations d’abus sexuels dans le diocèse de Munich,. Le 20 janvier 2022, le cabinet d’avocats Westpfahl Spilker Wastl remet son étude intitulée « Rapport sur les abus sexuels de mineurs et d’adultes vulnérables par des clercs, ainsi que par [d’autres] employés, dans l’archidiocèse de Munich et Freising de 1945 à 2019 ». Ce document met en avant quatre dossiers, y compris celui de Peter Hullermann, considérés comme mal gérés par le futur pape.

### Affaire judiciaire
À l'été 2022, une poursuite dite déclaratoire, au civil, est déposée contre Benoît XVI, l'archevêque de Munich et de Freising ainsi que le cardinal Friedrich Wetter pour avoir couvert les agissement d'un prêtre pédophile. Le plaignant est la victime de l'affaire la plus médiatisée du rapport sur les abus sexuels dans l'archidiocèse de Munich et Freising, qui a été publié en janvier 2022. L'agresseur était un multirécidiviste transféré à chaque nouveau cas. Selon le porte parole du tribunal de Traustein, Benoît XVI a décidé de se défendre devant la justice allemande par l'intermédiaire d'un cabinet d'avocats.
En mars 2023, cette poursuite est classée « faute de preuve ou en raison d’une prescription des faits ».

### Chronologie des prises de position
En janvier 1983, lors d'un voyage à Lyon et à Paris, il déclare que « ce fut une première et grave faute de supprimer le catéchisme », dénonce « la grande misère de la catéchèse nouvelle », qui oublie « de distinguer le texte de son commentaire » et ajoute qu'« il faut oser présenter le catéchisme comme un catéchisme », phrase qui semble alors s'appliquer directement au catéchisme français Pierres vivantes. Les évêques expliquent que le cardinal n'entend nullement « s'ingérer dans les affaires françaises mais traiter globalement de la situation de la catéchèse ». En 1983, il préside le VIe synode sur le thème « réconciliation et pénitence dans la mission de l'Église ».

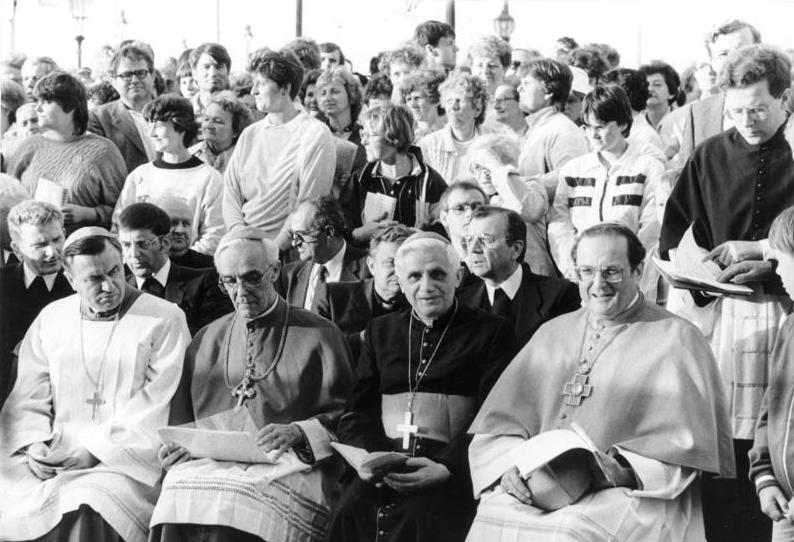
Le cardinal Ratzinger avec Karl Lehmann et Joachim Meisner lors de l'ouverture de la réunion catholique de Dresde, en 1987.

Son ouvrage Entretien sur la foi (1985) expose sa vision du catholicisme après Vatican II et notamment de ce qu'il considère comme les dérives politiques de certains courants, notamment la théologie de la libération, qui justifient les mouvements révolutionnaires par des arguments religieux, ce qu'il réprouve sans appel : « Certains sont tentés devant l'urgence du partage du pain, de mettre entre parenthèses et de remettre à demain l'évangélisation : d'abord le pain, la parole plus tard. » Cette théologie, qui fait du message évangélique le fondement d'une lutte aux côtés des plus pauvres en vue de l'amélioration de leurs conditions de vie matérielle, a souvent été perçue par le Vatican comme le résultat d'une infiltration des thèses marxistes au sein de l'Église catholique. Il défend aussi les positions de l'Église sur le refus de la contraception, sur le célibat des prêtres et sur le non-accès des femmes au sacerdoce. Il a aussi développé l'idée qu'aucun œcuménisme ne saurait se construire sur la base du plus petit dénominateur commun.
En octobre 1986, le pape Jean-Paul II décide de constituer une commission de cardinaux et d'évêques pour préparer un projet de catéchisme universel romain et en confie la présidence au cardinal Ratzinger. Le 22 février 1987, en tant que préfet de la Congrégation pour la doctrine de la Foi, il signe l'Instruction romaine Donum Vitae qui affirme la position de l'Église sur les méthodes de procréation artificielles : insémination et fécondation in vitro et donne des critères éthiques de réflexion en la matière.
Le 27 novembre 1999, le cardinal Ratzinger participe au colloque 2 000 ans après quoi ? organisé par la Sorbonne à l'occasion des festivités du passage au XXIe siècle. Les larges extraits de son discours Vérité du christianisme reproduits dans le journal La Croix suscitent une vive réaction dans les colonnes du même journal de la part du cardinal archevêque de Bordeaux Pierre Eyt, président de la Commission doctrinale de la conférence des évêques de France, qui lui reproche de ne pas assez tenir compte des problèmes structurels de l'Église.
Le 26 juin 2000, il signe un document donnant l'interprétation officielle du message de Fatima.
Le 6 août 2000, il publie la déclaration Dominus Iesus dans laquelle est affirmée la supériorité du catholicisme sur les autres confessions chrétiennes et non chrétiennes,, semblant prendre ainsi le contre-pied des efforts d'œcuménisme mis en acte avec la Déclaration conjointe sur la doctrine de la justification cosignée l'année précédente par le conseil (du Saint-Siège) pour l'unité des chrétiens et la Fédération luthérienne mondiale. Cinquante-trois théologiens catholiques belges protestent contre cette déclaration envisagée comme un véritable retour pré-conciliaire. Une lettre envoyée en juin de la même année aux présidents des conférences épiscopales présentant l'Église catholique comme l'« Église mère de toutes les Églises particulières » plutôt que comme « Église sœur », remettant en cause la déclaration de Balamand avait déjà troublé le dialogue œcuménique.
Le 24 janvier 2001 la Congrégation pour la Doctrine de la Foi, décide de rédiger une notification, qu'il signe, « dans le but de sauvegarder la doctrine de la foi catholique d'erreurs, d'ambiguïtés ou d'interprétations dangereuses » qu'elle a relevées dans le livre Vers une théologie chrétienne du pluralisme religieux.
Lors d'une interview donnée à l'agence Zenit le 3 mai 2003, il réaffirme l'opposition du Vatican à la guerre d'Irak menée par les États-Unis, impossible d'après lui à justifier selon la doctrine de la guerre juste.
En janvier 2004, à l'occasion d'un débat avec le philosophe Jürgen Habermas à l'Académie catholique de Bavière, il reconnaît, à l'heure de la mondialisation, la « non-universalité de fait des deux grandes cultures de l'Occident, celle de la foi chrétienne et celle de la rationalité séculière ».
Après avoir été perçu comme un théologien progressiste durant sa participation au concile, le cardinal Ratzinger est au moment de son élection réputé pour ses vues conservatrices sur la foi et les mœurs, sur des sujets comme l'interruption volontaire de grossesse ou l'œcuménisme. Il est parfois surnommé par les médias, de manière en réalité insultante pour lui-même et pour l'Allemagne moderne, « le Panzerkardinal », allusion à son intransigeance supposée et à sa nationalité allemande. Selon son biographe Peter Seewald, ce cliché est d'autant plus absurde que le cardinal Ratzinger « se considérait tout sauf comme un persécuteur ». Ainsi, immédiatement après la prise de fonction de Ratzinger, les évêques, théologiens et prêtres contestés n’auraient plus été rabroués, comme c’était le cas auparavant, mais ont été invités à Rome dans les cas importants afin de se confronter personnellement à leurs divergences d’opinion. Ratzinger aurait renforcé les droits des auteurs et donné pour la première fois aux théologiens accusés de déviation dogmatique le droit de se défendre.
Il est connu pour avoir une position traditionnelle vis-à-vis des pratiques homosexuelles et de l'avortement direct. Il soutient le pape Jean-Paul II contre l'avis d'une majorité d'évêques allemands, dans sa décision à la fin des années 1990 de faire fermer quelque 260 centres de « conseil pour les grossesses conflictuelles » administrés par l'Église catholique allemande. Ces centres doivent se réorganiser sous une forme associative non reconnue par l'Église.
Selon le spécialiste de l'histoire de l'Église Philippe Levillain — membre du Comité pontifical des sciences historiques et enseignant à l'université de Nanterre —, Benoît XVI est un « pape de restauration », suivant le terme qu'il avait déjà utilisé en 1985 tandis qu'il était préfet de la Congrégation pour la doctrine de la foi, et qui avait été vivement critiqué alors par les défenseurs de Vatican II dont, devenu pape, il appelle à une « relecture » qui vise à replacer le concile dans la continuité de la « tradition ».
Le 12 décembre 2012, Benoît XVI lance le premier compte Twitter du Vatican, @pontifex.

## Conclave de 2005

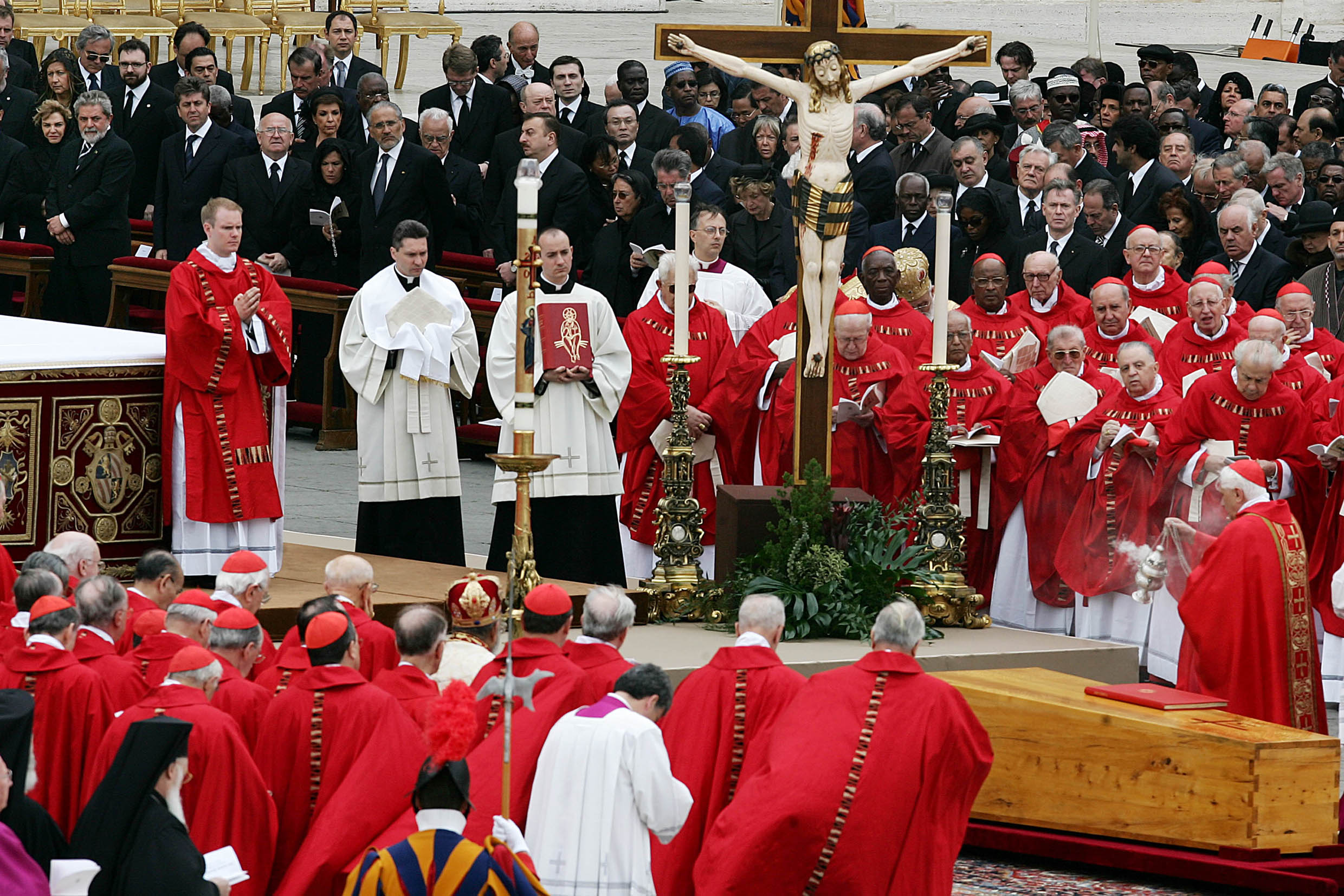
Le 8 avril 2005, le cardinal Ratzinger, en tant que doyen du Collège des cardinaux, a la responsabilité de diriger l'office religieux des funérailles du pape Jean-Paul II.

En septembre 2005, la revue de géopolitique italienne Limes publie un texte présenté comme le Journal du conclave d'un cardinal ayant pris part au vote,. Ce texte affirme que le cardinal argentin Jorge Mario Bergoglio aurait été son plus sérieux rival. Ces chiffres auraient dû rester secrets, d'autant plus qu'avant d'entrer en conclave les cardinaux électeurs ont tous solennellement juré de ne jamais violer le secret de l'élection, sauf autorisation papale. Or, dès la sortie du conclave, plusieurs cardinaux n'ont pas manqué de raconter quelques confidences et anecdotes, comme celle des difficultés de faire fonctionner le vieux poêle en fonte prévu pour brûler les bulletins, les feuilles de décompte et annoncer l'élection d'un nouveau pape grâce à une fumée blanche.

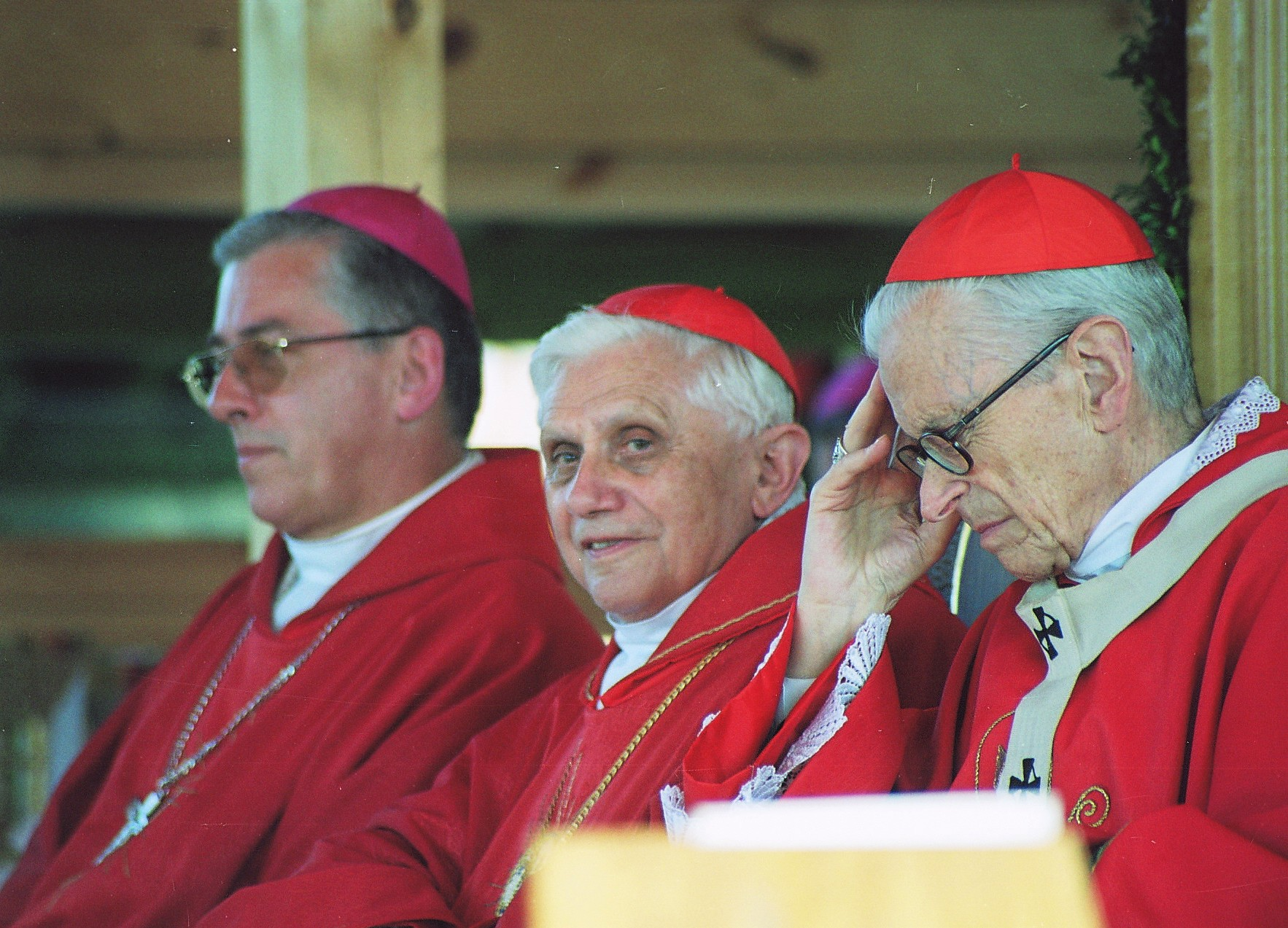
Le cardinal Ratzinger entre Wiktor Skworc et le cardinal Franciszek Macharski, lors du de la canonisation de saint Stanislas, en 2003.

Au premier tour, le cardinal papabile Carlo Maria Martini, jésuite de 78 ans, ancien archevêque de Milan et chef de file du camp dit « progressiste », connu pour sa rigueur doctrinale mais surtout pour ses positions novatrices sur les questions sociales et pastorales et donné favori par les journalistes vaticanistes, n'aurait recueilli que 9 voix, le cardinal Jorge Mario Bergoglio, 10 et le cardinal Ratzinger, 47.
Au deuxième tour, le lendemain matin, le cardinal Carlo Maria Martini n'aurait recueilli aucune voix, le cardinal Jorge Mario Bergoglio en aurait recueilli 35 et le cardinal Joseph Ratzinger en aurait réuni 65. Au déjeuner, le cardinal Bergoglio, par des gestes, aurait fait comprendre à ses partisans qu'il ne voulait pas être élu. Au troisième tour, le cardinal Bergoglio n'aurait recueilli que 40 voix et le cardinal Ratzinger 72, ce qui permettait d'obtenir la minorité de blocage (il faut deux tiers des voix pour être élu). Au quatrième tour, le cardinal Bergoglio, qui refusait ce blocage, n'aurait recueilli que 26 voix et le cardinal Ratzinger aurait obtenu 84 voix sur 115 cardinaux, soit 7 de plus que la majorité requise pour être élu pape. Selon le journal, l'annonce des résultats aurait été suivie d'un long silence puis saluée « d'un long et cordial applaudissement ».

### Élection
Après un conclave d'à peine plus de vingt-quatre heures, le 19 avril 2005, la fumée blanche apparaît sur le toit de la chapelle Sixtine à 17 h 56. À 18 h 35, le cardinal protodiacre chilien Jorge Arturo Medina Estévez annonce publiquement sur la place Saint-Pierre le traditionnel habemus papam et l'élection du cardinal Ratzinger comme successeur de Jean-Paul II en tant que 265e pape sur le trône pontifical.
Lors de sa première apparition publique ce 19 avril 2005, avant la première bénédiction Urbi et orbi de son pontificat, le nouveau pape, sous le nom de Benoît XVI, prononce les mots suivants :

« Chers frères et chères sœurs, après le grand pape Jean-Paul II, Messieurs les Cardinaux m'ont élu moi, un simple et humble travailleur dans la vigne du Seigneur. Le fait que le Seigneur sache travailler et agir également avec des instruments insuffisants me console et surtout, je me remets à vos prières, dans la joie du Christ ressuscité, confiant en son aide constante. Nous allons de l'avant, le Seigneur nous aidera et Marie, Sa Très Sainte Mère, est de notre côté. Merci. »

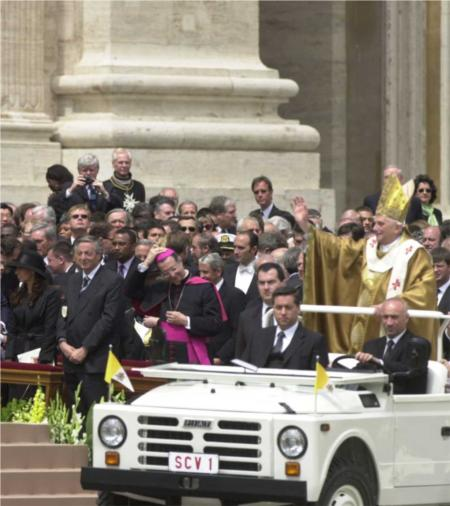
Benoît XVI lors de la messe inaugurale de son pontificat le 24 avril 2005.

Après Albino Luciani (Jean-Paul Ier) et Karol Wojtyła (Jean-Paul II), c'est le troisième cardinal nommé par Paul VI à devenir pape. Pourtant, sur les cent quinze cardinaux ayant pris part au conclave, seuls deux n'avaient pas été nommés par Jean-Paul II.
À 78 ans, il est le pape le plus âgé au jour de sa prise de fonctions depuis Clément XII en 1730. Il s'agit du premier pape d'origine germanique depuis Victor II (1055-1057), originaire de la Souabe, et Adrien VI (1522–1523), originaire d'Utrecht (Pays-Bas espagnols, alors relevant du Saint-Empire romain germanique). La messe d'inauguration du pontificat a lieu le 24 avril 2005 en présence de nombreux hauts dignitaires de la planète. La France est représentée par le Premier ministre Jean-Pierre Raffarin, et les États-Unis par leur président George W. Bush et ses deux prédécesseurs Bill Clinton et George Bush père. Dans sa première homélie, le pape Benoît XVI précise qu'il ne va pas livrer de « programme ». On note toutefois que, contrairement au dialogue avec le monde juif et l'œcuménisme, le dialogue avec l'islam n'est pas cité parmi ses priorités.
Au cours des mois qui ont suivi, le pape a mis en pratique un dicton bavarois qui recommande à un évêque d'observer pendant au moins un an et de ne rien toucher à l'administration de son diocèse. Depuis lors, le pape a renvoyé le président du conseil pontifical pour le dialogue interreligieux, Michael Louis Fitzgerald, « promu » nonce apostolique en Égypte, alors qu'on le donnait comme pouvant être promu au rang de cardinal, et fusionné ce conseil avec celui de la culture.

### Choix du nom de règne
Au cours de l'audience générale du mercredi 27 avril 2005, le pape a expliqué, en français, les raisons de son choix : « J'ai voulu m'appeler Benoît XVI pour me rattacher en esprit au vénéré pontife Benoît XV, qui a guidé l’Église au cours d'une période difficile en raison du premier conflit mondial. […] C'est sur ses traces que je désire placer mon ministère au service de la réconciliation et de l'harmonie entre les hommes et les peuples ».
Mais Benoît XVI se réfère également à saint Benoît de Nursie, patron de l'Europe, fondateur de l'ordre des Bénédictins : « Le nom de Benoît évoque aussi le père du monachisme occidental, copatron de l'Europe, particulièrement vénéré dans mon pays et surtout en Bavière. Saint Benoît de Nursie avait inscrit dans sa règle de ne rien mettre au-dessus du Christ. Nous lui demanderons donc de nous aider à rester le regard fixé sur le Christ ».

### Armoiries et devise

Armoiries du pape.

Le blason figurant sur les armoiries papales, rendues publiques le 26 avril 2005, est une simplification de celui qu'il utilisait en tant qu'archevêque de Munich et de Freising, puis de préfet de la congrégation pour la doctrine de la foi. Le reste du dessin présente cependant une innovation : la tiare papale qui, en signe d'humilité, n'était plus portée par les papes depuis les premières années du règne de Paul VI, mais qui restait représentée sur les armoiries papales, est désormais remplacée par une simple mitre d'évêque. La dignité papale est représentée par l'ensemble de la mitre à trois bandes, des clés de saint Pierre et du pallium archiépiscopal pendant sous le blason.
Le blason est de type « écu à calice », de gueules chapé d'or. À gauche se trouve le « Maure de Freising », une tête d'Éthiopien couronnée qui figure depuis l'évêque Conrad III en 1316 sur les blasons de l'évêché-principauté de Freising. Au centre, une coquille Saint-Jacques évoque notamment le monastère Saint-Jacques de Ratisbonne, où se trouve le séminaire de prêtres du diocèse où Joseph Ratzinger a enseigné la théologie. Elle évoque également, entre autres, les pèlerinages de Saint-Jacques-de-Compostelle et l'œuvre de saint Augustin. À droite figure « l'ours de saint Corbinien », l'évêque de Freising qui au VIIIe siècle a converti la Bavière païenne au christianisme.
Sur certains ornements liturgiques portés par le pape et sur la bannière déployée à la fenêtre de son bureau pour l'angélus dominical à partir du 10 octobre 2010, les armes papales sont représentées avec la tiare au lieu de la mitre,.
Lors de la messe inaugurale du 24 avril 2005, Benoît XVI a longuement insisté sur le rôle donné au pallium.
Benoît XVI a choisi pour devise une parole extraite de la troisième épître de saint Jean (3Jo 1. 8) : « Nos ergo debemus sublevare huiusmodi, ut cooperatores simus veritatis. » (« Nous devons servir de cette manière, et être coopérateurs de la vérité. »).

## Pape de l'Église catholique

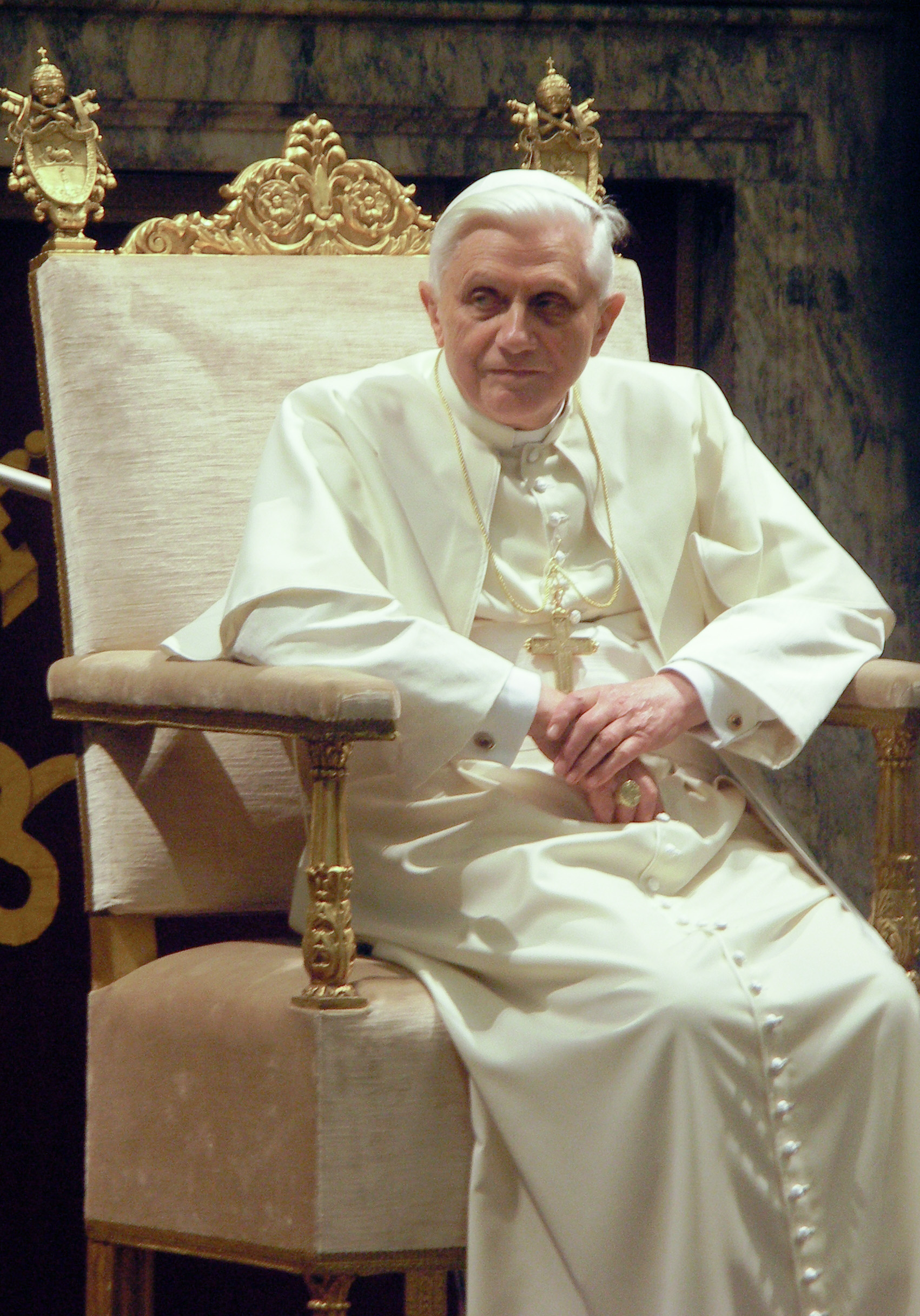
Benoît XVI lors d'une audience privée le 20 janvier 2006.

### Organisation du Saint-Siège

#### Élection des papes
Le 26 juin 2007, Benoît XVI a changé les règles d'élection du pape, revenant à celles d'avant la modification décidée en 1996 par Jean-Paul II. Jean-Paul II avait en effet permis, dans le cas où aucun candidat n'aurait obtenu, au bout de 34 tours de scrutin, la majorité des deux tiers plus une voix, d'élire le nouveau pape à la majorité simple. À la suite de la décision de Benoît XVI, le prochain souverain pontife devra donc à nouveau recueillir les deux tiers des voix des cardinaux réunis en conclave pour être élu, quel que soit le nombre de scrutins.

#### Collège cardinalice
Le 22 février 2006, il crée 15 cardinaux et le 17 novembre 2007 lors d'un nouveau consistoire, il ajoute 23 nouveaux cardinaux au collège cardinalice. Le 20 octobre 2010, il annonce la tenue d'un consistoire le 20 novembre 2010 pour créer 24 nouveaux cardinaux.
Le 6 janvier 2012, il annonce pour le 18 février 2012 un consistoire pour la création de 22 nouveaux cardinaux, dont 18 âgés de moins de 80 ans, portant à 125 le nombre des cardinaux électeurs et dépassant pour la première fois de son pontificat, de manière significative, le nombre de 120 cardinaux électeurs qu'a fixé Paul VI. Le 24 octobre de la même année, au cours du synode sur la Nouvelle évangélisation, il annonce un nouveau consistoire pour créer six cardinaux un mois plus tard, aucun de ces cardinaux n'étant européen.

#### Curie
Depuis le début de son pontificat, Benoît XVI a renouvelé un grand nombre des responsables des dicastères (équivalent des ministères) de la Curie romaine. Il a manifesté une volonté de réduire la Curie, volonté qui s'est concrétisée par le rapprochement sous une présidence commune de plusieurs instances. Ainsi, le président du conseil pontifical pour la culture prend également la présidence des commissions pontificales pour l'héritage culturel de l'Église et pour l'archéologie sacrée.
Il revient en revanche rapidement sur le rapprochement entre les conseils pontificaux pour la culture et pour le dialogue interreligieux engagé en 2006. De même, les conseils pontificaux « Justice et Paix » et pour la pastorale des migrants et des personnes en déplacement placés sous présidence commune en 2006 sont à nouveau dissociés en 2009.
Le 28 juin 2010, il annonce la création à venir d'un nouveau dicastère : le conseil pontifical pour la nouvelle évangélisation.
Il promeut au sein de la curie plusieurs de ses anciens collaborateurs au sein de la congrégation pour la doctrine de la foi, au premier rang desquels le cardinal Tarcisio Bertone, ancien secrétaire de la congrégation, nommé secrétaire d'État et camerlingue ou Angelo Amato, également ancien secrétaire de la congrégation appelé à la tête de la congrégation pour les causes des saints. De même, le cardinal Antonio Cañizares Llovera, nommé préfet de la congrégation pour le culte divin et la discipline des sacrements, et Zygmunt Zimowski, nommé président du conseil pontifical pour la pastorale des services de la santé, ont travaillé à ses côtés au sein de la congrégation pour la doctrine de la foi. Des sources vaticanes pointent que le souverain pontife se serait contenté de s'entourer de ses anciens collaborateurs sans qu'ils en aient nécessairement les compétences.
Benoît XVI place ainsi des hommes de confiance, mais selon le journaliste vaticaniste Sandro Magister, des secteurs entiers de la curie vont « à la dérive », notamment celui de la communication, « modèle d’improductivité ». Certains analystes décrivent par ailleurs les nominations comme une prise de pouvoir des traditionalistes et des intransigeants tandis que certains affirment que Benoît XVI serait incapable de gouverner, pointant les rapports avec les schismatiques lefebvristes dont la gestion serait tombée aux mains de l'extrême droite de la curie.
Benoît XVI nomme comme sous-secrétaire de la commission des ordres religieux, une femme, sœur Nicoletta Vittoria Spezzati, contribuant à féminiser la hiérarchie de l'Église catholique.

#### Accession au sacerdoce et orientations sexuelles
L'homosexualité est réprouvée dans le judaïsme comme dans le christianisme, en raison de la Bible (Lévitique). L'attitude de l'Église, surtout depuis Vatican II, consiste à écarter du sacerdoce de futurs prêtres éventuellement homosexuels tout en évitant d'avoir une attitude de rejet à l'égard des homosexuels.
Benoît XVI a entériné le 31 août 2005 les dispositions de la lettre de la Congrégation pour l'Éducation et les a rendues effectives à la date du 4 novembre 2005. Ce texte, tout en réitérant la nécessité d'éviter « à l'égard des homosexuels toute marque de discrimination injuste », stipule que les séminaristes se verront dorénavant soumis, au cours de leurs études, à une enquête en vue de déceler s'ils « pratiquent l'homosexualité, ou s'ils présentent des tendances homosexuelles profondément enracinées ou s'ils soutiennent ce qu'on appelle la culture gay ». Cette enquête sera réalisée sous l'autorité de la hiérarchie,.
Le 17 avril 2008, Benoît XVI fait une distinction nette entre pédophilie et homosexualité.
Pourtant, le 12 avril 2010, Tarcisio Bertone, cardinal secrétaire d'État du Saint-Siège, déclare que les scandales de pédophilie qui secouent l'Église sont liés à l'homosexualité : « De nombreux psychologues et psychiatres ont démontré qu'il n'y avait aucun lien entre le célibat et la pédophilie, et beaucoup d'autres, m'a-t-on dit récemment, qu'il y avait une relation entre l'homosexualité et la pédophilie ». Il précise que « le pape prendrait bientôt des initiatives audacieuses sur les affaires de pédophilie dans l'Église ». Le 14 avril, le Vatican indique qu'il n'est « pas compétent pour faire des affirmations psychologiques ou médicales, », mais publie dans le même temps des chiffres appuyant la position de Tarcisio Bertone.

### Action pastorale

#### Béatifications et canonisations
Le 13 mai 2005, il annonce le début du procès en béatification de Jean-Paul II, en exerçant sa prérogative de ne pas tenir compte du délai de cinq ans après la mort normalement requis par le droit de l'Église.
Contrairement à Jean-Paul II, mais conformément à l'usage ancien, Benoît XVI ne préside pas lui-même les cérémonies de béatifications, à l'exception de celles de Jean-Paul II et de John Henry Newman. Dans la lignée de son prédécesseur, le pape Benoît XVI continue, mais à un rythme beaucoup plus lent, de canoniser les chrétiens et chrétiennes qui peuvent être considérés comme modèles de vie évangélique.

#### Exhortations publiques

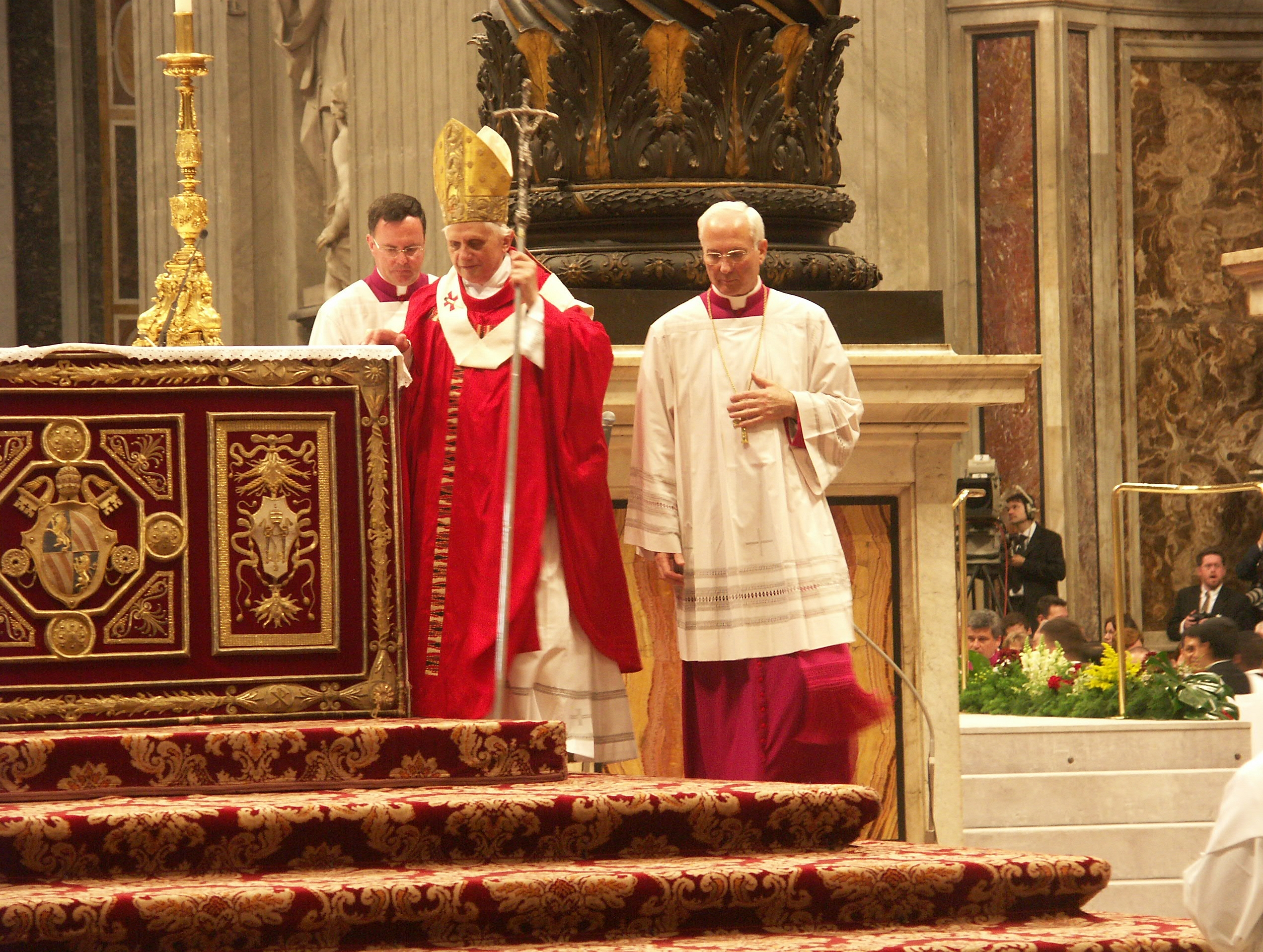
Benoît XVI célébrant une messe dans la basilique Saint-Pierre, le 15 mai 2005.

En mai 2005, il réduit et fait contrôler les initiatives œcuméniques des franciscains d'Assise.
Dans son premier message de Noël, adressé au monde depuis la loggia centrale de la basilique Saint-Pierre de Rome, le 25 décembre 2005, le pape Benoît XVI appelle l'humanité du 3e millénaire à un « réveil spirituel », sans lequel a-t-il dit « l'homme de l'ère technologique risque d'être victime des succès mêmes de son intelligence ».
Le 22 février 2007, il publie une exhortation apostolique post-synodale du nom de Sacramentum Caritaris qui vise à défendre la beauté et la nécessité du culte eucharistique, central dans la liturgie chrétienne.
En juin 2008, d'après une dépêche de l'AFP, reprise par certains journaux, le pape lance un mouvement de réhabilitation de la communion à genoux, dans les mots comme dans les faits, déclarant vouloir « revenir à la génuflexion » et évoquant « l'urgence de donner à nouveau l'hostie aux fidèles directement dans la bouche », ce qu'il a effectué lors d'une messe à Brindisi le 15 juin 2008. Il apparaît toutefois, d'après le journal La Croix, que les propos « l'urgence de donner à nouveau l'hostie aux fidèles directement dans la bouche » n'ont pas été tenus en juin 2008 par le pape, mais ont été prononcés en février 2008 par Malcolm Ranjith, secrétaire de la Congrégation pour le culte divin. Quant au passage sur la génuflexion, il ne concernait pas la communion mais l'adoration du Saint-Sacrement (homélie de Benoît XVI du 22 mai 2008).
Le 30 septembre 2010, il signe l'exhortation Verbum Domini dont le but est de réaffirmer le lien profond entre l’Esprit saint et la parole de Dieu ainsi que de clarifier la position de l'Église face à celle-ci. Le 19 novembre 2011 paraît l'exhortation apostolique post-synodale Africae munus, dans laquelle le pape Benoît XVI insiste sur le rôle de chaque membre de la famille, mais aussi et surtout sur le rôle de l'Église en Afrique et sur la vision africaine du monde et de la religion.
Le 14 septembre 2012, le Saint-Père publie la quatrième et dernière exhortation de son pontificat, intitulée Ecclesia in Medio Oriente et dans laquelle il défend l'Œcuménisme, le rôle de l'Église au Moyen-Orient ainsi que les relations entre l'Église catholique romaine et les Églises catholiques orientales.

#### Voyages et pèlerinages

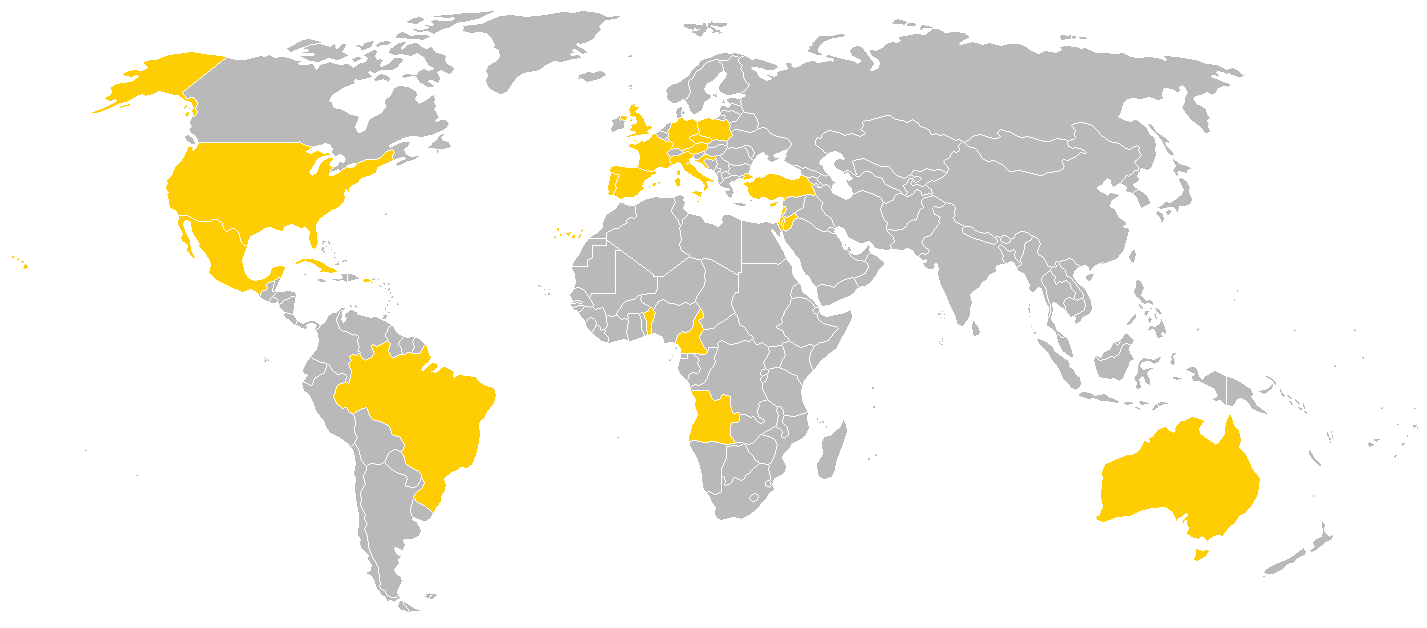
Carte des voyages de Benoît XVI.

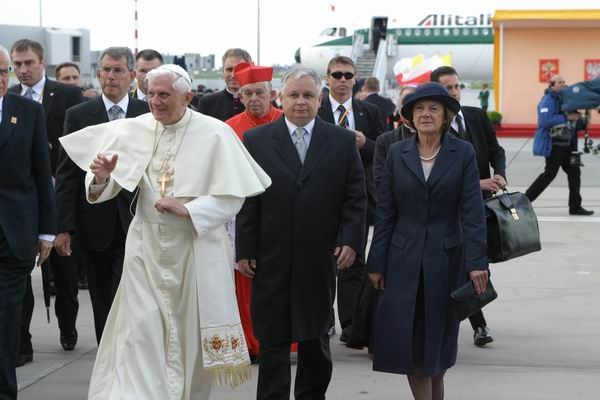
Le pape Benoît XVI en Pologne en 2006, avec le président polonais Lech Kaczynski.

Lors de son pontificat, Benoît XVI effectue de nombreux voyages hors d'Italie : en Allemagne, Pologne, Espagne, Turquie, Brésil, Autriche, États-Unis, Australie, France, Cameroun, Angola, Terre sainte, Jordanie, Tchéquie, Malte, Portugal, Chypre, Grande-Bretagne, Croatie, Bénin, Mexique, Cuba et au Liban.
Il réalise également une trentaine de voyages en Italie. En 2005, il se rend à Bari pour la clôture du XXIVe Congrès eucharistique national italien, en 2006 à Manoppello afin de visiter le sanctuaire de la Sainte-Face et à Vérone pour le IVe Congrès ecclésial national de l'Église italienne. En 2007 il se rend à Vigevano, à Pavie, à Assise pour célébrer le 7e centenaire de la conversion de saint François, à Lorette pour la rencontre Agora 2007, à Velletri et à Naples pour la rencontre internationale pour la Paix. En 2008, il effectue un voyage à Savone et Gênes puis en Sardaigne et à Pompéi pour se rendre au sanctuaire pontifical.
En 2009, il se rend dans la région italienne des Abruzzes touchée par un puissant séisme, à Cassino et au Mont-Cassin, à San Giovanni Rotondo, Viterbe et Bagnoregio et enfin à Brescia et Concesio pour l'inauguration du nouveau siège de l'Institut Paul-VI. En 2010, il visite les villes de Turin, Sulmona, Carpineto Romano et Palerme.
En 2011, il exécute quatre déplacements officiels en Italie : à Aquileia et Venise, Saint-Marin-Montefeltro, Lamezia Terme et Serra San Bruno et enfin à Assise. En 2012, il se rend à Arezzo, La Verna et Sansepolcro, puis organise les visites pastorales à l'occasion de la VIIe Rencontre mondiale des Familles à Milan ainsi que pour se rendre sur les zones frappées par les tremblements de terre en Émilie-Romagne.
Pour le dernier voyage officiel de son pontificat, le 4 octobre 2012, il se rend à Lorette pour célébrer le 50e anniversaire du voyage de Jean XXIII dans cette ville.

#### Journées mondiales de la jeunesse

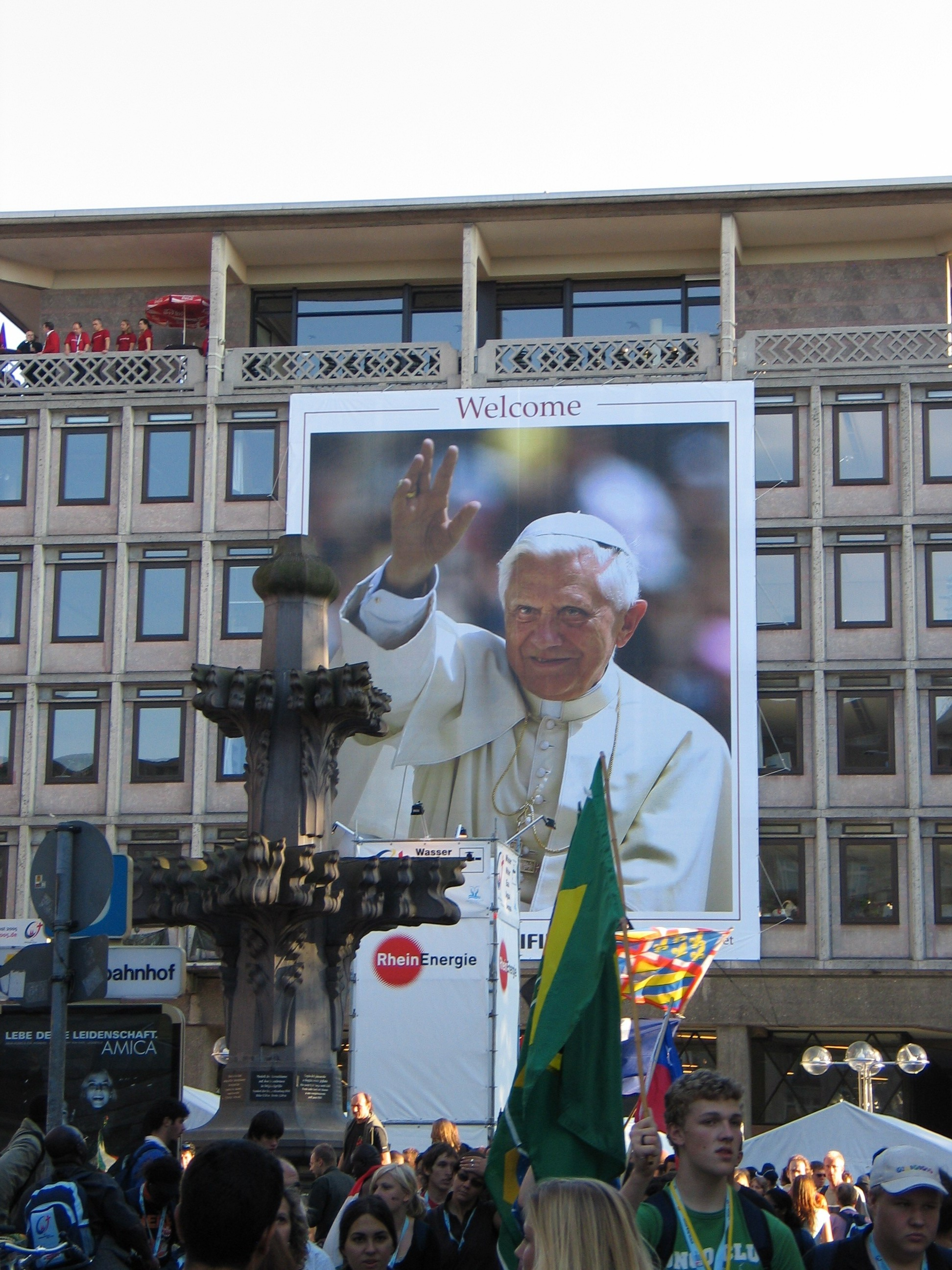
Affiche pour les JMJ de 2005 (Cologne, Allemagne).

Après la disparition de Jean-Paul II, plusieurs commentateurs doutent du fait que son successeur maintienne ce type de rencontres, dont le format paraissait taillé sur mesure pour le pape défunt. Benoît XVI participe cependant aux JMJ de Cologne en 2005, puis établit de nouveaux rendez-vous en 2008, 2011 et 2013. Il introduit ses propres innovations : adoration eucharistique à partir de 2005, et confession sacramentelle de quelques jeunes par le pape en personne à partir de 2011.

#### Mesures concernant les abus sexuels sur mineurs
Le pontificat de Benoît XVI est marqué par la révélation de plusieurs scandales concernant des abus sexuels commis par des prêtres sur des mineurs. Si la plupart de ces faits se sont surtout produits dans les décennies précédentes, leur mise au jour a lieu essentiellement dans les années 2000. En 2002, ces affaires avaient déjà fait grand bruit aux États-Unis et amené les évêques américains à prendre des mesures importantes pour limiter les risques d’abus.
D'après Henri Tincq, le pape Benoît XVI a, à plusieurs reprises, manifesté son intransigeance concernant les affaires d'abus sexuels. Peu avant son élection en 2005, il dénonce les « souillures dans l'Église » et particulièrement parmi les prêtres,. Dès le début de son pontificat, il a des mots de compassion à l'égard des victimes. À bord de l'avion qui le conduit à Washington, le 15 avril 2008, le pape se dit particulièrement honteux de tous les cas relevés dans l'Église, ajoutant « qu'un pédophile ne peut pas être prêtre ». Au cours de ce voyage aux États-Unis, il rencontre des victimes de prêtres, geste qu'il renouvellera en Australie, en juillet 2008, au Vatican, en avril 2009, où il reçoit des Amérindiens venus du Canada et à Malte, en avril 2010. Pour le journaliste vaticaniste Giancarlo Zizola, Benoît XVI « a prôné la tolérance zéro, engagé les évêques à dénoncer les prêtres fautifs et permis une assistance matérielle aux victimes ».
En 2009 et en 2010, c’est en Europe que les affaires sont révélées, essentiellement en Irlande, en Allemagne, Autriche, Pays-Bas et en Belgique,. Benoît XVI remet en cause collectivement les épiscopats des pays concernés par les scandales. En février 2010, il convoque, de manière exceptionnelle, l'ensemble des évêques catholiques irlandais, ceux-ci étant accusés par les rapports Murphy et Ryan. Le mars 2010, le pape rend publique la Lettre pastorale aux catholiques irlandais, où il aborde ces questions douloureuses,,. Il y redit sa compassion pour les victimes. Il comprend qu'il leur soit difficile de pardonner ou de se réconcilier avec l'Église. Le pape reconnaît la responsabilité des évêques et condamne vivement les prêtres coupables,. Benoît XVI identifie plusieurs facteurs à cette crise : des procédures inadéquates pour évaluer les candidats au sacerdoce et à la vie religieuse, des manquements dans la formation des séminaristes, une tendance à favoriser, dans la société, le clergé et d'autres figures d'autorité, une « préoccupation déplacée » pour la réputation de l'Église, la non-application des peines canoniques en vigueur,. Il demande aux évêques « d'appliquer les normes du droit canonique en affrontant les cas d'abus sur les enfants » et de « continuer à coopérer avec les autorités civiles ». Il encourage les prêtres et les religieux innocents qui sont parfois perçus comme « coupables par association » en raison de la faute de leurs confrères.
En mai 2010, lors de son voyage vers le Portugal, le pape répond à une question d'un journaliste à propos des abus sexuels commis par des prêtres et religieux. Benoît XVI déclare « que la plus grande persécution de l'Église ne vient pas d'ennemis extérieurs mais naît du péché de l'Église. » Pour le pape, l'Église a donc un profond besoin de réapprendre la pénitence et d'accepter la purification. Il rappelle l'importance du pardon dans l'Église, tout en insistant sur la nécessité de la justice, soulignant que « le pardon ne remplace pas la justice »,.

### Enseignements

#### Vision deVaticanII
Benoît XVI a été l'un des acteurs du concile Vatican II. Il déclare : « J’ai vécu, moi aussi, l’époque du concile Vatican II. J’étais dans la basilique Saint-Pierre avec beaucoup d’enthousiasme ». Il raconte ainsi sa vision de l’après-concile, qui est selon lui toujours difficile et faite de crises, dans un entretien avec des prêtres lors de ses vacances le 24 juillet 2005.

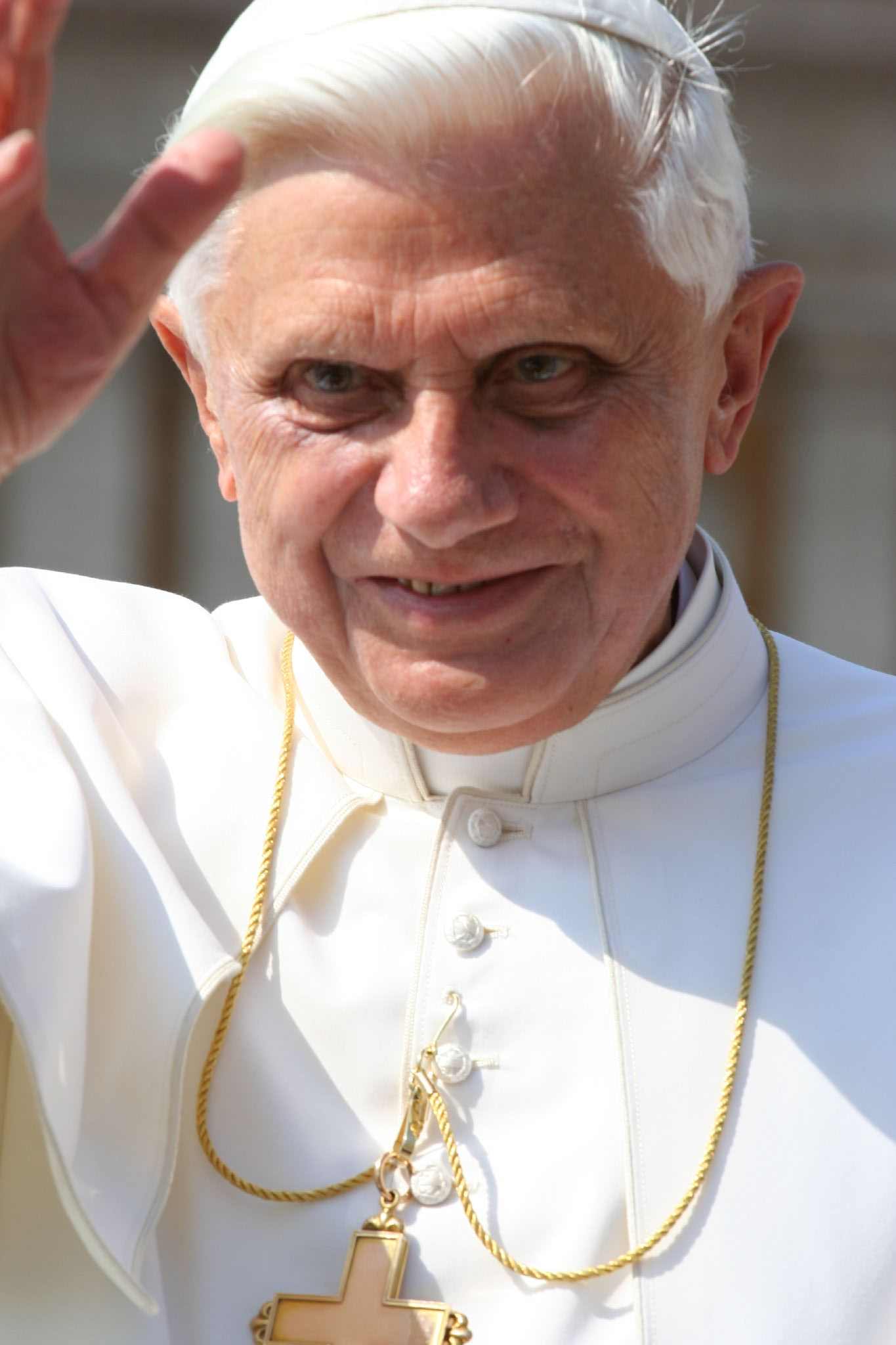
Benoît XVI en 2006.

Le lendemain de son élection en tant que pape, il affirme que « la mise en œuvre du concile Vatican II » est sa priorité « en continuité fidèle avec la tradition bimillénaire de l’Église », phrase qui a été très commentée. Benoît XVI critique ainsi la vision du concile Vatican II qui serait une rupture dans l’histoire de l’Église. Il y voit au contraire non pas une rupture radicale, mais un « renouveau dans la continuité » de l’Église. Benoît XVI dans une intervention du 22 décembre 2005 s'explique plus longuement ; il dénonce une vision du concile Vatican II qu’il nomme un certain « esprit du concile », qui opposerait « la lettre et l’esprit du Concile », un débat central qui divise l’intérieur de l’Église depuis quarante années entre ceux qui se réjouissent de voir que l’Église catholique romaine s’est « ouverte au monde » (l'esprit du concile) et ceux qui déplorent sa perte de substance et appellent à un nouvel enracinement (ceux qui ne voient que la lettre du concile). Benoît XVI considère donc que l'Église a, avec le concile Vatican II, « maintenu et approfondi sa nature intime et sa profonde identité ». Il affirme ainsi que « Ceux qui attendaient avec ce ‘‘oui’’ fondamental à l’époque moderne (du concile Vatican II) que toutes les tensions disparaissent, et que l’ouverture au monde se transforme en une pure harmonie ont sous-évalué les tensions intérieures et aussi les contradictions de cette époque moderne ».
Le théologien Hans Küng, qui fut une cheville ouvrière du concile en même temps que Joseph Ratzinger, estime en 2009 que les enseignements du concile sont mis à mal par ce qu'il considère comme étant différentes erreurs de Benoît XVI, notamment dans les relations interreligieuses en soulignant que les dignitaires juifs ou musulmans ont perdu confiance à ce sujet. Il estime par ailleurs que le type de gouvernement absolutiste de l'Église est anachronique et que celle-ci s'engage à nouveau dans la voie de la « réaction », de l'anti-modernisme et du retour « vers le Moyen Âge ».
Benoît XVI revient une dernière fois sur sa vision des difficultés de réception du concile, peu après avoir annoncé sa renonciation. Selon lui, les médias ont véhiculé une image déformée, une « traduction banalisante » de la réalité du concile, ramenée à des questions de luttes de pouvoir (par exemple à sa répartition entre pape, évêques et laïcs), ou à des lectures purement profanes, comme dans le cas des questions de liturgie. Selon Benoît XVI, cette « herméneutique politique », sans rapport avec le « concile réel » vécu par les Pères, est celle qui s'est longtemps imposée. Il conclut cependant : « 50 ans après le concile, nous voyons ce concile virtuel se perdre et le vrai concile apparaître avec toute sa force spirituelle »,,.

#### Deus Caritas Est
Le 25 janvier 2006, il publie sa première encyclique Deus Caritas Est, Dieu est amour. Dans cette encyclique le pape tente d'expliquer le sens chrétien de l'Amour, critiquant le fait que le nom de Dieu soit associé à la vengeance ou la violence. Pour cela il parle de l'Amour que l'Église doit transmettre. L'encyclique obtient un succès éditorial (vendue à plus de 1,45 million d'exemplaires).

#### Spe Salvi
Le 30 novembre 2007, Benoît XVI publie sa seconde encyclique : Spe Salvi (Sauvés par l'Espérance) qui est une réflexion sur le thème de l'espérance chrétienne, prenant comme référence la Lettre de Saint Paul aux Romains, « c’est en espérant que nous avons été sauvés » (chapitre VIII verset 24).

#### Caritas in Veritate
Une encyclique consacrée aux problèmes sociaux intitulée Caritas in Veritate (L'amour dans la Vérité) signée par le pape le 29 juin 2009 a été rendue publique le 7 juillet. Elle traite du développement humain intégral, et aborde notamment la question de la fraternité et du développement économique en liaison avec la société civile, ainsi que le développement des peuples et le respect de l'environnement.
Ces questions sont abordées d'une façon globale, comme le montre cet extrait de l'encyclique :
« La faim ne dépend pas tant d’une carence de ressources matérielles, que d’une carence de ressources sociales, la plus importante d’entre elles étant de nature institutionnelle. Il manque en effet une organisation des institutions économiques qui soit en mesure aussi bien de garantir un accès régulier et adapté du point de vue nutritionnel à la nourriture et à l’eau, que de faire face aux nécessités liées aux besoins primaires et aux urgences des véritables crises alimentaires, provoquées par des causes naturelles ou par l’irresponsabilité politique nationale ou internationale. Le problème de l’insécurité alimentaire doit être affronté dans une perspective à long terme, en éliminant les causes structurelles qui en sont à l’origine et en promouvant le développement agricole des pays les plus pauvres à travers des investissements en infrastructures rurales, en systèmes d’irrigation, de transport, d’organisation des marchés, en formation et en diffusion des techniques agricoles appropriées, c’est-à-dire susceptibles d’utiliser au mieux les ressources humaines, naturelles et socio-économiques les plus accessibles au niveau local, de façon à garantir aussi leur durabilité sur le long terme. Tout cela doit être réalisé en impliquant les communautés locales dans les choix et les décisions relatives à l’usage des terres cultivables ».

### Dialogue œcuménique

#### Relations avec les orthodoxes

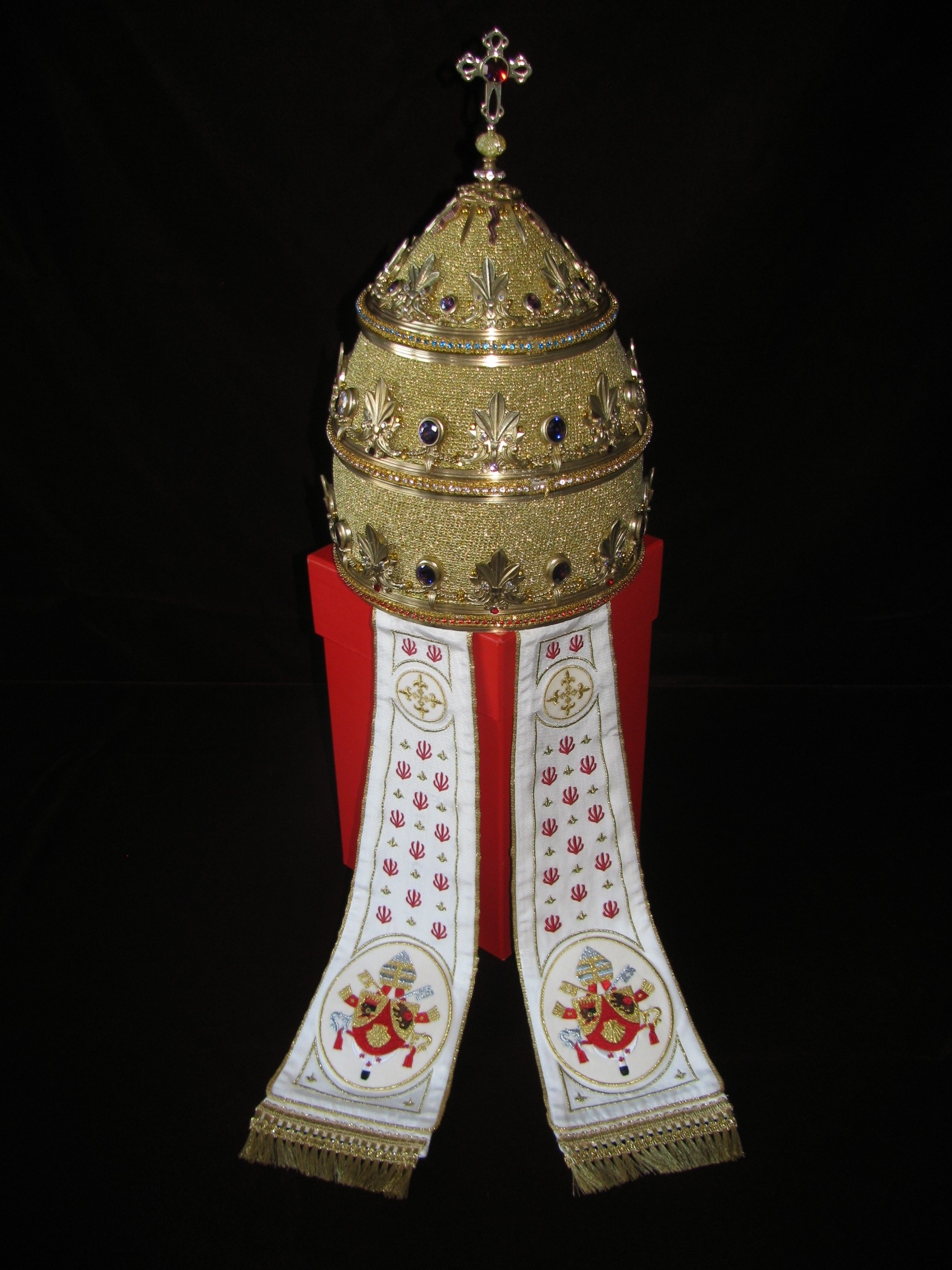
En 2011, une délégation orthodoxe offre cette tiare au pape Benoît XVI, geste symbolisant l'unité des chrétiens.

Le 1er mars 2006, Benoît XVI prend la décision de renoncer au titre de « patriarche de l'Occident ». Ce renoncement a deux objectifs, le premier est de ne retenir que le titre universel du pape et non plus que celui de patriarche de l'Occident, la deuxième raison vise à se rapprocher des chrétiens orthodoxes, car le titre de patriarche de l'Occident a été créé en grande partie par opposition au patriarche d'Orient, et donc orthodoxe.
Des échanges de lettres entre Benoît XVI et le patriarche de Moscou Alexis II sont publiés le 16 mars 2006. Cet échange montre un début de rapprochement, Benoît XVI voulant « une collaboration plus intense dans un esprit de vérité et de charité » ; le patriarche quant à lui affirme que l’Occident « est confronté à de graves défis qui exigent des engagements communs ». Les relations entre Jean-Paul II et Alexis II étaient beaucoup plus tendues.
Le 28 juin 2008, le patriarche œcuménique de Constantinople, Bartholomée Ier, assiste à Rome, aux côtés de Benoît XVI, à l'ouverture de l'année paulinienne commémorant le deuxième millénaire de la naissance de Paul.

#### Relations avec les anglicans
Le 23 novembre 2006, le pape et l'archevêque de Canterbury Rowan Williams, chef de l'Église anglicane, ont reconnu l'existence dans une déclaration commune de « sérieux obstacles au progrès œcuménique ». Ils s’engagent cependant à « poursuivre le dialogue ». Les deux chefs religieux ont aussi appelé leurs fidèles à témoigner et agir ensemble pour « la paix au Proche-Orient et dans d'autres parties du monde ».
Durant le pontificat se poursuit le dialogue avec la Communion anglicane traditionnelle, fondée en 1991 à la suite de divergences au sein de la Communion anglicane. Elle revendique plusieurs centaines de milliers de fidèles répartis en 33 évêchés dans 44 pays, parlant plus de sept langues. La Communion anglicane traditionnelle formule, le 5 octobre 2007, une demande de « rattachement » à l’Église catholique romaine sur le principe d’une communion « pleine, entière et sacramentelle ». Cette demande a été prise en considération par le Saint-Siège, en octobre 2009, avec l'annonce de la publication de la constitution apostolique Anglicanorum Coetibus destinée à faciliter la communion entre Rome et les groupes anglicans.
Le 4 novembre 2009, Benoît XVI signe la constitution apostolique Anglicanorum Coetibus (À des groupes d’anglicans) qui fournit un cadre dans lequel des groupes de fidèles anglicans peuvent rejoindre la communion catholique. Cette constitution crée une structure canonique spécifique destinée à accueillir et intégrer des institutions et groupes anglicans au sein de l'Église catholique romaine, tout en assurant « que soient maintenues au sein de l’Église catholique les traditions liturgiques, spirituelles et pastorales de la Communion anglicane, comme un don précieux qui nourrit la foi des membres de l’ordinariat et comme un trésor à partager » (AC, iii). La Constitution est signée par le pape Benoît XVI le 4 novembre 2009, et publiée le 9 novembre. Elle avait été annoncée conjointement le 20 octobre 2009, à Rome, par le cardinal William Levada, et à Londres, par Rowan Williams (archevêque de Canterbury) et Vincent Nichols (archevêque catholique de Westminster). Le 15 janvier 2011, pour permettre l'application de la constitution apostolique Anglicanorum Coetibus, la congrégation pour la doctrine de la foi érige l'ordinariat personnel de Notre-Dame de Walsingham destiné aux anglicans qui veulent entrer dans la communion catholique. Son territoire correspond à celui de la Conférence épiscopale d'Angleterre et du Pays de Galles. Cette structure canonique donne la possibilité aux ex-anglicans d'être en pleine communion avec l'Église catholique tout en conservant au sein de celle-ci des traditions liturgiques, spirituelles et pastorales anglicanes.

#### Relations avec le judaïsme
Le 29 mai 2006, au cours d'un voyage en Pologne, pays de son prédécesseur, le pape Benoît XVI se rend à Auschwitz, visite hautement symbolique du fait de sa nationalité allemande. En février 2008, le pape Benoît XVI, dans sa volonté de permettre l'ancien rite de la messe en latin, a décidé de maintenir, avec quelques modifications, une prière pour la « conversion des juifs » contenue dans le missel en latin pour le Vendredi saint. Cette autorisation suscite alors des protestations de la part de membres de la communauté juive. En avril 2008, lors de son voyage aux États-Unis, le pape — lors d'une visite initialement non prévue — a rencontré la communauté juive, et visité une synagogue à New York, adressant un message à la communauté juive. À cette occasion, il a affirmé vouloir « réitérer l'engagement de l'Église au dialogue qui, en quarante ans, a conduit à changer fondamentalement, et à améliorer, nos relations ».
Au printemps 2009, Benoît XVI s'est rendu en Israël et en Jordanie. Au mémorial de Yad Vashem, il a prononcé le mot de « Shoah » dans son discours et parlé sans ambiguïté des « six millions de Juifs » assassinés par les nazis. En août 2009, Benoît XVI affirme que les camps d'extermination nazis sont des « symboles de l'enfer sur la terre ».
Le 17 janvier 2010, Benoît XVI renouvelle la visite que Jean-Paul II avait faite, 23 ans plus tôt, à la synagogue de Rome ; le contexte en est plus difficile, à la suite du projet de béatification de Pie XII. Lors de son discours, le pape rappelle que Pie XII a sauvé des Juifs « de façon souvent cachée et discrète » et le président de la communauté juive de Rome, Riccardo Pacifici répond que « le silence de Pie XII durant la Shoah » demeure douloureux.
Après sa renonciation, le 11 février 2013, le grand rabbin ashkénaze d'Israël, Yona Metzger, affirme que son pontificat a permis « une diminution des actes antisémites dans le monde ».

#### Discours de Ratisbonne et ses conséquences
Le 12 septembre 2006, dans son discours à l'université de Ratisbonne, le pape déplore énergiquement toute violence commise pour des desseins religieux. Dans son discours, le pape signifie que Dieu est le Verbe, le Logos, la Raison primordiale. Or, la raison s'oppose à la violence et aux passions.
Dans ce discours, il cite notamment l'empereur byzantin Manuel II Paléologue (1391-1425) : « (…) l’empereur, avec une rudesse assez surprenante qui nous étonne, s’adresse à son interlocuteur simplement avec la question centrale sur la relation entre religion et violence en général, en disant : « Montre-moi donc ce que Mahomet a apporté de nouveau, et tu y trouveras seulement des choses mauvaises et inhumaines, comme son mandat de diffuser par l’épée la foi qu’il prêchait ». L’empereur, après s’être prononcé de manière si peu amène, explique ensuite minutieusement les raisons pour lesquelles la diffusion de la foi à travers la violence est une chose déraisonnable. La violence est en opposition avec la nature de Dieu et la nature de l’âme. ». Cette citation des propos de Manuel II dans son discours déclenche de vives réactions politiques et religieuses dans le monde, majoritairement négative dans les pays à majorité musulmane, plutôt positive dans les pays occidentaux prenant la défense du pape au nom du dialogue religieux et de la liberté d'expression. Les réactions prennent la forme de manifestations populaires et parfois d'actes violents allant jusqu'aux meurtres de chrétiens dans des pays à majorité musulmane comme l'Irak et la Somalie,.
Une annonce officielle du Vatican le 16 septembre, et Benoît XVI lui-même le lendemain, soulignent que cette citation de l'empereur Manuel II ne représentait pas les convictions personnelles du pape,. Ces déclarations et une initiative diplomatique du Vatican apaisent en partie les critiques, dont celles venant d'Iran et de Malaisie.
Le 20 septembre, lors de l'audience générale à Rome, le pape revient à nouveau sur le discours qu'il a tenu à Ratisbonne. Il rappelle son « profond respect » pour les grandes religions, « et donc aussi pour les musulmans qui "adorent le Dieu unique". » Il insiste sur l'idée centrale de son discours : « Ce ne sont pas la religion et la violence qui vont ensemble, mais la religion et la raison ». Il souhaite aussi que ce discours et le débat qui a suivi puissent « constituer une impulsion et un encouragement à un dialogue positif, même autocritique, aussi bien entre les religions qu’entre la raison moderne et la foi des chrétiens ». Cette invitation au dialogue est entendue par des personnalités musulmanes. Un mois après le discours de Ratisbonne, 38 savants musulmans écrivent une lettre ouverte au pape, en vue « de parvenir à une compréhension mutuelle ». En octobre 2007, 138 personnalités musulmanes envoient au pape, et aux responsables des autres confessions chrétiennes, une lettre ouverte intitulée Une parole commune entre vous et nous,. Cette initiative est suivie de la création d’un forum permanent de dialogue catholico-musulman dont la première session se tient à Rome, du 4 au 6 novembre 2008.

#### Rencontre avec des responsables musulmans
Le 6 novembre 2007, le pape reçoit Abdallah Ier, roi d'Arabie saoudite. C'est la première fois qu'une rencontre a lieu entre un pape et un souverain de ce pays, gardien des lieux saints de l’islam. L'entrevue a pour objet le dialogue interreligieux, avec en toile de fond la question de la liberté religieuse pour les chrétiens présents en Arabie saoudite.
En mai 2009, lors de son voyage en Jordanie, précédant son séjour en Israël, le pape rencontre le prince Ghazi Bin Muhammad Bin Talal, cousin du roi Abdallah II, et inspirateur de la lettre Une parole commune entre vous et nous. Ce dernier rappelle la blessure qu'a représentée pour les musulmans la citation de Manuel II dans le discours de Ratisbonne. Il remercie le pape d’avoir exprimé des regrets après son discours et note que « les musulmans ont aussi particulièrement apprécié l’éclaircissement donné par le Vatican, selon lequel ce qui a été dit à Ratisbonne ne reflétait pas l’opinion de Votre Sainteté, mais était simplement une citation dans un discours académique ».

#### Pistes dans le dialogue avec l'islam
Dans l'exhortation apostolique post-synodale Verbum Domini, parue en novembre 2010, le pape souhaite que « les rapports inspirés par la confiance, qui se sont instaurés depuis plusieurs années entre chrétiens et musulmans, se poursuivent et se développent dans un esprit de dialogue sincère et respectueux ». Il retient aussi les pistes de dialogue proposées par les évêques présents au Synode comme « le respect de la vie en tant que valeur fondamentale, et celui des droits inaliénables de l’homme et de la femme et de leur égale dignité » et la « contribution des religions au bien commun ». Le Synode envisage aussi de favoriser des rencontres entre chrétiens et musulmans afin qu'ils se connaissent mieux mutuellement.
Les conditions de ce dialogue sont celles qui, pour le pape, prévalent dans le dialogue entre les différentes religions, comme « la nécessité que soit assurée de manière effective à tous les croyants la liberté de professer leur propre religion en privé et en public, ainsi que la liberté de conscience ». Benoît XVI rappelle ainsi les paroles de Jean-Paul II aux musulmans à Casablanca, lors de son voyage au Maroc en août 1985 : « le respect et le dialogue requièrent la réciprocité dans tous les domaines, surtout en ce qui concerne les libertés fondamentales et plus particulièrement la liberté religieuse. Ils favorisent la paix et l’entente entre les peuples ».

#### Relations avec le bouddhisme
Le 13 octobre 2006, le pape Benoît XVI reçoit le 14e dalaï-lama, chef spirituel bouddhiste du Tibet dans le cadre d’une « rencontre privée, de courtoisie, aux contenus religieux ». Le 13 décembre 2007, il devait également recevoir le dalaï-lama au Vatican. Cependant, à la suite d'une pression du gouvernement chinois, le Vatican déclare que le pape n'envisage pas de rencontrer le dalaï-lama à cette date, soulevant une critique. Le dalaï-lama a déclaré qu'il était désolé de ne pas voir le pape pendant sa visite de 10 jours en Italie.

#### Relations avec les Amérindiens
Le 13 mai 2007, dans son discours d'ouverture de la Cinquième Conférence générale de l’épiscopat latino-américain et caribéen, à Aparecida, au Brésil, Benoît XVI nie que « l'annonce de Jésus et de son Évangile ait comporté une aliénation des cultures précolombiennes ou cherché à imposer une culture étrangère ». Il affirme ensuite que « sans le savoir, les Indiens cherchaient le Christ dans leurs riches traditions religieuses. Le Christ était le sauveur auquel ils aspiraient silencieusement. Avec l'eau du baptême (…), l'Esprit saint est venu féconder leurs cultures, les purifiant et développant les nombreuses semences que le Verbe incarné avait mises en eux ». Il cite alors la doctrine catholique sur les religions non chrétiennes, provoquant la protestation de responsables religieux ainsi que d'historiens, de théologiens, d'associations et d'experts des communautés amérindiennes. Plus tard, il déclare que les Conquistadores ont commis de graves crimes que l'Église a déjà dénoncés par le passé.
Le 21 octobre 2012, il canonise l'agnière Kateri Tekakwitha qui devient alors la première sainte amérindienne.

### Écologie et environnement
Comme son prédécesseur, Benoît XVI a pris position à de nombreuses reprises sur les problèmes d'écologie et d'environnement - la sauvegarde de la Création - tout au long de son pontificat.
Dans l'encyclique Caritas in veritate sur le développement humain intégral (2009), il consacre un chapitre entier aux « devoirs des peuples, droits et devoirs, environnement » (chapitre IV). Il alerte sur les devoirs qu'engendre le rapport de l'homme avec l'environnement naturel : « Le thème du développement est aussi aujourd’hui fortement lié aux devoirs qu'engendre le rapport de l'homme avec l’environnement naturel. Celui-ci a été donné à tous par Dieu et son usage représente pour nous une responsabilité à l’égard des pauvres, des générations à venir et de l’humanité tout entière » (§ 48). Il identifie les relations entre l'environnement et le social : « Toute atteinte à la solidarité et à l’amitié civique provoque des dommages à l’environnement, de même que la détérioration de l’environnement, à son tour, provoque l’insatisfaction dans les relations sociales » (§ 51).
Dans son message pour la journée mondiale de la paix 2010, il a exprimé sa préoccupation pour la destruction de l'environnement de nombreuses régions de la planète du fait de l'action de l'homme, d'une façon qui compromet sérieusement l'écosystème. Le pape a relié un appel moral fort à la solidarité, sur la base de la reconnaissance de la destination universelle des biens de la Création, qui concerne aussi les pauvres et les générations à venir. Lors des Journées mondiales de la jeunesse de Sydney en juillet 2008, Benoît XVI a expliqué quels sont les fondements d'une écologie humaine qui tienne compte aussi bien de l'environnement naturel que social. Il a affirmé que cette crise de l'écologie naturelle et de l'écologie sociale est due au fait que « la liberté et la tolérance sont très souvent séparées de la vérité »
La notion d'écologie humaine (ou écologie de l'Homme), énoncée lors des vœux de Noël 2008 du pape, a provoqué selon Le Journal du dimanche « la colère des associations homosexuelles ».
Un ouvrage rassemblant les textes clés de Benoît XVI sur l'écologie intégrale est paru en 2024 : L'homme au cœur de la création .

### Autres prises de position publiques

#### Politique

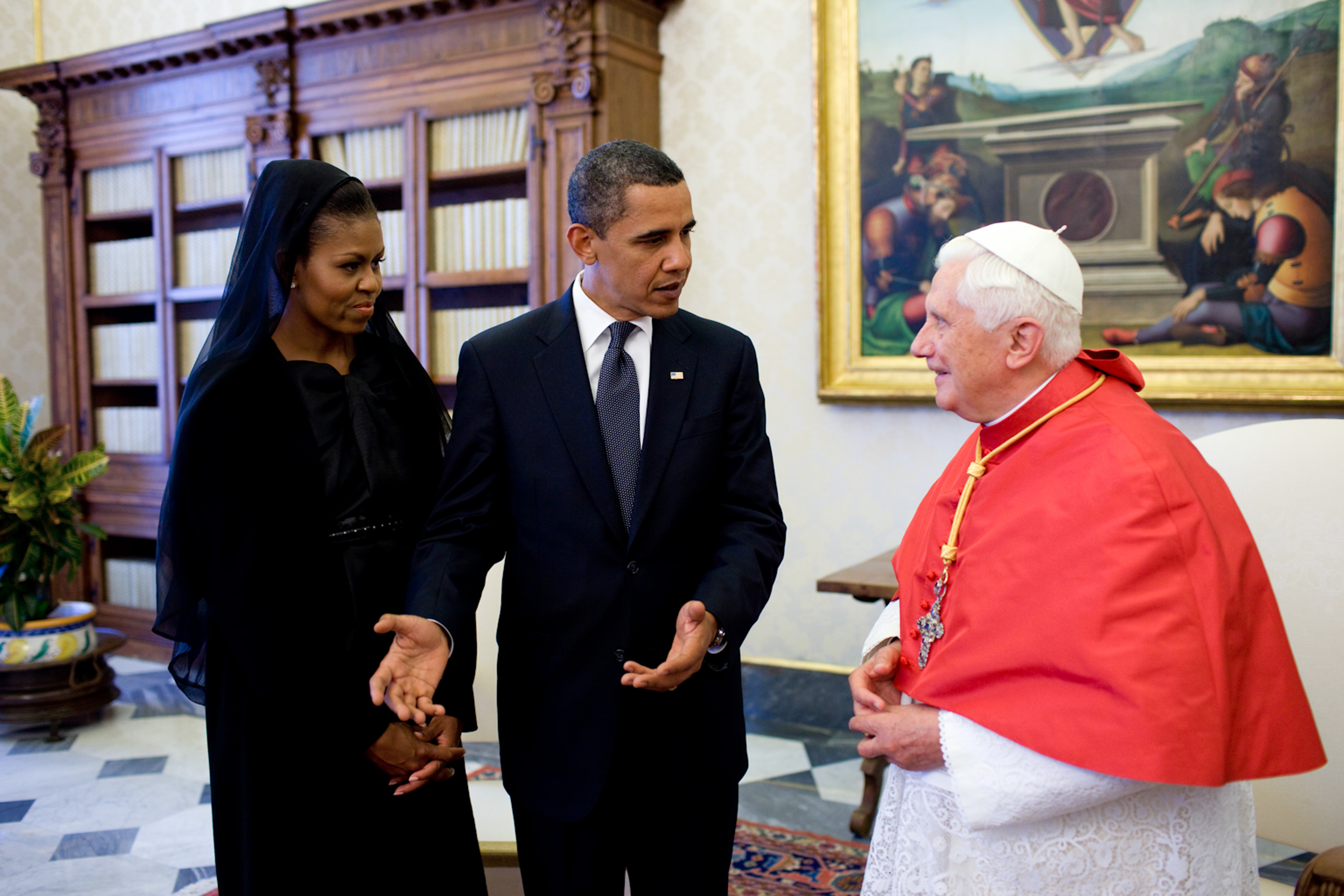
Le pape Benoît XVI en compagnie de Michelle et Barack Obama.

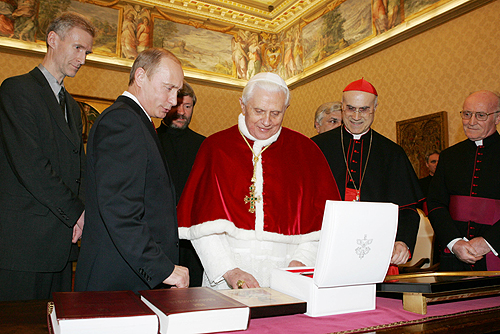
Benoît XVI et le président russe Vladimir Poutine, le 13 mars 2007.

D'une façon générale, le pape n'a pas pris autant que son prédécesseur part au débat politique. Certains choix religieux ont cependant des échos politiques lisibles – ainsi, la canonisation de religieux espagnols tués au cours de la guerre d'Espagne au moment où le gouvernement socialiste de José Luis Zapatero reconnaissait les combattants républicains.
Son enfance et l'arrivée d'Hitler au pouvoir démocratiquement sont analysées par Joseph Ratzinger comme la perte en Allemagne des convictions chrétiennes, qui disparaissaient et n'ont pas su faire face à l'idéologie nazie. La foi d'une communauté robuste et orthodoxe, comme celle de son père, est, selon lui, plus à même de résister aux idéologies. La faiblesse de la démocratie malgré la république de Weimar conduit à développer une conception de la démocratie à qui il faut, pour bien fonctionner, de la vertu.

#### Relations internationales
Le 1er janvier 2006, au cours de la messe célébrée au Vatican, à l'occasion de la Journée mondiale de la paix, Benoît XVI a appelé l'Organisation des Nations unies (ONU) à une conscience renouvelée de ses responsabilités pour promouvoir la justice, la solidarité et la paix dans le monde.

#### Sur l'épidémie de sida en Afrique
Le 17 mars 2009, dans l'avion qui l'amène en Afrique, Benoît XVI déclare : « Je dirais qu’on ne peut pas vaincre ce problème du sida uniquement avec de l’argent, qui est nécessaire. S’il n’y a pas l’âme, si les Africains ne s’aident pas, on ne peut le résoudre en distribuant des préservatifs. Au contraire, ils augmentent le problème. ». Il ajoute que la solution au problème de l'épidémie ne peut se trouver que dans l'« humanisation de la sexualité » et un « renouveau spirituel » des relations humaines d'une part, et d'autre part dans un dévouement total envers les personnes qui souffrent.
Ces propos sont très critiqués par des organisations s'occupant de la lutte contre le sida, à l'instar du Fonds mondial de lutte contre le sida et d'ONUSIDA, et par divers gouvernements ou personnalités politiques, notamment en Belgique, aux Pays-Bas et en France,. L'immunologiste Quentin Sattentau, de l'université d'Oxford, parle d'un « grand pas en arrière en matière d'éducation sanitaire » et redoute une augmentation des contaminations tandis qu'un chercheur, Edward Green, directeur du AIDS Prevention Research Project Harvard Center for Population and Development Studies de l'université Harvard, affirme dans un éditorial que des « preuves empiriques » donnent raison au pape, mettant en exergue que l'usage du préservatif n'est pas efficace lorsque l'épidémie de sida touche l'ensemble de la population, tout en confirmant son efficacité dans d'autres situations,.
Plusieurs personnalités de l'Église catholique relativisent les propos de Benoît XVI, tel l'évêque français Jean-Michel di Falco qui affirme qu'« on ne doit être ni criminel, ni suicidaire, et on doit utiliser le préservatif », le prêtre Guy Gilbert exprimant son sentiment d'avoir sauvé plusieurs vies en distribuant des préservatifs, ou l'évêque auxiliaire de Hambourg expliquant que toute personne séropositive ou sexuellement active « doit protéger les autres et [elle-même] ».
Plusieurs évêques français et africains appuient quant à eux les propos du pape, affirmant, comme l'archevêque de Kinshasa, Laurent Monsengwo, que le préservatif aggrave le problème en « donnant une fausse sécurité ».
Peu après, l’Osservatore Romano reconnaît une « certaine efficacité » au préservatif dans le cadre de campagnes de lutte contre le sida fondées prioritairement sur la fidélité et l'abstinence (Stratégie ABC), par exemple en Ouganda.
À la suite de ce discours à l'arrivée à l'aéroport de Yaoundé, le pape demande la gratuité des soins et la facilitation de l'accès aux hôpitaux pour les personnes atteint de cette maladie,.
En novembre 2010, dans un livre d'entretiens avec Peter Seewald (Lumière du monde), Benoît XVI revient sur son discours prononcé un an et demi plus tôt. Il dit avoir alors voulu affirmer avec force que le problème du sida ne pouvait se résoudre par la seule distribution de préservatifs. La prévention, par l'abstinence et la fidélité, ainsi que le refus de la banalisation de la sexualité sont à ses yeux beaucoup plus déterminants pour la lutte contre le sida. Toutefois, le pape tient compte aussi dans cet entretien avec Peter Seewald de situations exceptionnelles où des relations sexuelles peuvent s'avérer dangereuses pour la vie de l'autre. Sans approuver ces relations et l'exercice désordonné de la sexualité, le pape estime que l'utilisation du préservatif pour diminuer le danger de contagion est, dans ces situations, « un premier acte de responsabilité », « un premier pas sur le chemin vers une sexualité plus humaine »,. D'après le père Lombardi, directeur du Bureau de presse du Saint-Siège, des théologiens et des membres du clergé ont déjà soutenu des analyses similaires. Le père Lombardi observe cependant, comme l'ont fait de nombreux observateurs, que c'est la première fois qu'un pape donne son avis de cette façon sur ce sujet. Enfin, à la suite des diverses interprétations erronées qui ont été diffusées à l'occasion de la publication du livre, la Congrégation pour la doctrine de la foi a publié une note qui précise : « En réalité, les paroles du Pape qui font allusion en particulier à un comportement gravement désordonné, en l’occurrence la prostitution (cf. Lumière du monde, p. 159-161), ne modifient ni la doctrine morale ni la pratique pastorale de l’Église. Comme il ressort de la lecture du passage en question, le Saint-Père ne parle ni de morale conjugale, ni même de norme morale sur la contraception. […] L’idée qu’on puisse déduire des paroles de Benoît XVI qu’il est licite, dans certains cas, de recourir à l’usage du préservatif pour éviter les grossesses non désirées, est tout à fait arbitraire et ne correspond ni à ses paroles ni à sa pensée. […] le Saint-Père se référait au cas totalement différent de la prostitution ».

### Relations avec les traditionalistes

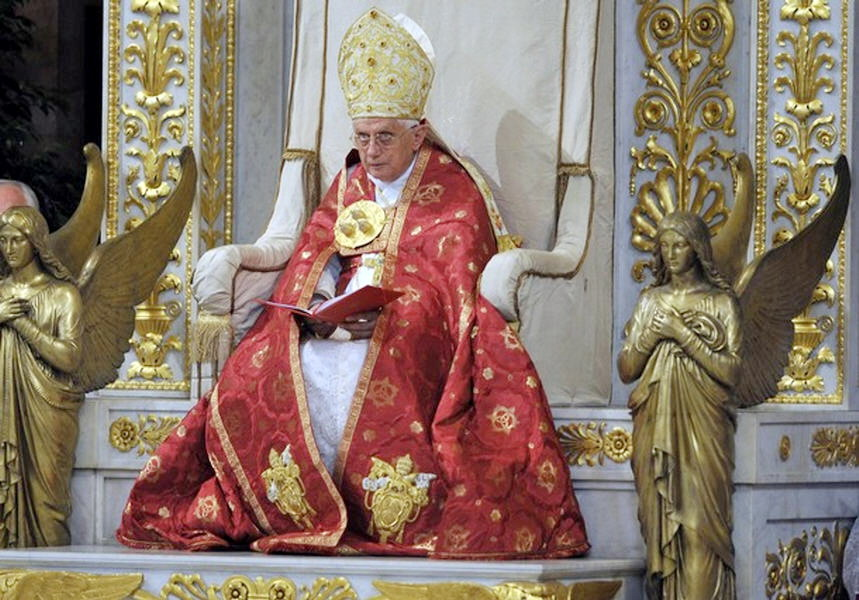
Benoît XVI préside les cérémonies d'ouverture de l'année paulinienne, le 29 juin 2008.

#### Lemotu proprioSummorum Pontificum
Le samedi 7 juillet 2007, Benoît XVI publie le motu proprio Summorum Pontificum, permettant la célébration de la messe de 1962 (forme tridentine du rite romain dans sa version révisée par Jean XXIII) par tous les prêtres sur simple demande des paroissiens, accompagnée d'une lettre aux évêques.
Le pape déclare dans sa lettre que la messe de 1962 et celle de 1970 ne sont qu'un seul et même rite ayant deux expressions différentes (cette appréciation est critiquée par les traditionalistes et les progressistes). De plus, il dénonce les excès « insupportables » de la réforme liturgique post-conciliaire et appelle à « une réconciliation interne » au sein de l'Église catholique, ainsi qu'à l'unité des chrétiens ayant suivi Marcel Lefebvre après les sacres de 1988[pas clair]. Ce texte a été salué comme une victoire pour ces fidèles, mais Benoît XVI réaffirme la validité de la messe de Paul VI comme expression ordinaire du rite, alors que la messe de Pie V est reconnue mais comme l'expression extraordinaire.
En effet la publication du motu proprio est apparue dans le contexte d'une tentative de « réintégration » de la Fraternité sacerdotale Saint-Pie-X (FSSPX) dans la pleine communion ecclésiale. Fellay avait présenté deux conditions préalables : a) la reconnaissance du droit de tout prêtre catholique de célébrer la messe tridentine, et b) la levée de l'excommunication des quatre évêques de la Fraternité[réf. nécessaire]. Par un décret du 21 janvier 2009, le préfet de la Congrégation pour les évêques Giovanni Battista Re, agissant au nom du pape Benoît XVI, lève l'excommunication des quatre évêques de la FSSPX. Parmi eux se trouve Richard Williamson, qui a fait publiquement des déclarations négationnistes.
Par Summorum Pontificum, Benoît XVI déclare que dans les messes célébrées sans le peuple, tout prêtre catholique de rite latin, tant séculier que religieux, peut utiliser le Missel de 1962 et que les groupes n'ont besoin que de l'autorisation du curé, et non de l'évêque, pour leur usage public. Il a également déclaré qu'outre la messe de rite romain promulguée conformément aux directives du Concile Vatican II (appelée par lui la forme ordinaire), la révision de Jean XXIII de la messe tridentine doit encore être considérée comme une expression extraordinaire du même rite romain.
Au sein de la FSSPX, une forte opposition au projet de rapprochement avec le Saint-Siège s'est manifestée et aucun accord n'a été trouvé, mais après l'annonce de la démission de Benoît XVI, le 11 février 2013, Fellay lui a déclaré sa gratitude pour avoir affirmé que la « messe traditionnelle » n'avait jamais été abrogée et pour avoir levé l'excommunication des évêques.
La position conciliatrice de Benoît XVI sera rejetée par son successeur, qui, en 2021, déclare avec Traditionis Custodes : « Les livres liturgiques promulgués par les Saints Pontifes Paul VI et Jean-Paul II, conformément aux décrets du Concile Vatican II, sont la seule expression de la lex orandi du Rite romain». Selon son secrétaire particulier Georg Ganswein et son biographe Peter Seewald, Benoît XVI découvrit Traditionis Custodes en lisant l'Osservatore Romano et cela lui « brisa le cœur » (Peter Seewald affirme que la santé de Benoît XVI ne s'en est pas remise),.

#### Affaire Williamson

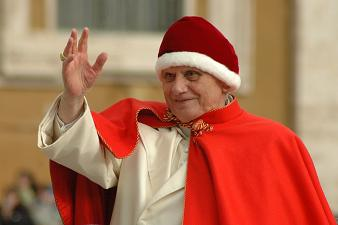
Benoît XVI réintroduisant le port cérémonial de vêtements traditionnels tombés en désuétude ; comme la mitre de Pie IX, les mules papales, le camail, le saturne ou, comme ici, le camauro.

Quelques mois avant la levée de l'excommunication, Richard Williamson a en effet tenu des propos négationnistes dans un entretien diffusé par une chaîne de télévision suédoise. Il reprenait ainsi des affirmations qu'il avait faites à Sherbrooke, au Québec, en avril 1989, déclarant alors que les Juifs étaient les « ennemis du Christ » et que la Shoah était une falsification mise en œuvre par les sionistes en vue de la création de l'État d'Israël.
La levée de l'excommunication de ces quatre évêques suscite alors une vive polémique médiatique. Quelques centaines de catholiques allemands, hostiles à ce décret, engagent une procédure officielle pour se faire radier des registres de l'Église. Dans un entretien au journal Le Monde, le grand rabbin de France, Gilles Bernheim s'interroge :

« Comment le pape pouvait-il ignorer le négationnisme de Mgr Williamson ? Si la levée de l'excommunication est une invitation à la réconciliation, comment se réconcilier avec celui qui s'est exclu de la chrétienté par ses propos ? Comment dialoguer avec cet autre qui voit dans la négation de la Shoah une opinion personnelle ? Et que se passera-t-il si les quatre évêques qui ne sont plus excommuniés continuent de refuser Vatican II et Nostra Ætate ? Ces questions m'inquiètent. Comme beaucoup de chrétiens et de juifs, j'attends des réponses claires. »

Face à la polémique, le Vatican précise que le pape ignorait les déclarations négationnistes de Richard Williamson et que l'évêque devra prendre « sans équivoque et publiquement ses distances » avec les propos précédemment tenus pour « être admis aux fonctions épiscopales dans l'Église ». Dans le même document, le Vatican indique que « la pleine reconnaissance du concile Vatican II » est « indispensable à la reconnaissance future de la FSSPX ». Pour Angela Merkel, ces demandes du pape à l'encontre de l'évêque négationniste sont saluées comme « un signal important et positif ».
Quelques jours plus tard, Benoît XVI reçoit les présidents de plusieurs communautés juives américaines et leur confirme sa totale condamnation du négationnisme. Il juge « inacceptable » et « intolérable » de vouloir nier ou minimiser la Shoah, « crime contre Dieu et contre l'humanité ». Reprenant les paroles prononcées par Jean-Paul II à Jérusalem en mars 2000, il déclare à cette occasion : « J'ai fait mienne sa prière. “Dieu de nos pères, qui as choisi Abraham et ses descendants pour porter ton Nom aux nations, nous sommes profondément attristés par le comportement de ceux qui au cours de l'histoire ont causé de la souffrance à tes fils et, en demandant pardon, nous voulons nous engager dans une authentique fraternité avec le Peuple de l'Alliance.” » L'Église catholique, précise-t-il ensuite, est « profondément et irrévocablement engagée dans le refus de tout antisémitisme », fidèle en cela aux enseignements de Vatican II, « pierre milliaire » des relations entre juifs et chrétiens.
Dans sa réponse, le rabbin Arthur Schneier indique que ces relations, « basées sur les solides fondations de Vatican II », « peuvent survivre à des rechutes périodiques » d'où juifs et chrétiens ressortiront « plus forts pour travailler ensemble ». Il exprime la « souffrance » causée aux Juifs par les propos négationnistes de Williamson et souligne que la « fermeté » de la condamnation de la Shoah par Benoît XVI représente un « encouragement ».
Le 12 mars 2009, Benoît XVI publie une Lettre aux évêques de l'Église catholique, dans laquelle il exprime ses regrets à propos des maladresses de communication ayant entouré cette affaire, et expose les raisons qui l'ont conduit à prendre cette mesure de levées d'excommunication et les raisons doctrinales qui, selon lui, empêchent la FSSPX d'accéder à un statut canonique dans l'Église et ses ministres d'y exercer légitimement un ministère.

#### Les négociations (2009-2012)
Publié le 8 juillet 2009 par le pape, le motu proprio Ecclesiae unitatem précise les relations entre le Vatican et la FSSPX. En vertu de ce décret, la Commission pontificale Ecclesia Dei, instituée par Jean-Paul II en 1988, est désormais rattachée « de façon étroite » à la Congrégation pour la doctrine de la foi.
Pour Benoît XVI, le différend de la FSSPX avec Rome est d'ordre « essentiellement doctrinal » et porte notamment sur l'acceptation par la FSSPX « du concile Vatican II et du magistère post-conciliaire des papes ». Tant que cette question n'est pas résolue, la FSSPX « n'a pas de statut canonique dans l'Église », « ses ministres ne peuvent exercer légitimement aucun ministère » et elle n'est pas dans la pleine communion de l'Église catholique.
Les négociations durent trois ans. Quand le cardinal William Levada atteint l'âge de la retraite, Benoît XVI le remplace, le 2 juillet 2012, par l'un de ses proches collaborateurs, Gerhard Ludwig Müller, évêque de Ratisbonne. Celui-ci devient donc préfet de la Congrégation pour la doctrine de la foi. En tant que tel, il est également président de la Commission pontificale Ecclesia Dei, de la Commission biblique pontificale et de la Commission théologique internationale. C'est Gerhard Ludwig Müller qui déclare, en septembre 2012, que, après une dernière discussion avec les traditionalistes, les négociations ont abouti à un échec ; elles ne reprendront pas.

### Renonciation

#### Annonce de son départ
Le 11 février 2013, à l'issue d'un consistoire public ordinaire convoqué pour valider des propositions de canonisations, le pape annonce, en latin, sa renonciation pour le 28 février à 20 heures (heure de Rome), la justifiant par la « vigueur qui, ces derniers mois, s’est amoindrie en moi d’une telle manière que je dois reconnaître mon incapacité à bien administrer le ministère qui m’a été confié. »,,. Il se retirera au monastère Mater Ecclesiae. Selon le quotidien La Repubblica, cette renonciation serait liée au résultat de l'enquête interne dont Benoît XVI avait chargé les cardinaux Julián Herranz Casado, Jozef Tomko et Salvatore De Giorgi. Jean-Marie Guénois, chroniqueur religions du journal français Le Figaro, démonte les allégations de La Repubblica, « construction […] aussi absurde que fausse ». Selon lui, le pape a pris la décision de démissionner en avril 2012, à l'issue d'un voyage au Mexique et à Cuba dont il est sorti épuisé, et n'en a informé qu'un cercle extrêmement restreint pour se ménager le temps de mener à bien certains chantiers.

#### Question de la légalité
Sa renonciation est conforme au Code de droit canonique de 1983 régissant les activités du Saint-Siège : « S'il arrive que le Pontife romain renonce à sa charge, il est requis pour la validité que la renonciation soit faite librement et qu'elle soit dûment manifestée, mais non pas qu'elle soit acceptée par qui que ce soit ».

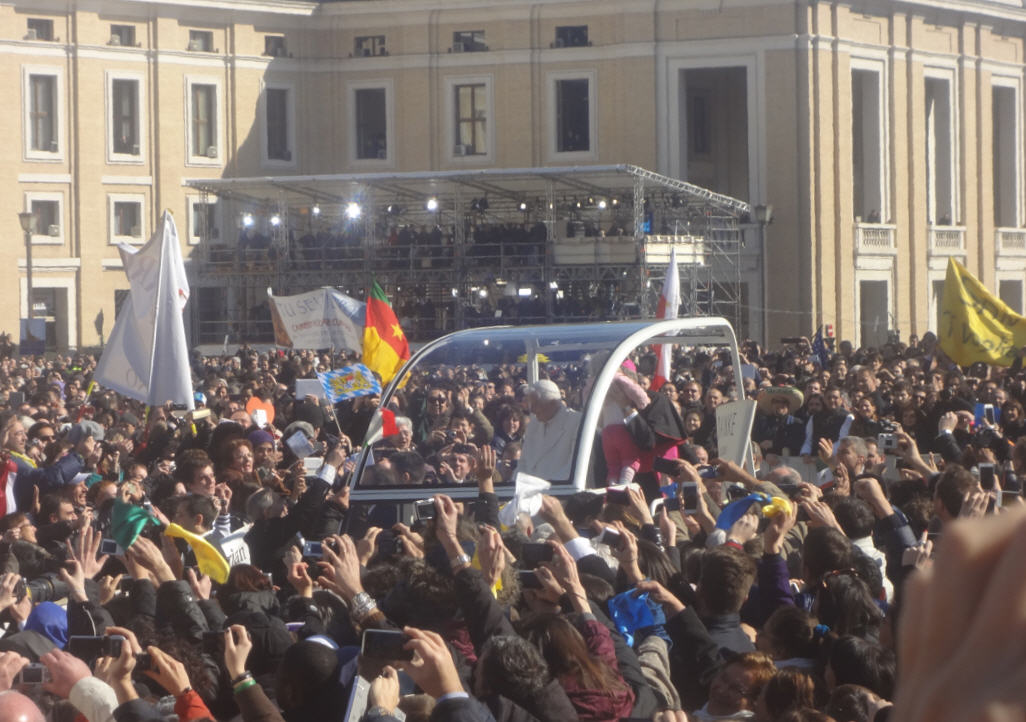
Le pape lors de sa dernière audience générale, le 27 février 2013, veille de sa renonciation.

Il est le premier pape à renoncer à la poursuite de son mandat depuis Grégoire XII,, contraint à la démission lors de la poussée conciliariste du concile de Constance en 1415, à l'instar de l'antipape Jean XXIII. Mais déjà en 1294, Célestin V, un ermite proche des franciscains élu à 85 ans, avait abandonné sa charge après cinq mois de pontificat, tandis que Grégoire VI, parfois cité, fut déposé en 1046 pour simonie à l'instigation du roi des Romains Henri III. Philippe Levillain souligne que la majeure partie de ces démissions étaient « liées (…) à la pression de factions rivales, qui contestaient la légitimité du pape élu ».
Dans une lettre de 2014 adressée à l'évêque Nicola Bux (it) et rendue publique en 2025, Benoît XVI rejette catégoriquement l'interprétation selon laquelle il aurait renoncé seulement à l'exercice du ministère pétrinien et conservé la charge,.

#### Derniers actes du pontificat
Les derniers messages de Benoît XVI portent notamment sur l'intégrité morale et religieuse de l'Église. Il dénonce ainsi dans un sermon l'hypocrisie religieuse et les divisions au sein du corps ecclésiastique,,. Lors de l'angélus du premier dimanche de Carême, il rappelle que l'Église appelle chacun de ses membres à « se renouveler dans l'Esprit et à se réorienter vers Dieu en reniant l'orgueil et l'égoïsme »,.
Le dernier angélus du pontificat, le 24 février, est suivi par une foule nombreuse de plus de 100 000 fidèles rassemblés place Saint-Pierre. Le lendemain est rendu public le motu proprio Normas Nonnullas daté du 22 février précisant un certain nombre de points pour l'organisation du conclave.
Le 27 février, Benoît XVI donne sa 384e et dernière audience, devant 150 000 fidèles, sans cérémonie particulière, hormis un discours d'adieu, dans lequel il évoque les « eaux agitées de son pontificat », et la présence de presque tous les cardinaux du monde, prêts à entrer en conclave,.
Le lendemain, après une cérémonie de congé en présence des cardinaux présents à Rome en fin de matinée, Benoît XVI se rend à Castel Gandolfo où son salut à la foule depuis le balcon du palais apostolique constitue le dernier geste du pontificat. À 20 heures, les gardes suisses ferment les portes du palais. Le pontificat est terminé et commence la période de vacance du siège apostolique.

## Après le pontificat

### Sede vacanteet élection du pape François
Le 28 février 2013 à 11 heures, l’anneau du pêcheur, symbole du pouvoir pontifical, est biffé par le cardinal camerlingue Tarcisio Bertone. À 16 heures, après avoir salué une dernière fois les cardinaux, les employés du Vatican et les Gardes suisses dans la cour San Damaso, Benoît XVI embarque à bord d'un hélicoptère blanc de l'armée de l'air italienne à destination de Castel Gandolfo où il s'installe pour une durée de deux mois, tandis que les appartements pontificaux du Vatican sont scellés. À partir de 20 heures, il devient officiellement « Sa Sainteté Benoît XVI, pape émérite » ou « Sa Sainteté Benoît XVI, pontife romain émérite », bien que, lors de sa première apparition publique après le conclave sur le balcon de Saint-Pierre de Rome, son successeur François, se nommant lui-même évêque de Rome plutôt que pape, appelle à prier pour son prédécesseur qu'il qualifie d'« évêque émérite ». Le pape émérite conserve sa soutane blanche, mais abandonne la ceinture et le camail, symbole des responsabilités pesant sur les épaules du souverain et remplace les chaussures rouges, rappelant le sang des martyrs, par de simples mocassins marron que lui ont offerts des artisans mexicains lors de sa visite au Mexique en 2012.

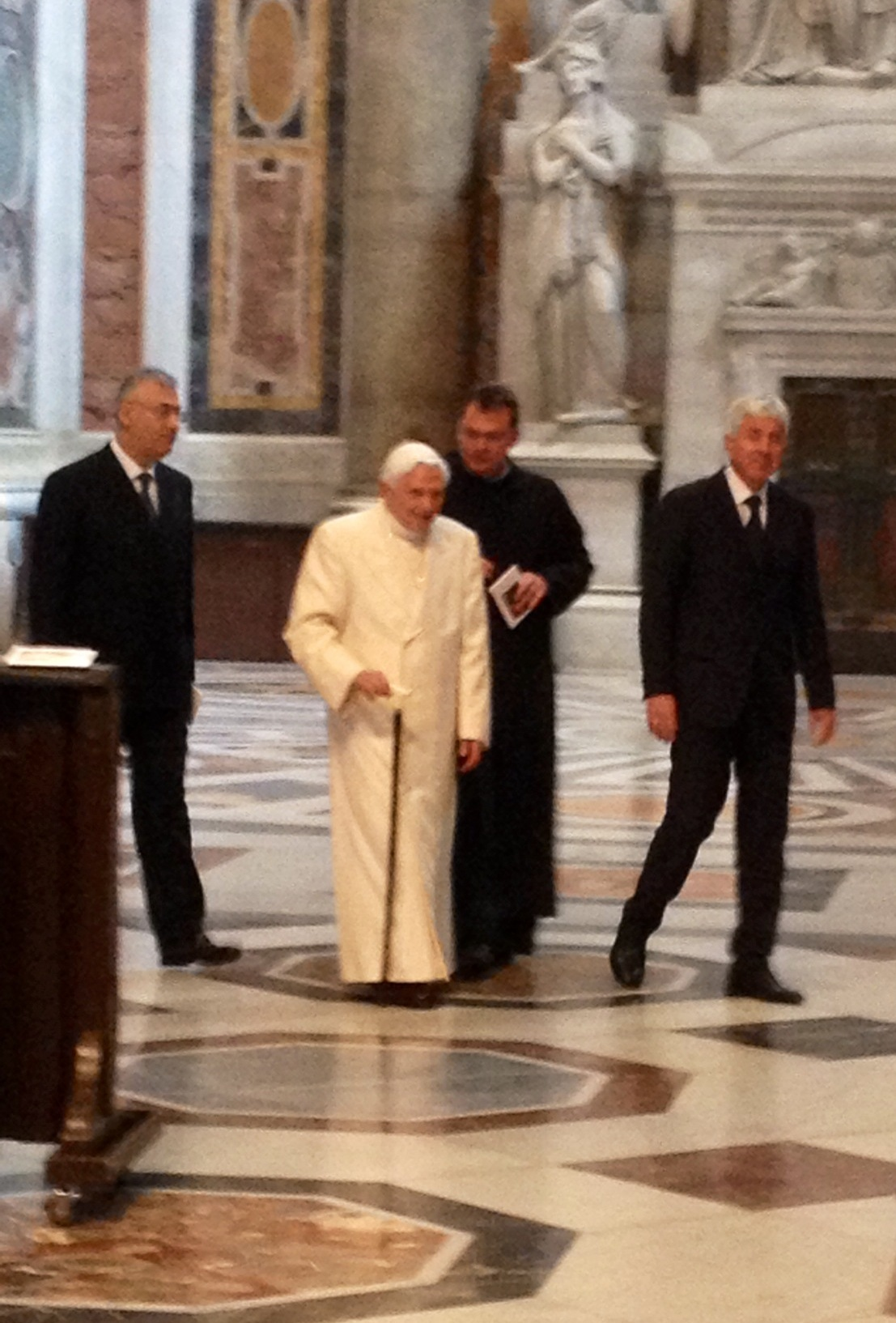
Benoît XVI lors de son arrivée au consistoire du 22 février 2014.

### Relations avec le pape François et retraite au Vatican
Selon Peter Seewald, biographe de Benoit XVI, « dès le premier jour de son pontificat, le pape François a tenté de prendre ses distances avec son prédécesseur ».
Le 23 mars 2013, le nouveau pape François vient rendre visite, 10 jours après son élection, au pape émérite Benoît XVI à Castel Gandolfo et prier avec lui. Le jeudi 2 mai 2013, Benoît XVI revient au Vatican, accueilli par son successeur, pour entrer au monastère Mater Ecclesiae situé dans les jardins de la cité-État,. Le 5 juillet 2013, il inaugure une statue de l'archange saint Michel avec le pape régnant, événement lors duquel ce dernier publie Lumen fidei, encyclique largement préparée par Benoît XVI avant sa renonciation.
Bien que sa santé s'amenuise, le pape émérite Benoît XVI continue de recevoir des visites ; d'après l'agence en ligne Zenit, qui publie ces propos le 19 août, il aurait évoqué à un visiteur anonyme une « expérience mystique » à l’origine de son départ, et qui se serait poursuivie au cours des mois suivants, le confortant dans son choix. Il aurait ajouté que, plus il constatait le grand « charisme » de son successeur, le pape François, plus il se rendait compte que sa décision avait été la « volonté de Dieu ». Cette information est ensuite démentie le 25 août, à la télévision italienne, par son secrétaire personnel Georg Gänswein.
Quelques mois après le conclave qui l'a élu, dans l'avion le ramenant à Rome après les Journées mondiales de la jeunesse à Rio, le pape François (qui n'a que 9 ans d'écart avec lui) affirme que Benoît XVI est comme un « grand-père à la maison », qu'il consulte régulièrement et que, s'il avait une difficulté ou une chose qu'il n'aurait pas comprise, il lui demanderait conseil. Le pape François rend d'ailleurs visite à son prédécesseur au monastère Mater Ecclesiae où celui-ci vit depuis sa renonciation, à l'occasion des fêtes de fin d'année, puis l'invite le 27 décembre 2013 pour un déjeuner à sa résidence de Sainte-Marthe.
Au cours de l'année 2014, le pontife émérite assiste à quatre rencontres publiques. Il se rend d'abord à la basilique Saint-Pierre lors du consistoire du 22 février 2014 qui voit la création des 19 premiers cardinaux de François. Il est chaleureusement accueilli par le pape en exercice. C'est la première apparition de Benoît XVI lors d'une cérémonie officielle depuis la fin de son pontificat. Il assiste également à la messe de canonisation des papes Jean XXIII et Jean-Paul II le 27 avril 2014, avec une fraternelle accolade entre les deux pontifes. Sans être placé aux côtés du pape François, mais parmi les cardinaux pour ne pas créer de confusion, le pape émérite concélèbre la messe. C'est alors la première fois de l'histoire de l'Église catholique que deux souverains pontifes sont présents lors d'un tel événement, surnommé ici le « dimanche des quatre Papes »,. Benoît XVI est ensuite convié le 28 septembre 2014 à la première partie de la rencontre avec les personnes âgées aux côtés de François, et le 19 octobre 2014 à la cérémonie de béatification de Paul VI.
En 2015, Benoît XVI est convié au deuxième consistoire du pape François qui voit la création de 20 nouveaux cardinaux le 14 février 2015. Il reçoit la visite du pape François au monastère Mater Ecclesiae le 30 juin 2015, avant d'aller se reposer quelques semaines dans la résidence d'été de Castel Gandolfo. C'est pendant ce séjour estival en dehors de Rome qu'il reçoit un doctorat honoris causa de l'Université pontificale Jean-Paul-II et de l'Académie de musique de Cracovie, le 4 juillet 2015, des mains du cardinal Stanisław Dziwisz. Il est présent ensuite à la cérémonie d’ouverture de la Porte Sainte marquant le début du Jubilé de la Miséricorde le 8 décembre 2015, la franchissant immédiatement après le Pape François. C'est la dernière apparition publique officielle du pape émérite.
À partir de l'année 2016, les célébrations ou rencontres avec Benoît XVI se font en privé. Il célèbre ses 65 ans de sacerdoce le 28 juin 2016 en présence du pape François dans la salle clémentine du palais apostolique. Le 19 novembre 2016, le pape François et les 16 nouveaux cardinaux du troisième consistoire se rendent auprès du pape émérite au monastère Mater Ecclesiae, ce qui signifie que contrairement aux deux précédents consistoires de 2014 et 2015, Benoît XVI n'assiste pas à leurs créations dans la basilique Saint-Pierre. Il fait de même pour les consistoires suivants du 28 juin 2017, du 28 juin 2018, du 5 octobre 2019, du 28 novembre 2020 et du 27 août 2022.
Moins d’un mois après la polémique sur la participation de Benoît XVI à un livre du cardinal Robert Sarah, le Saint-Siège a confirmé, mercredi 5 février 2020, la limitation des responsabilités de Georg Gänswein, à la fois préfet de la Maison pontificale et secrétaire particulier de Benoît XVI.
En 2021, François abroge, avec Traditionis Custodes, l'œuvre de réconciliation que Benoît XVI avait cherché à établir avec Summorum Pontificum. Selon le secrétaire particulier du pape émérite Georg Ganswein et son biographe Peter Seewald, Benoît XVI découvrit Traditionis Custodes en lisant l'Osservatore Romano et cela lui « brisa le cœur » (Peter Seewald affirme que la santé de Benoît XVI ne s'en est pas remise),.

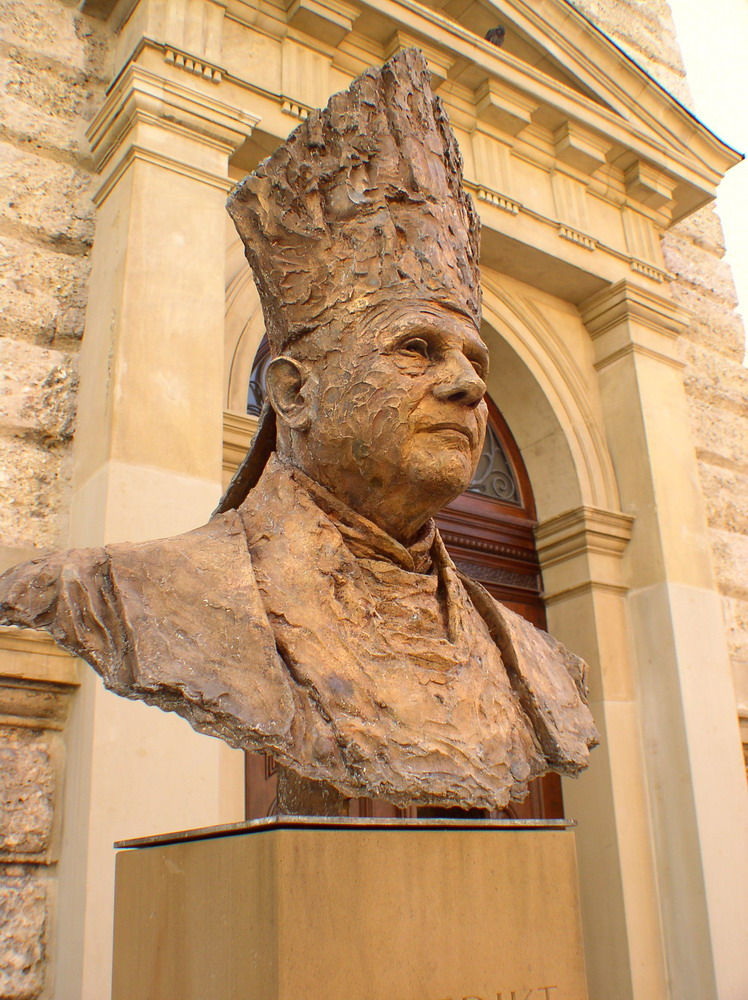
Buste de Benoît XVI à Traunstein.

### Participations à des ouvrages
Benoît XVI publie un livre entretien le 9 septembre 2016, intitulé Dernières conversations, avec le journaliste allemand Peter Seewald. Il revient sur son pontificat, sa renonciation et le pontificat de son successeur, le pape François.
En 2017, il préface les versions allemande et italienne du livre d'entretien La Force du silence du cardinal Robert Sarah, ce qui est analysé comme un soutien discret à cet ecclésiastique conservateur.
En janvier 2020, en collaboration avec le cardinal Robert Sarah, Benoît XVI s'exprime dans le livre Des profondeurs de nos cœurs sur le maintien du célibat du clergé au sein de l'Église catholique, précisément à la lumière du récent débat sur la question.

### Relations avec son frère
Le pape émérite recevait régulièrement la visite de son frère aîné, Georg Ratzinger, qui restait au Vatican quelques semaines à chacune de ses venues.
Du 18 au 22 juin 2020, Benoît XVI se rend à Ratisbonne pour rendre une dernière visite à son frère qui est gravement malade. Lors de ce premier voyage international du pape émérite depuis son abdication, il est notamment accompagné par son secrétaire particulier Georg Gänswein, un médecin, une infirmière, et le commandant adjoint de la gendarmerie vaticane.
Georg Ratzinger décède quelques jours après la visite de son frère le 1er juillet 2020 à l'âge de 96 ans. Le pape François adresse en cette occasion ses condoléances à son prédécesseur : « vous avez eu la délicatesse de m'informer en premier lieu de la nouvelle du décès de votre frère bien-aimé, Mgr Georg. Je tiens à vous renouveler l'expression de ma plus profonde sympathie et de ma proximité spirituelle en ce moment de tristesse. Je vous assure de ma prière de suffrage pour le défunt, afin que le Seigneur de la vie, dans sa bonté miséricordieuse, l'introduise dans la patrie du ciel et lui accorde la récompense préparée pour les fidèles serviteurs de l'Évangile. Je prie aussi pour vous, Votre Sainteté, en invoquant du Père, par l'intercession de la Bienheureuse Vierge Marie, le soutien de l'espérance chrétienne et la tendre consolation divine. Filialement et fraternellement ».
Les obsèques de Georg Ratzinger se tiennent le 8 juillet 2020 en la cathédrale Saint-Pierre de Ratisbonne. Benoît XVI est représenté par Georg Gänswein qui lit une lettre du pape émérite rendant hommage à son frère disparu.

## Mort et funérailles

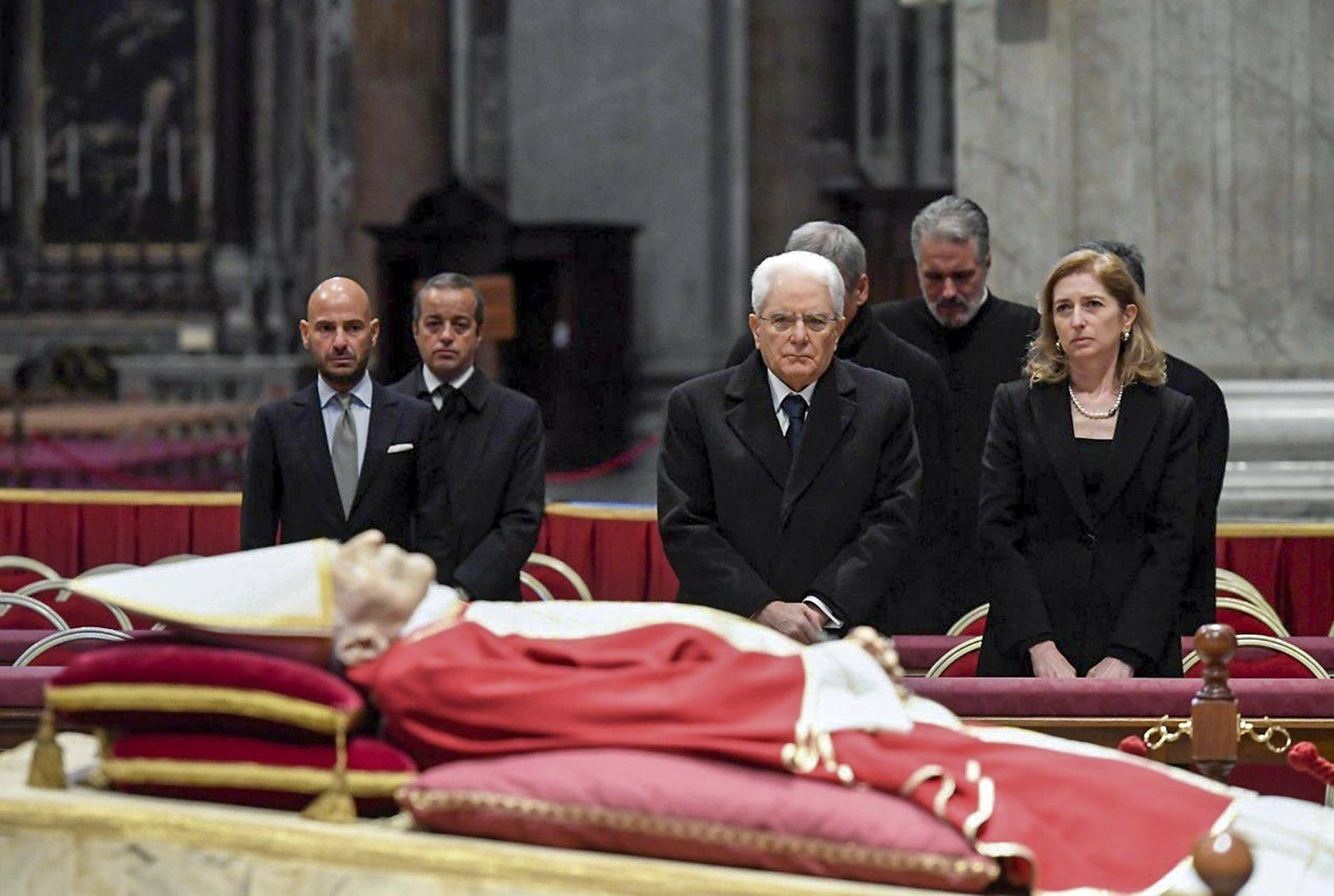
Corps de Benoît XVI exposé dans la basilique Saint-Pierre de Rome.

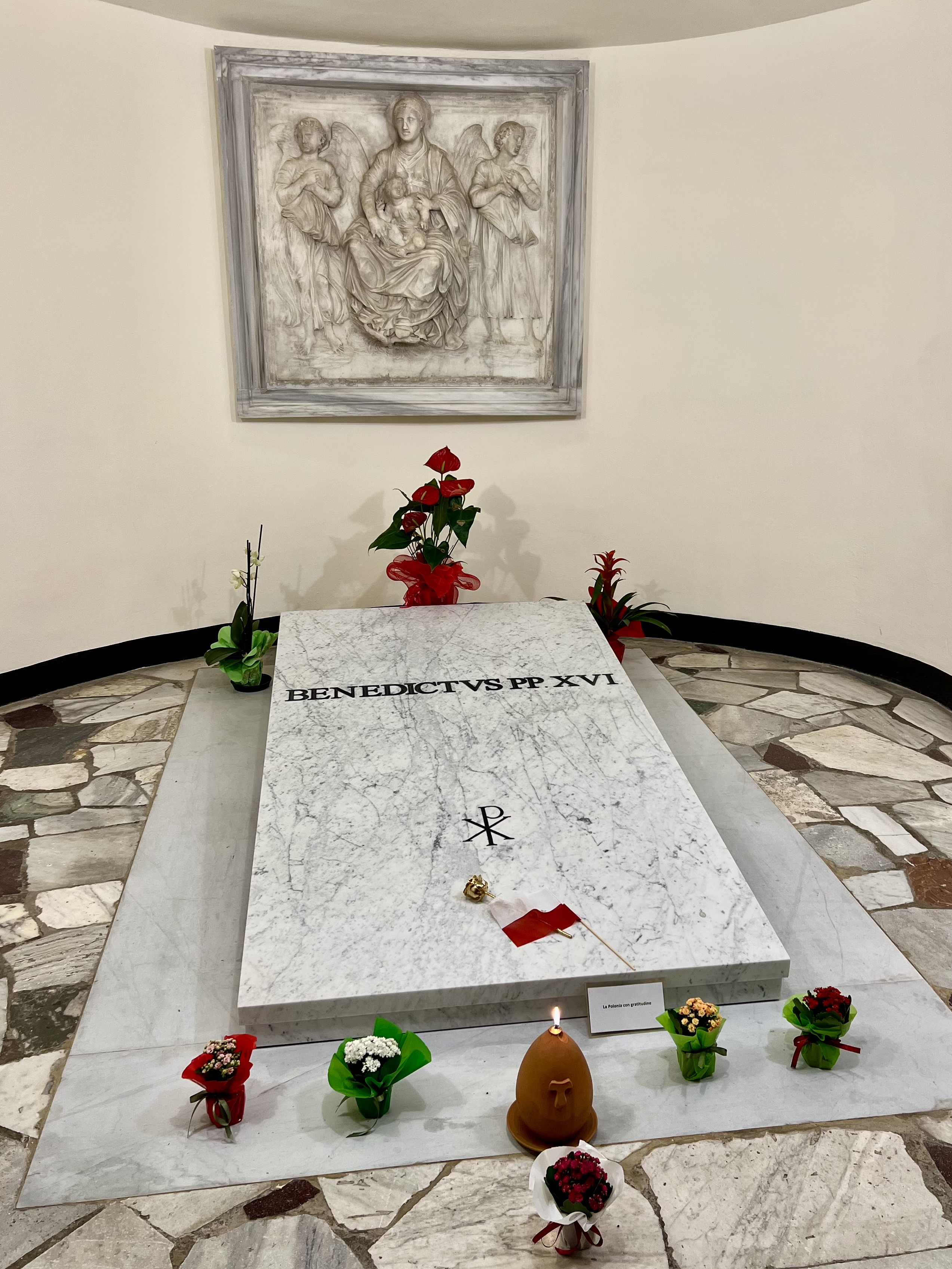
Tombeau de Benoît XVI dans les grottes du Vatican.

Le 28 décembre 2022, le pape François annonce que Benoît XVI est gravement malade.
Après plusieurs jours de détérioration de son état de santé, le pape Benoît XVI meurt à 9 h 34 le matin du 31 décembre 2022, à l'âge de 95 ans, dans le monastère Mater Ecclesiae, au Vatican. Un communiqué du Vatican annonce « avec douleur » la mort du souverain pontife émérite. C’est la première fois depuis 1417 que la mort d’un pape ne signifie pas la fin d’un pontificat. Plusieurs chefs d’État rendent hommage au pape émérite à l’annonce de sa mort. Le président français Emmanuel Macron salue les « efforts du pape émérite pour un monde plus fraternel », alors que le président russe Vladimir Poutine rend hommage à la mémoire d’un « défenseur des valeurs traditionnelles chrétiennes »,. Le roi du Royaume-Uni et gouverneur suprême de l'Église d'Angleterre, Charles III, adresse un message de condoléances au pape François, saluant les « efforts constants » de Benoît XVI pour rapprocher les catholiques et les protestants.
Le corps de Benoît XVI est exposé à partir du 2 janvier 2023 dans la basilique Saint-Pierre de Rome, afin que les fidèles puissent venir lui rendre hommage avant ses funérailles. La messe de ses obsèques se déroule le 5 janvier sur la place Saint-Pierre, sous la présidence du pape François. Plusieurs observateurs notent une « volonté évidente de rendre la cérémonie discrète », et une homélie impersonnelle du pape François.
Une journée de deuil national est décrétée au Portugal le 5 janvier, jour des funérailles de Benoît XVI.

## Records de longévité
Lorsqu’il meurt le 31 décembre 2022, Benoît XVI est âgé de 95 ans, 8 mois et 15 jours : il est donc depuis 1 400 ans celui qui, ayant exercé la fonction de pape, est mort le plus vieux. Cependant, comme il avait renoncé à sa charge le 28 février 2013, à l’âge de 85 ans, 10 mois et 12 jours, c’est Léon XIII qui reste le pape mort en fonction le plus vieux, à l'âge de 93 ans, 4 mois et 18 jours.
Benoît XVI est également le seul pontife dont la durée de l’éméritat, qui est le plus long de l’histoire de la papauté (9 ans, 10 mois et 3 jours), a dépassé celle du pontificat (7 ans, 10 mois et 9 jours).

## Distinctions et prix

### Décorations et récompenses

#### Décorations

##### Ordres pontificaux
- 2005 :
  -  Grand maître de l'ordre du Christ.
  -  Grand maître de l'ordre de l'Éperon d'or.
  -  Grand maître de l'ordre de Pie IX.
  -  Grand maître de l'ordre de Saint-Grégoire-le-Grand.
  -  Grand maître de l'ordre de Saint-Sylvestre.

##### Décorations allemandes
- Grand-croix de l'ordre du mérite civil de Bavière, en 1977.
- Grand-croix de l'ordre du Mérite de la République fédérale d'Allemagne, en 1985[303].
- Médaille d'or constitutionnelle du Landtag de Bavière, en 1985.
- Grand-croix de l'ordre de Karl Valentin de Munich, en 1989.
- Grand-croix spécial de l'ordre du Mérite de la République fédérale d'Allemagne, en 1994[303].
- Grand-croix de l'ordre bavarois de Maximilien pour la science et l'art, en 1995.

##### Autres décorations étrangères
- Grand-croix de l'ordre du mérite national d'Équateur (en), en 1977.
- Grand-croix d'or de l'ordre du Mérite de la République d'Autriche, en 1992.
- Commandeur de l'ordre de la Légion d'honneur (France), en 1998[Note 11],[304].
- Grand-croix de l'ordre souverain de Malte, en 1999[Note 12],[305].
- Grand-collier de l'ordre national de la Croix du Sud du Brésil, en 2007.
- Chevalier grand-croix au grand cordon de l'ordre du Mérite de la République italienne, en 2008[306].
- Grand-croix de l'ordre du Mérite de la république de Pologne, en 2011.
- Collier de l'ordre d'Isabelle la Catholique (Espagne), en 2011.
- Grand-cordon de l’ordre du Cèdre du Liban, en 2012.

#### Récompenses
- 1989 :
  - Prix Augustin Bea (Rome)[Note 13].
- 1991 :
  - Prix Leopold Kunschak (Vienne).
  - Médaille Georg von Hertling.
- 1992 :
  - Prix littéraire Capri S. Michele (Anacapri).
  - Prix international de la culture catholique (Bassano del Grappa).
- 1993 :
  - Prix pour la littérature et la poésie religieuse spirituelle (Potenza).
- 2004 :
  - Prix littéraire Capri S. Michele (Anacapri).

### Citoyen honoraire

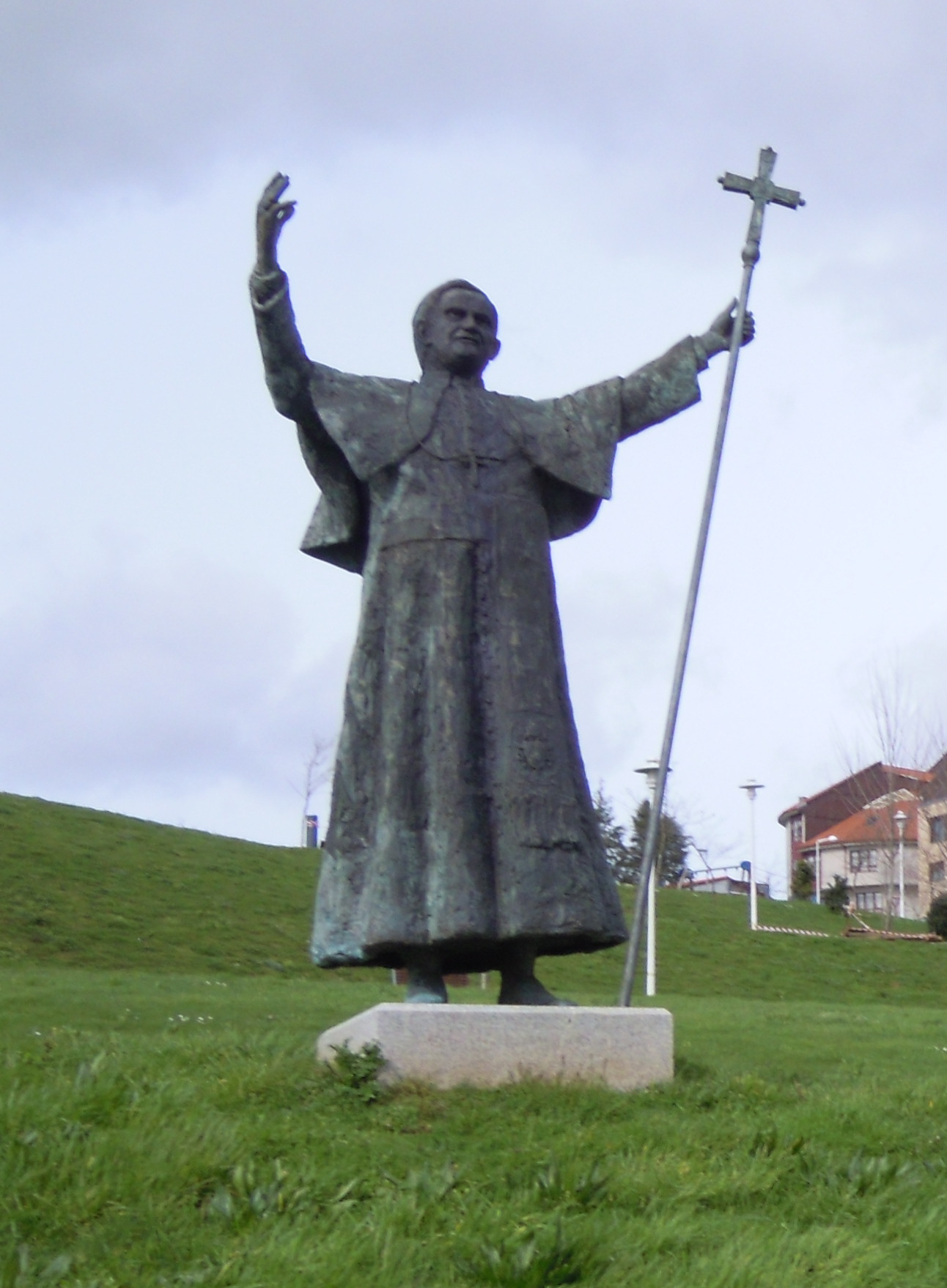
Statue de Benoît XVI à Saint-Jacques-de-Compostelle.

Joseph Ratzinger est citoyen d'honneur de nombreuses villes, notamment en Allemagne :
- 1987 : Pentling, lieu de sa principale résidence.
- 1997 : Marktl, sa ville natale.
- 2005 : Traunstein.
- 2006 : Altötting et Ratisbonne.
- 2007 : Tittmoning.
- 2008 : Brixen.
- 2009 : Mariazell et Introd.
- 2010 : Romano Canavese et Freising.
- 2011 : Naz Schabs en Tyrol du Sud.

### Doctoratshonoris causa
- 1984 : université Saint-Thomas (en), à Saint-Paul au Minnesota ;
- 1986 : université catholique de Lima au Pérou ;
- 1987 : université catholique d'Eichstätt-Ingolstadt en Allemagne ;
- 1988 :
  - université catholique de Lublin en Pologne (aujourd'hui université Jean-Paul-II) ;
  - université de Navarre en Espagne ;
- 1999 : Libre Université Marie Très-Sainte Assomption (it) de Rome ;
- 2000 : faculté de théologie (pl) de l'université de Wrocław en Pologne[307] ;
- 2005 : université Babeș-Bolyai de Cluj-Napoca ;
- 2015 : le 4 juillet à Castel Gandolfo, remis par le cardinal Stanisław Dziwisz[308] :
  - Université pontificale Jean-Paul-II de Cracovie
  - Académie de musique de Cracovie

### Autres
- En 1991, il est élu membre de l'Académie européenne des sciences et des arts à Salzbourg[309].
- Le 13 janvier 1992, l'Institut de France l'élit comme membre associé étranger à l'Académie des sciences morales et politiques[310] au fauteuil du défunt physicien nucléaire russe et prix Nobel de la paix Andreï Sakharov[311].
- En 1998, l'astéroïde (8661) Ratzinger est nommé en son honneur par les astronomes Lutz D. Schmadel et Freimut Börngen.
- Le 13 novembre 2000, il est nommé académicien honoraire de l'Académie pontificale des sciences[312].

## Œuvres

### Ouvrages avant son pontificat
- Frères dans le Christ : L'esprit de la fraternité chrétienne [« Die Christliche Brüderlichkeit »] (trad. de l'allemand par Dom Henri-Marie Rochais, osb et Dom Jean Evrard, osb), Paris, Le Cerf, 1962.Réédition chez le même éditeur, coll. « Théologies », Paris, 2005, 128 p.,  (ISBN 978-2-204-07953-2).
- Foi chrétienne hier et aujourd'hui [« Einführung in das Christentum »] (trad. de l'allemand par Eugène Ginder et Pierre Schouver), Paris, Mame, coll. « Traditions chrétiennes », 1969, 272 p..Réédition chez Mame / Le Cerf, Paris, 1985  (ISBN 978-2-204-02387-0) et  (ISBN 978-2-7289-0219-4).Réédition chez Mame / Le Cerf, Paris, 1996  (ISBN 978-2-204-05538-3).Réédition chez Le Cerf, Paris, 2005, 266 p., avec une nouvelle préface traduite par Joseph Hoffmann,  (ISBN 978-2-204-07952-5).En poche chez Le Cerf, coll. « LeXio », Paris, 2020, 288 p.,  (ISBN 978-2-204-13860-4).
- Un seul Seigneur, une seule Foi (trad. de l'allemand par Eugène Ginder et Pierre Schouver), Paris, Mame, 1971, 142 p..
Traduction de 3 ouvrages munis de l'imprimatur :
  - Vom Sinn des Christseins (Du sens de l'existence chrétienne), Kösel-Verlag K G, München, 1965 ;
  - Die sakramentale Begründung christlicher Existenz (Le fondement sacramentel de l'existence chrétienne), Kyrios-Verlag GmbH Meitingen, Freising, 1967 ;
  - Meditationen zur Karwoche (Méditations théologiques sur la Semaine Sainte), Kyrios-Verlag GmbH Meitingen, Freising, 1969.
- Foi et Avenir [« Glaube und Zukunft »] (trad. de l'allemand par Pierre Chambard), Paris, Mame, 1971, 134 p..
- Le Nouveau Peuple de Dieu [« Das neue Volk Gottes : Entwürfe zur Ekklesiologie »] (trad. de l'allemand par Robert Givord et Hélène Bourboulon), Paris, Aubier-Montaigne, coll. « Intelligence de la Foi », 1971, 191 p..Réédition chez le même éditeur, Paris, 1992  (ISBN 978-2-7007-4050-9).Réédition chez Le Cerf, coll. « Théologies », Paris, 2005  (ISBN 978-2-204-08020-0).
- « Église du Christ, lieu de ma foi », dans Gabriel-Marie Garrone, Jean Daniélou, Hans Urs von Balthasar, Joseph Ratzinger, Je crois en l'Église : Que je n'en sois jamais séparé, Paris, Mame, 1972, 193 p..Ce chapitre ainsi que celui d'Hans Urs von Balthasar sont la traduction (respectivement par Pierre Chambard et Gérard Baudry) de Zwei Pladoyers (Deux plaidoyers), Kösel-Verlag GmbH und Co., 1971.
- Le Dieu de Jésus-Christ : Méditations sur Dieu-Trinité (trad. de l'allemand par Yves et Marie-Noëlle de Torcy), Fayard, coll. « Communio », 1977, 135 p. (ISBN 978-2-213-62635-2).Les trois chapitres sont des versions revues et corrigées d'homélies prononcées en 1973, de considérations sur l'Avent exposées en décembre 1972, d'un sermon prononcé à Ratisbonne en 1975 et d'une conférence sur Pâques donnée à la radio bavaroise (cf. préface).
- La Mort et l'Au-delà : Court traité d'espérance chrétienne [« Eschatologie - Tod und ewiges Leben »] (trad. de l'allemand par Dom Henri-Marie Rochais, osb et Bruno Guillaume, avant-propos de l'abbé Jean-Robert Armogathe), Paris, Fayard, coll. « Communio », 1979, 291 p. (ISBN 978-2-213-00809-7).Réédition chez le même éditeur en 1994  (ISBN 978-2-213-59170-4) et en 2005  (ISBN 978-2-213-62630-7).En poche chez Le Cerf, coll. « LeXio », Paris, 2023, 308 p.,  (ISBN 978-2-204-16186-2).
- S.E. Joseph, Cardinal Ratzinger et Hans Urs von Balthasar (trad. de l'allemand), Marie, première Église, Arpajon, Apostolat des éditions / Éditions paulines, 1981 (réimpr. 1987, 1989, 1998), 75 p. (ISBN 978-2-7122-0147-0).
- La célébration de la foi : Essai sur la théologie du culte divin [« Das Fest des Glaubens »] (trad. de l'allemand par Simone Wallon), Saint-Céneré, Téqui, 1985, 150 p. (ISBN 978-2-85244-716-5).
- Les principes de la théologie catholique : Esquisses et matériaux (trad. de l'allemand par Dom Jacques Maltier), Saint-Cénéré, Téqui, coll. « Croire et Savoir », 1985 (ISBN 978-2-85244-669-4).Réédition en 2005 avec une préface de S.E. Paul, Cardinal Poupard (ISBN 978-2-7403-1197-4).Réédition chez Parole et Silence / Téqui, Les Plans-sur-Bex / Saint Cénéré, 2008  (ISBN 978-2-84573-690-0).
- S.E. Joseph, Cardinal Ratzinger et Vittorio Messori (entretien avec) (trad. de l'italien par S.E. Édouard, Cardinal Gagnon (sous sa direction)), Entretien sur la foi [« Rapporto sulla Fede »], Paris, Fayard, 1985, 252 p. (ISBN 978-2-213-62627-7).
- Au commencement, Dieu créa le Ciel et la Terre : Quatre sermons de Carême à Munich sur la Création et la Chute (trad. de l'allemand par S.E. Édouard, Cardinal Gagnon (sous sa direction)), Paris, Fayard, 1986, 94 p. (ISBN 978-2-213-01763-1).Réédition chez le même éditeur en 2005  (ISBN 978-2-213-62633-8).
- Église, Œcuménisme et Politique [« Kirche, Ökumene und Politik »] (trad. de l'allemand par Philippe Jordan, Philipp-Ernst Gudenus, Beat Müller sous la direction de S.E. Édouard, Cardinal Gagnon), Paris, Fayard, 1987, 365 p. (ISBN 978-2-213-02044-0).Réédition chez le même éditeur en 2005  (ISBN 978-2-213-62631-4).
- La Théologie de l'histoire de saint Bonaventure (trad. de l'allemand par Abbé Robert Givord), Paris, Presses universitaires de France, 1988 (ISBN 978-2-13-041828-3).Réédition avec une préface de Rémi Brague dans la coll. « Quadrige », 2007  (ISBN 978-2-13-055922-1).
- Serviteurs de votre Joie : Méditations sur la spiritualité sacerdotale (trad. de l'allemand par Bruno Guillaume), Paris, Fayard, 1990, 116 p. (ISBN 978-2-213-02402-8).Réédition en 2005  (ISBN 978-2-213-62628-4).
- Église et Théologie, Paris, Mame, 1992, 226 p. (ISBN 978-2-7289-0520-1).
Traductions de plusieurs conférences :
  - Foi, philosophie et théologie (réception du doctorat honoris causa of Human Letters décerné par le College of saint Thomas à saint-Paul, Minnesota (en), répété à la faculté de théologie de Fulda (de) le 22 octobre 1984) ;
  - Interprétation, contemplation, action (discours à l'université catholique de Bavière (de) le 27 juin 1982, traduit par Barbara Fontaine) ;
  - Les difficultés en matière de foi dans l'Europe d'aujourd'hui (conférence à Luxembourg, près de Vienne, en Autriche, rendue publique le 30 juin 1989) ;
  - Magistère et théologie (déclaration à propos de l'instruction sur la vocation ecclésiale du théologien) ;
  - L'Église et le théologien (conférence à la faculté de théologie de l'université Saint-Michel de Toronto le 15 août 1986) ;
  - La fonction du magistère (extraits d'une homélie à la cathédrale Notre-Dame de Munich prononcée le 3 décembre 1979) ;
  - Transmission et sources de la foi (conférence à la basilique Notre-Dame de Fourvière de Lyon le 15 janvier 1983) ;
  - La constitution de l'Église et la conversion : questions au Cardinal Ratzinger (traduit par Barbara Fontaine) ;
  - Une société à réformer sans cesse (conférence au meeting de Rimini (en) en août 1990).

- Regarder le Christ : Exercices de foi, d'espérance et d'amour (trad. de l'allemand par Bruno Guillaume), Paris, Fayard, 1992, 153 p. (ISBN 978-2-213-02737-1).Réédition en 2005  (ISBN 978-2-213-62634-5).
- Appelés à la Communion : Comprendre l'Église aujourd'hui [« Zur Gemeinschaft Gerufen »] (trad. de l'allemand par Bruno Guillaume), Paris, Fayard, 1993, 188 p. (ISBN 978-2-213-02996-2).Réédition en 2005  (ISBN 978-2-213-62632-1).
- S.E. Joseph, Cardinal Ratzinger et Mgr Christoph Schönborn (trad. de l'allemand par Élise Bloch), Introduction au Catéchisme de l'Église catholique, Paris, Le Cerf, 1995, 90 p. (ISBN 978-2-204-05150-7).
- Un chant nouveau pour le Seigneur : La foi dans le Christ et la liturgie aujourd'hui (trad. de l'allemand par Joseph Feisthauer), Tournai, Mame-Desclée, 1995, 262 p. (ISBN 978-2-7189-0684-3).Réédition en 2005  (ISBN 978-2-7189-0982-0).
- Un tournant pour l'Europe ? : Diagnostics et pronostics sur la situation de l'Église et du monde, Saint-Maurice, Saint-Augustin, 1996 (ISBN 978-2-88011-043-7).Réédition chez Flammarion, Paris, 1998  (ISBN 978-2-08-067327-5).
- S.E. Joseph, Cardinal Ratzinger et Peter Seewald (entretien avec) (trad. de l'allemand par Nicole Casanova), Le Sel de la terre : Le christianisme et l'Église catholique au seuil du IIIe millénaire [« Salz der Erde. Christentum und katholische Kirche an der Jahrtausendwende »], Paris, Flammarion / Le Cerf, 1997, 278 p. (ISBN 978-2-08-067433-3).Réédition chez les mêmes éditeurs en 2005  (ISBN 978-2-08-068906-1).
- Ma vie : Souvenirs 1927-1977 [« Aus meinem Leben : Erinnerungen (1927-1977) »] (trad. de l'allemand par Martine Huguet, révisé par Jean Laffitte), Paris, Fayard, 1998, 143 p. (ISBN 978-2-213-60031-4).Réédition chez le même éditeur en 2005  (ISBN 978-2-213-62629-1).
- “L'Unique alliance” de Dieu et le pluralisme des religions, Les Plans-sur-Bex, Parole et Silence, mars 1999, 105 p. (ISBN 978-2-911940-54-5).Réédition en 2005 (sans les guillemets)  (ISBN 978-2-84573-342-8).En poche chez le même éditeur, 2017, 110 p. (ISBN 978-2-88918-953-3).
- Peter Seewald (entretien avec) (trad. de l'allemand par Joseph Burckel), Voici quel est notre Dieu [« Gott und die Welt. Glauben und Leben in unserer Welt »], Paris, Plon / Mame, 2001, 324 p. (ISBN 978-2-259-19532-4).Réédition en 2005  (ISBN 978-2-259-20298-5).
- L'Esprit de la liturgie : Une introduction [« Der Geist der Liturgie. Eine Einführung »] (trad. de l'allemand par Génia Català, révisé par Grégory Solari et l'abbé Bruno Le Pivain), Genève, Ad Solem, 2001, 184 p. (ISBN 978-2-940090-83-9).Réédition chez Artège, Perpignan, 2019 (sans le sous-titre), préfacée par S.E. Robert, Cardinal Sarah, suivi de L'Esprit de la liturgie de Romano Guardini, 304 p. (ISBN 979-10-336-0919-3).Réédition chez Artège, Perpignan, 2024 (sans le sous-titre), 208 p. (ISBN 979-10-336-1461-6).
- La fille de Sion [« Die Tochter Zion »] (trad. de l'allemand par Sophie Binggeli), Paris / Les Plans-sur-Bex, Les cahiers de l'École cathédrale / Parole et Silence, juin 2002, 112 p. (ISBN 978-2-84573-119-6).Réédition en 2005 avec le sous-titre Méditations sur Marie (ISBN 978-2-84573-345-9).En poche chez le même éditeur, 2017, 110 p., avec le sous-titre Considérations sur la foi mariale de l'Église (ISBN 978-2-88918-940-3).
- Dieu nous est proche : L'Eucharistie au cœur de l'Église (trad. de l'allemand par Maria Linning), Les Plans-sur-Bex, Parole et silence, mai 2003, 165 p. (ISBN 978-2-84573-176-9).Réédition en 2005  (ISBN 978-2-84573-343-5).En poche chez le même éditeur, 2016, 176 p. (ISBN 978-2-88918-902-1).
- « Fondements spirituels de l'Europe », dans Collectif, La vérité vous rendra libre : Hommage au Cardinal Georges Cottier, Les Plans-sur-Bex, Parole et Silence, septembre 2003, 282 p. (ISBN 978-2-84573-160-8).
- Faire route avec Dieu (trad. de l'allemand par Maria Linning), Les Plans-sur-Bex, Parole et Silence, décembre 2003, 280 p. (ISBN 978-2-84573-199-8).Réédition en 2005 avec le sous-titre L'Église comme communion (ISBN 978-2-84573-346-6).En poche chez le même éditeur, 2017, avec le même sous-titre  (ISBN 978-2-88918-990-8).
- Chemins vers Jésus (trad. de l'allemand par Maria Linning), Les Plans-sur-Bex, Parole et Silence, septembre 2004, 176 p. (ISBN 978-2-84573-227-8).Réédition en 2005, 170 p. (ISBN 978-2-84573-344-2).Réédition en 2015 avec l'ancienne couverture  (ISBN 978-2-88918-730-0).
- L'Europe, ses fondements, aujourd'hui et demain (trad. de l'italien par Gabriel Ispérian), Saint-Maurice, Saint-Augustin, mai 2005, 140 p. (ISBN 978-2-88011-382-7).
- Valeurs pour un temps de crise : Relever les défis de l'avenir [« Werte in Zeiten des Umbruchs, Die Herausforderungen der Zukunft bestehen »] (trad. de l'allemand par Christian Muguet), Les Plans-sur-Bex, Parole et Silence, juin 2005 (ISBN 978-2-84573-338-1).Ouvrage sorti pendant son pontificat, mais écrit avant.En poche chez le même éditeur, 2017  (ISBN 978-2-88918-974-8).
- Foi, vérité, tolérance (trad. de l'allemand par Maria Linning), Les Plans-sur-Bex, Parole et Silence, juillet 2005 (ISBN 978-2-84573-299-5).Ouvrage sorti pendant son pontificat, mais écrit avant.
- Catéchèse et transmission de la foi, Tempora, 1983  (ISBN 978-2916053288) ;

### Ouvrages pendant son pontificat

#### Encycliques et exhortations
- Deus Caritas Est, Dieu est amour, encyclique (lire), 2006 ;
- Sacramentum Caritatis, le Sacrement de la Charité, exhortation apostolique (lire), 2007 ;
- Spe Salvi, Sauvés dans l'espérance, encyclique (lire), 2007 ;
- Caritas in Veritate, l'Amour dans la Vérité, encyclique (lire), 2009 ;
- Verbum Domini, la parole du Seigneur, exhortation apostolique (lire), 2010 ;
- Africae munus, le rôle de l'Afrique, exhortation apostolique (lire), 2011 ;
- Ecclesia in Medio Oriente, l'Église au Moyen-Orient, exhortation apostolique (lire), 2012.

#### Livres
- L'essence de la foi, introduction du Card. Georges Cottier o.p., Plon/Mame, Paris, 2006  (ISBN 978-2-266-17757-3) ;
- Jésus de Nazareth [« Jesus von Nazareth – Band 1: Von der Taufe im Jordan bis zur Verklärung »] (trad. de l'allemand par Dieter Hornig, Marie-Ange Roy et Dominique Tassel, sous la direction de Mgr François Duthel), t. I : Du baptême dans le Jourdain à la Transfiguration[Note 14], Paris, Flammarion, 2007, 430 p. (ISBN 978-2-08-120390-7).En poche chez le même éditeur (sans le sous-titre), coll. « Champs », Paris, 2008, 432 p. (ISBN 978-2-08-121304-3).Réédition en poche avec le sous-titre en 2017  (ISBN 978-2-08-142172-1) ;
- Les Apôtres et les premiers disciples du Christ, Bayard Culture, 2007 (ISBN 978-2227477117) ;
- Crédo pour aujourd'hui, Presses Chatelet, 2007 (ISBN 978-2845922495) ;
- Touché par l'invisible : méditations pour chaque jour de l'année, Parole & Silence, 2008 (ISBN 978-2-84573-391-6) ;
- Les Pères de l'Église, Tempora, 2008 (ISBN 978-2916053509) ;
- Chercher Dieu : discours au monde de la culture, avec André Vingt-Trois, Lethielleux, 2008 (ISBN 978-2283610480) ;
- La communion de Foi (préf. Abbé Jean-Robert Armogathe), vol. I : Croire et célébrer, Les Plans-sur-Bex, Parole et Silence, coll. « Communio », septembre 2008, 255 p. (ISBN 978-2-84573-731-0) ;
- La communion de Foi (préf. Abbé Jean-Robert Armogathe), vol. II : Discerner et agir, Les Plans-sur-Bex, Parole et Silence, coll. « Communio », février 2009, 248 p. (ISBN 978-2-84573-734-1) ;
- Lumière du monde : le pape, l'Église et les signes des temps, entretien avec Peter Seewald, Paris, Bayard, 2010 (ISBN 978-2-227-48246-3) ;
- Jésus de Nazareth, t. II : De l'entrée à Jérusalem à la Résurrection, Monaco / Les Plans-sur-Bex, Le Rocher / Parole et Silence, mars 2011, 452 p. (ISBN 978-2-268-07079-7) ;
- Mon Concile Vatican II : Enjeux et perspectives (trad. de l'allemand par l'abbé Éric Iborra (et adaptation), préf. Mgr Bernard Ginoux), Perpignan, Artège, mars 2011 (réimpr. 2012), 304 p. (ISBN 978-2-36040-029-4) ;
- Abbé Éric Iborra (dir.) et Henri de Villiers (présentation), L'Esprit de la musique, Perpignan, Artège, octobre 2011, 220 p. (ISBN 978-2-36040-050-8) ;
- Jésus Christ expliqué par le pape, Parole et silence, 2011 (ISBN 9782845739864) ;
- Une nouvelle culture pour un nouvel humanisme, Parole et silence, 2012 (ISBN 978-2889180349) ;
- 5 minutes avec Dieu, Parole Et Silence, 2012 (ISBN 978-2889181216) ;
- Les Femmes, la sainteté et l'Église, Bayard Culture, 2012 (ISBN 978-2227483590) ;
- Pensées sur les femmes, Parole Et Silence, 2012 (ISBN 978-2889181070) ;
- Pensées sur l'environnement, Parole Et Silence, 2012 (ISBN 978-2889180981) ;
- Le Pouvoir des signes, Parole et Silence, 2012 (ISBN 978-2889181292) ;
- Jésus de Nazareth [« Jesus von Nazareth. Die Kindheitsgeschichten »] (trad. de l'allemand par Mère Marie des Anges Cayeux, op, Père Jean Landousies, cm et Mgr Jean-Marie Speich), t. III : L'Enfance de Jésus, Paris, Flammarion, novembre 2012, 192 p. (ISBN 978-2-08-129577-3).En poche chez le même éditeur, coll. « Champs », Paris, 2013, 192 p. (ISBN 978-2-08-128959-8).Réédition en poche en 2017  (ISBN 978-2-08-1421714) ;
- Mon testament spirituel, Bayard Culture, 2013 (ISBN 978-2227486577) ;
- Charité politique, Parole Et Silence, 2013 (ISBN 978-2889181445).

### Ouvrages après son pontificat et posthumes
- Mon testament spirituel (trad. Jean-Pierre Prévost), Montrouge, Bayard, avril 2013, 117 p. (ISBN 978-2-227-48657-7).Réédition chez le même éditeur, Montrouge, janvier 2023, 165 p. (ISBN 978-2-227-50022-8).
- Je ne me suis jamais senti seul : De la renonciation au retrait, les dernières paroles de Benoît XVI, Les Plans-sur-Bex, Parole et Silence, août 2013, 134 p. (ISBN 978-2-88918-185-8).
- L'âme de la prière, Perpignan, Artège, février 2016, 368 p. (ISBN 978-2-36040-664-7). Deux couvertures semblent coexister.
- Benoît XVI et Peter Seewald (trad. de l'allemand par Odile Demange), Dernières conversations, Paris, Fayard, septembre 2016, 288 p. (ISBN 978-2-213-68594-6).En poche chez le même éditeur, coll. « Pluriel », Paris, janvier 2018, 288 p. (ISBN 978-2-8185-0557-1).
- Peuple et Maison de Dieu dans l'ecclésiologie de saint Augustin [« Volk und Haus Gottes in Augustins Lehre von der Kirche »] (trad. de l'allemand par l'abbé Éric Iborra, préf. Jean-Marie Salamito, avant-propos de S.E. Joseph, Cardinal Ratzinger depuis la réédition de 1992), Perpignan, Artège / Lethielleux, coll. « Sed contra », octobre 2017, 456 p. (ISBN 978-2-249-62376-9).
- Cardinal Robert Sarah et Nicolas Diat (préf. Benoît XVI), La Force du silence : Contre la dictature du bruit, Paris, Fayard, coll. « Pluriel », novembre 2017 (1re éd. 2016), 384 p., poche (ISBN 978-2-8185-0549-6).
- Robert Sarah et avec la collaboration de Benoît XVI, Des profondeurs de nos cœurs, Paris, Fayard, janvier 2020, 180 p. (ISBN 978-2-213-71694-7).
- Pape François et Benoît XVI (présenté par le cardinal Pietro Parolin), Une seule Église, Paris, Le Cerf, octobre 2020, 242 p. (ISBN 978-2-204-14299-1).
- Écrits fondamentaux : Le testament théologique et spirituel, Paris, Le Cerf, janvier 2023, 261 p. (ISBN 978-2-204-13795-9).
- Testament spirituel (édition commentée par Rémi Brague), Paris, Salvator, janvier 2023, 46 p. (ISBN 978-2-7067-2465-7).
- Ce qu'est le christianisme : Un testament spirituel [« Che cos'è il cristianesimo »] (trad. de l'italien par Marie-Amélie de Cacqueray et l'abbé Éric Iborra (révision), sous la direction d'Elio Guerriero et Georg Gänswein, avant-propos d'Elio Guerriero), Monaco / Perpignan, Le Rocher / Artège, mars 2023, 272 p. (ISBN 978-2-268-10918-3).
- L'Homme au cœur de la création : Les textes clés du pape précurseur de l'écologie intégrale [« Per una ecologia dell'uomo »] (trad. de l'italien, introduction de l'abbé Éric Iborra), Perpignan, Artège, décembre 2024, 300 p. (ISBN 979-10-336-1541-5).